# Institut industriel du Nord
L’Institut industriel du Nord de la France, couramment appelé IDN, est un établissement supérieur français de recherche et de formation d'ingénieurs. Il succède à l'École des arts industriels et des mines de Lille en 1872 ; il est renommé École centrale de Lille en 1991.
Initialement établis dans les locaux de l'École des arts industriels et des mines fondée en 1854, l'enseignement et les laboratoires se développent dans l'Institut industriel, construit entre 1873 et 1875 rue Jeanne-d'Arc dans le quartier universitaire de Lille, jusqu'à son déménagement en 1968 sur le campus de l’université des sciences et technologies de Lille, à Villeneuve-d’Ascq.
La formation des élèves-ingénieurs s'effectue en trois années, comprenant un socle de formation scientifique technique et managériale et des options d'approfondissement. Les options sont initialement centrées sur la mécanique, l'électricité et la chimie au XIXe siècle ; la pluridisciplinarité s’accroît progressivement avec l'essor technologique du XXe siècle pour couvrir les génie civil, génie mécanique, génie des procédés, électronique industrielle, automatique, informatique de gestion, informatique industrielle, aménagement du territoire, transport-logistique, production industrielle, génie informatique, ondes micro-électronique et télécommunications.
L'Institut industriel du Nord a été une école pionnière en créant un laboratoire d'électrotechnique dès 1892, dirigé par Bernard Brunhes et « aura été la première en France (…) à décerner le diplôme d'ingénieur électricien » dès 1893. Y est également établi le premier laboratoire d'essais mécaniques de France en 1894. Des recherches en mécanique des milieux continus y ont été initiées dès 1872 avec Joseph Boussinesq, poursuivies par Joseph Kampé de Fériet en mécanique des fluides et aérodynamique après 1930. Haut lieu de l'ingénierie ferroviaire au XIXe siècle, l'École assure des cours de mécanique automobile et aéronautique au début du XXe siècle. Henri Padé y est professeur de mécanique rationnelle. Le génie des procédés, la chimie et la métallurgie y sont développés par les successeurs de Frédéric Kuhlmann et Louis Pasteur, notamment Camille Matignon et Paul Pascal. L'électronique y est enseignée à partir de 1956, l'automatique dès 1957, l'informatique en 1963. L'évolution de la micro-électronique vers les nanotechnologies y date de 1992.

## Histoire de l'Institut industriel du Nord et de l'École centrale de Lille

### Essor des sciences et techniques de l'ingénieur
L'école d'ingénieurs de Lille a été fondée en 1854, au début de deux siècles consécutifs caractérisés par un essor prodigieux des technologies, du commerce mondial et du rôle des ingénieurs. Cette période est marquée par plusieurs phases d'accélération 1850-1870, 1896-1914, 1926-1930, 1947-1973 et 1996-2000, entrecoupée de périodes heurtées de guerres, d'effondrements, de récessions ou de freinage de la croissance de la production de biens et de services et des échanges commerciaux internationaux,. « C’est durant cette période de première, puis de seconde industrialisation que le dynamisme innovateur a été, en Europe du Nord-Ouest, l’un des principaux moteurs de la croissance, léguant ainsi aux régions concernées un héritage qu’il revenait au siècle suivant de renouveler ».

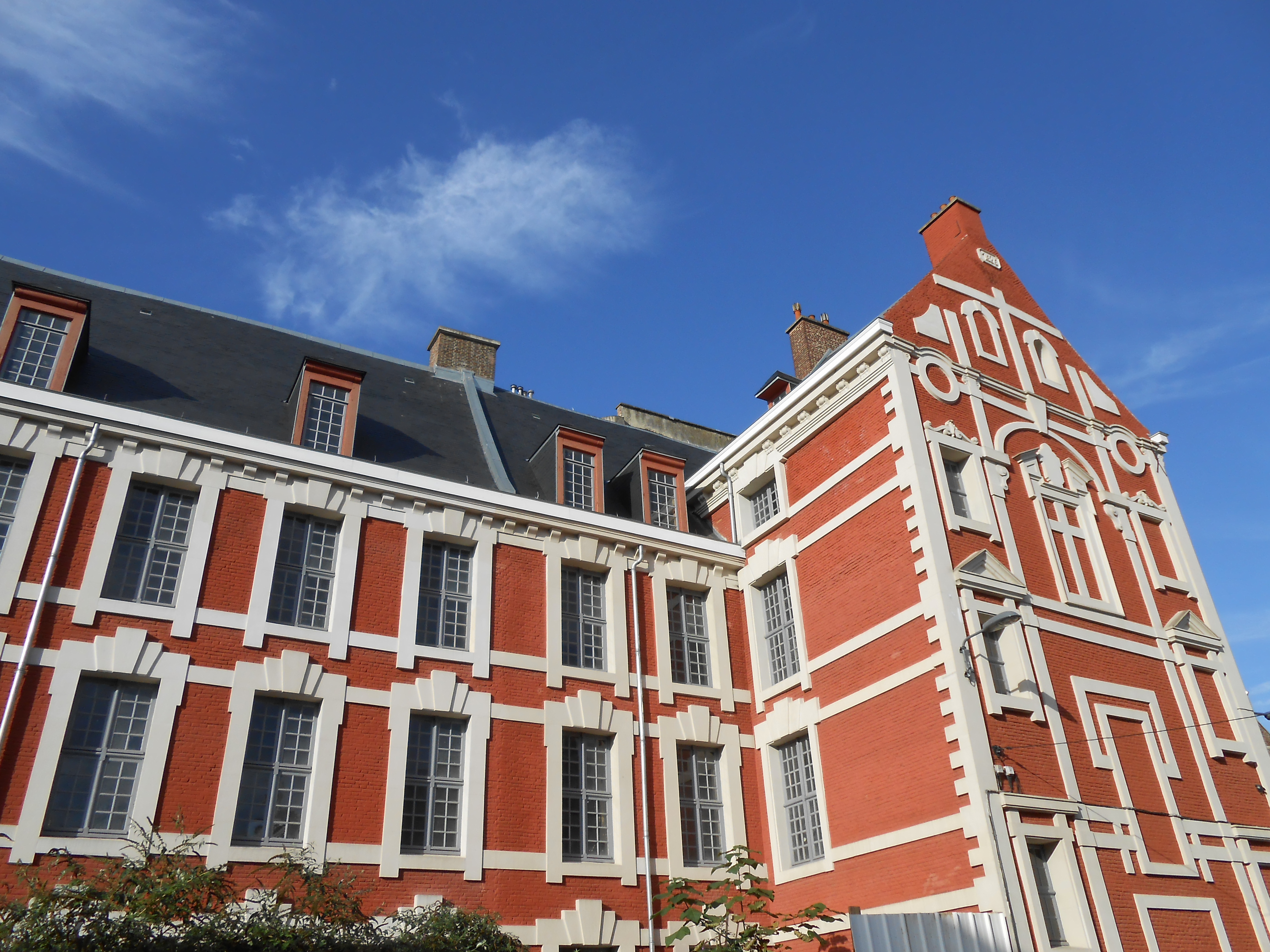
Bâtiment historique de l'École des arts industriels et des mines (1854-1871) et de l'Institut industriel du Nord (IDN) de 1872 à 1875, rue du Lombard (Lille).

Depuis 1854 sous sa dénomination École des arts industriels et des mines avec les parrainages de Louis Pasteur, doyen de la faculté des sciences de Lille et promoteur des sciences appliquées à l'industrie, et de Frédéric Kuhlmann, professeur de chimie industrielle à Lille dès 1823, l'École accompagne la première révolution industrielle fondée sur la thermodynamique, l'énergie thermique issue du combustible abondant extrait des mines de charbon permettant à la machine à vapeur d'être introduite dans tous les secteurs industriels pour fournir une force motrice décuplée, d'où découlent l'amélioration des performances de l'extraction minière, des hauts fourneaux et des unités métallurgiques, les structures métalliques et béton de ciment, l'essor des infrastructures des transports fluviaux et des chemins de fer permettant de déplacer aisément des masses très pondéreuses, des locomotives, de l'armement et des machines-outils, la mécanisation de l'industrie textile, l'imprimerie industrielle, le développement des procédés chimiques et des colorants de synthèse, ainsi que les transformations sociales associées à l'exode rural consécutif à l'augmentation des rendements provoquée par les engrais chimiques et le machinisme agricole et à l'importation de matières premières à bas coût grâce au transport maritime mondialisé. La crise de 1870-1871 est un tournant pour l'École, le sursaut économique et la notoriété des ingénieurs en découlent,.

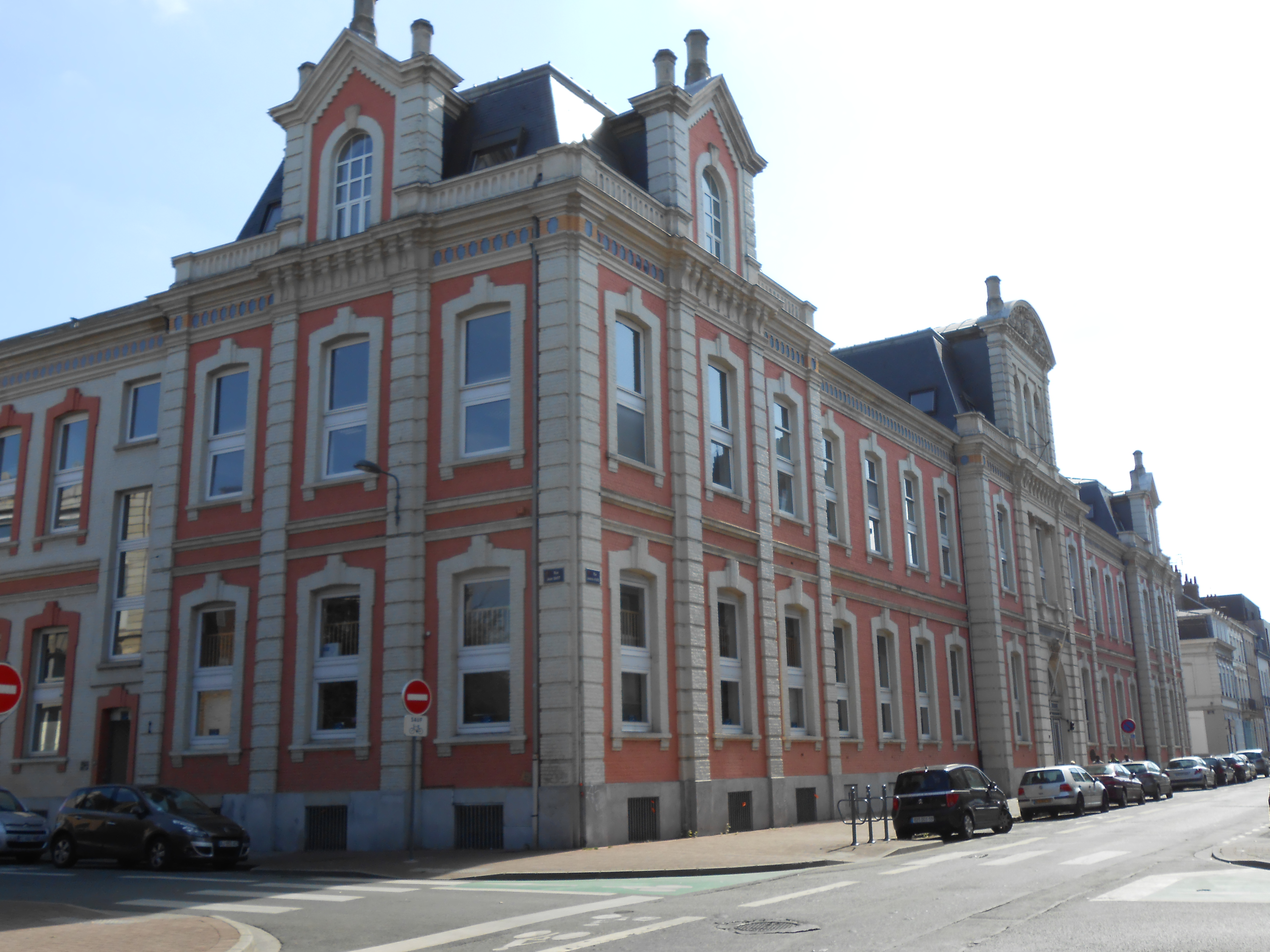
Bâtiment historique de l'Institut industriel du Nord (IDN) de 1875 à 1968, rue Jeanne-d'Arc (Lille).

Au travers de son Institut industriel du Nord (IDN),, à partir de 1872, l'École assure le développement de la grande industrie mécanique actionnée par des moteurs électriques et des moteurs à explosion, de la pétrochimie, de l'automobile, de l'aéronautique, de l'électrométallurgie et sidérurgie, des tramways et du métro, des systèmes et réseaux électriques, de l'éclairage électrique, de l'électromécanique, de la radioélectricité et téléphonie, de l'automatisation de l'industrie manufacturière, de la réfrigération et de la conserverie industrielle,, traduisant l'augmentation généralisée de la productivité des différents secteurs de l'industrie et des services. Un coup d'arrêt à la prospérité de la Belle Époque et à l'expansion des promotions d'ingénieurs a lieu en 1914.
L'entre-deux-guerres voit le déploiement généralisé des réseaux et systèmes électriques, la diffusion dans l'industrie mécanique des méthodes de production industrielle selon l'organisation scientifique du travail, la production automobile en grandes séries, l'essor du transport aérien, le développement de procédés de la carbochimie et de la pétrochimie et des précurseurs des plastiques, l'innovation en radiodiffusion et transmissions sans fil (T.S.F). La Grande Dépression des années 1930 induit une contraction du nombre d'ingénieurs diplômés.
Au mitan du XXe siècle, avec la forte croissance économique tirée par la reconstruction de l'Europe à la suite des deux guerres mondiales, la France-monde avec son empire colonial devient la France-dans-le-monde intégrée dans la Communauté économique européenne, stimulant un rattrapage industriel via des plans d'investissement public nationaux dans des filières industrielles d'excellence ferroviaire (locomotives électriques, Aérotrain, TGV, VAL), nucléaire (pile atomique Zoé, filière graphite gaz, parc électronucléaire à eau pressurisée), navale (porte-avions Clemenceau et Foch, paquebot France), aéronautique (Caravelle, Concorde, Airbus), spatiale (fusée Diamant, Ariane, satellite Astérix, SPOT), informatique et télécommunications (Plan Calcul, video SÉCAM, Visiophone, Transpac et Minitel, Radiocom 2000 et GSM, carte bancaire), où les ingénieurs repositionnent l'industrie française sur la frontière technologique, tandis que se poursuit l'expansion dans les filières mécanique automobile, chimie et métallurgie, agro-alimentaire, textile et luxe.
La croissance des échanges économiques et l'augmentation de la taille des promotions d'ingénieurs reprennent ainsi durant les Trente Glorieuses avec l'urbanisation accélérée, l'énergie bon marché permettant l'essor du nombre de véhicules et d'infrastructures de transport terrestre maritime et aérien rapide, de l'industrie d'équipements complexes nécessaires à la production industrielle en grandes séries, la course à l'équipement et la consommation de masse des ménages ouest-européens entre 1950 et 1973, ainsi que le développement du secteur tertiaire des services, transformant profondément l'aménagement du territoire avec la croissance de la surface du parc immobilier, l'étalement urbain, l'extension du réseau routier et de la logistique à flux tendu ainsi que l'ouverture au monde via la télévision. Toutes ces évolutions sont corrélées à la baisse du prix réel de l'énergie dans le produit intérieur brut (PIB) jusqu'à la fin du XXe siècle et à l'emploi d'un grand nombre d'ingénieurs dans des grandes entreprises à haute intensité capitalistique.
Cependant des mutations du tissu industriel commencent à se dessiner vers 1960, dues à la croissance de l'usage des hydrocarbures pétroliers et à la réduction de la part du charbon dans la demande française d'énergie primaire, à l'épuisement du stock de charbon exploité de manière rentable dans les houillères du bassin du Nord et du Pas-de-Calais, à la transition vers l'énergie décarbonée non dépendante des hydrocarbures au travers d'un programme de centrales électronucléaires lancé en 1970 et à la finalisation des grands aménagements hydroélectriques, puis en 1977 à l'arrêt d'investissement dans de nouvelles centrales thermiques alimentées au fioul ou au charbon pour produire l'électricité, tandis que le réseau de distribution de gaz de houille est converti au gaz naturel (gaz de Lacq et Groningue, puis de mer du Nord norvégienne notamment). Elles précèdent les premières crises énergétiques des transports dépendants de l'approvisionnement pétrolier (chocs de prix du pétrole de 1973 à 1985, avec un pic en 1979), l'effondrement du marché sidérurgique, les restructurations des secteurs mécanique automobile, carbochimique et pétrochimique, et une inflexion pérenne de la croissance des échanges économiques dans un contexte de stagflation jusqu'en 1986, tandis qu'émerge la conscience des pollutions et des dégâts irréversibles causés sur l'écosystème.
Dans le dernier quart du XXe siècle, « le phénomène de désindustrialisation, qui touche la France comme l’ensemble des économies développées, peut être caractérisé par trois transformations concomitantes : un recul de l’emploi industriel, un recul de la contribution de ce secteur au PIB et une forte croissance du secteur des services marchands », alors que la moitié de l'énergie primaire consommée est importée ; mais le dynamisme insufflé par l'économie de services partiellement dématérialisés et de services supports à l'industrie dont la productivité croit continuement s'accompagne du doublement de la consommation d'énergie primaire et du triplement des promotions d'ingénieurs.
Le développement de l'électronique, l'automatisation de la commande des systèmes puis l'informatisation progressive de la société, initiées par l'invention du transistor en 1947 et du microprocesseur en 1969, l'essor du réseau téléphonique mondial vers 1970 puis de réseaux numériques de télécommunications instantanées au début des années 1990, s'appuyant sur des fibres optiques transportant des flux d'information dont le volume et le débit croissent exponentiellement à moindre coût marginal, les satellites de télécommunications et d'aide à la navigation, les optimisations logistiques favorisant la circulation de marchandises notamment via le transport maritime de conteneurs à faible coût, ainsi que l’ingénierie financière mondialisée dès la fin des années 1980, contribuent au nouvel essor du commerce international et à la délocalisation de l'industrie manufacturière, les ingénieurs participant à la course permanente vers l'obtention de rentes technologiques temporaires par l'innovation appliquée aux produits et services commercialisés et opérés à moindre coût par des oligopoles mondialisés.
L'évolution de la société industrielle, centrée sur la transformation de la matière par l'intermédiation de machines puissantes qui remplacent la force musculaire et conduisent à la robotisation de la production, à la société de l'information et de la communication, qui masque au consommateur les processus physiques énergivores pilotés informatiquement par le maniement d'abstractions et de modèles numériques valorisant le profil d'ingénieur-administrateur, se traduit par l'ère des innovations en informatique et automatique (1957), microélectronique (1971), productique et robotique (1981), micro-systèmes et nanosystèmes électromécaniques (1992), télécommunications mobiles et internet (1986-2000), assurant la transition vers le XXIe siècle où le cursus de formation d'ingénieurs de l'École centrale de Lille s'adapte aux mutations des modes de croissance, de mobilité et de services numériques, de conversion d'énergie et de production durables,.

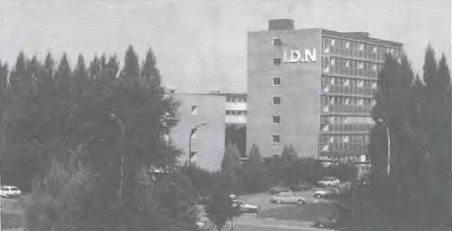
Bâtiments C et E de l'Institut industriel du Nord (IDN) entre 1968 et 1991, avenue Paul-Langevin, Cité scientifique.
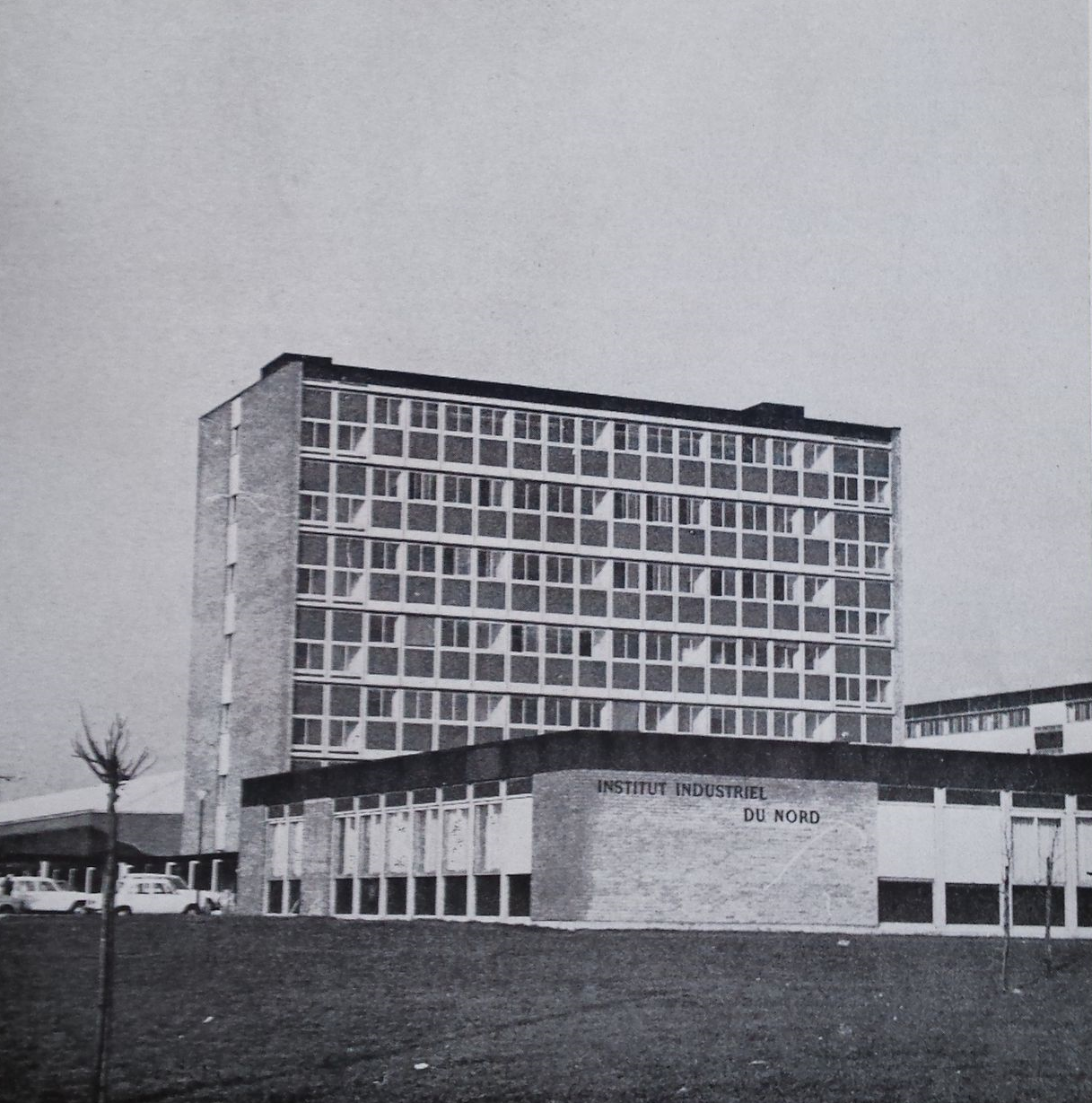
Bâtiments A et E de l'Institut industriel du Nord (IDN) en 1970.
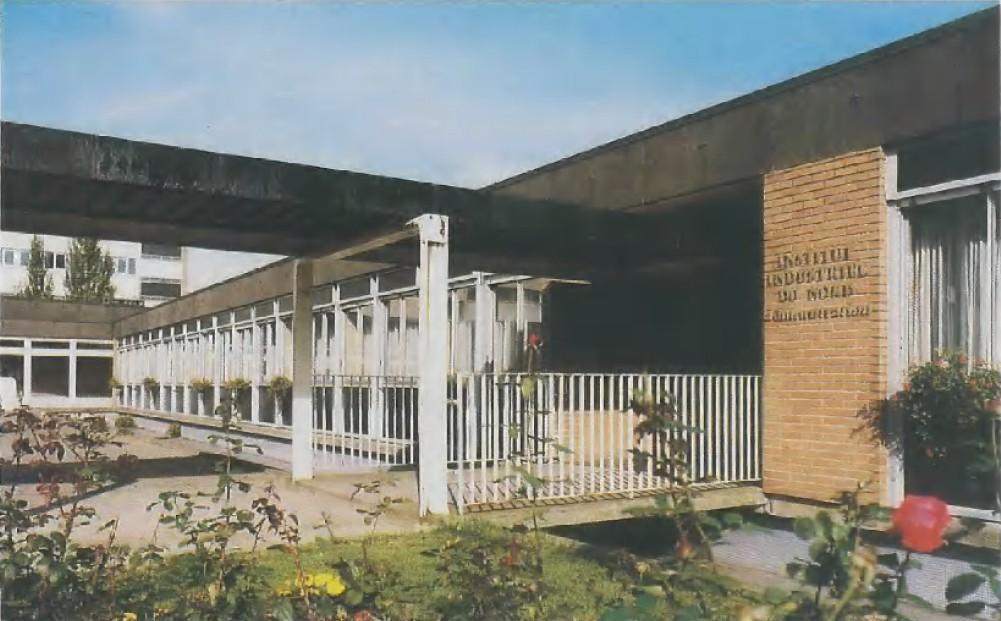
Bâtiment A d'administration de l'Institut industriel du Nord (IDN) en 1990.
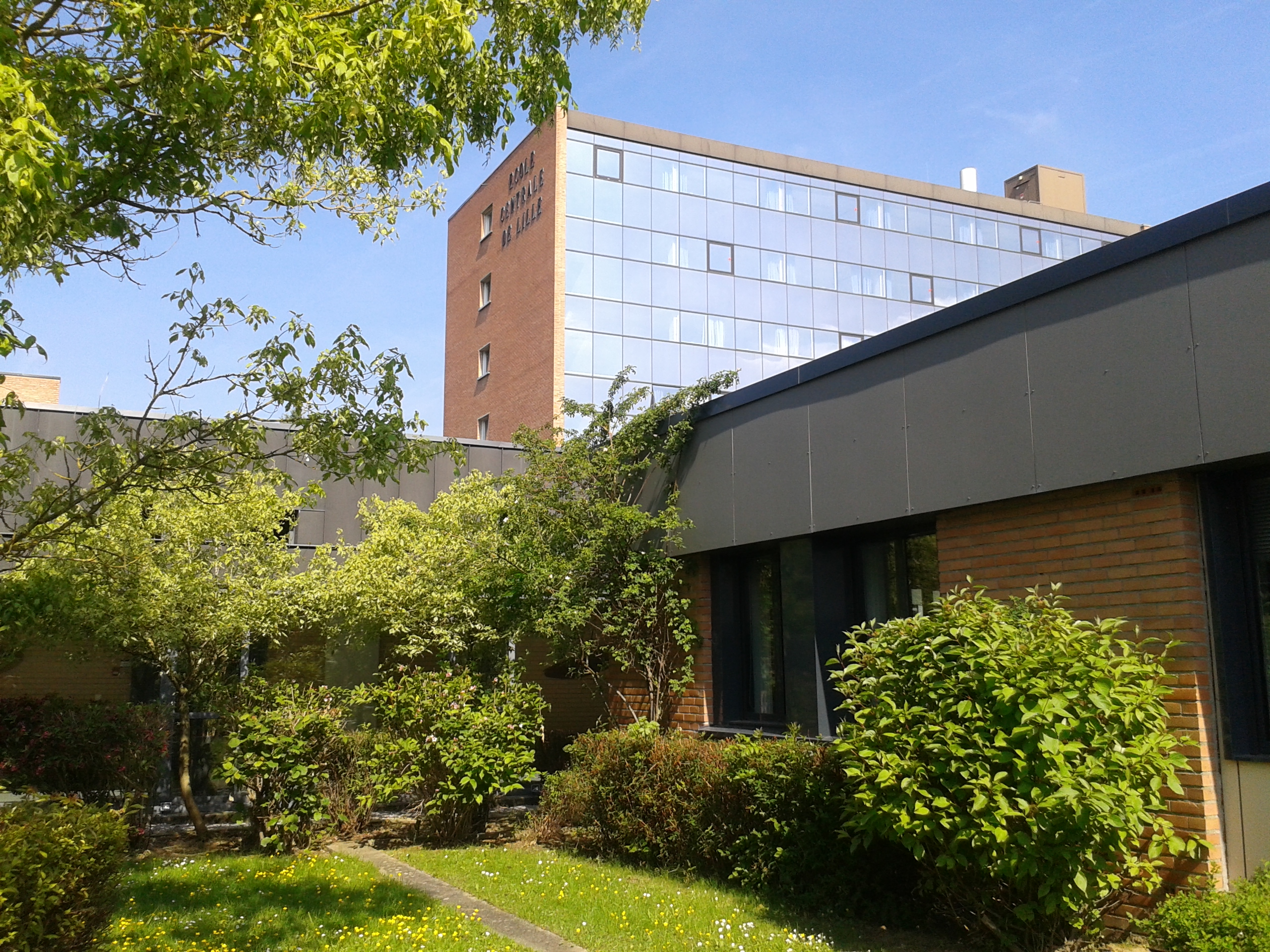
Bâtiments A et E, administration et enseignement à l'IDN.

### Développements auXIXesiècle
Le besoin d'ingénieurs est corrélé aux vagues d'industrialisation successives de la France, depuis la mécanisation de l'industrie manufacturière et l'émergence des moteurs thermiques sous la forme des machines à vapeur, l'essor de la métallurgie et des chemins de fer conduisant à une forte croissance économique basée sur la puissance industrielle alimentée en abondance par l'énergie fossile charbonnière. Les transformations politiques et sociales de la société moderne, l'essor des sciences appliquées et l'émergence d'un système technique basé sur la construction mécanique, l'électricité et la chimie organique ainsi que l'usage croissant des hydrocarbures conduisent à une évolution de la formation des ingénieurs lillois.
Depuis la présentation en 1871 à l'Académie des sciences de Paris de la première génératrice industrielle de courant continu, la dynamo de Zénobe Gramme, se fait jour une évolution du système énergétique nécessaire à la croissance de l'industrie sur tout le territoire : certes le charbon issu du bassin houiller du Nord-Pas-de-Calais reste indispensable à la production d'acier à partir de minerai de fer, mais la génératrice électrique démontre que l'énergie mécanique issue de moteur à combustion (résultant de l'oxydation exothermique de la houille ou d'autres hydrocarbures) ou l'énergie mécanique issue de turbine hydraulique peut être commodément convertie en électricité facilement transportable par un réseau filaire, actionnant des moteurs électriques distants pour recréer de l'énergie mécanique tout en minimisant les pertes de puissance comparées aux courroies ou chaînes de transmission mécanique devenues inutiles. Par ailleurs le début de l'extraction du pétrole à grande échelle permet de tirer avantage du moteur à combustion interne inventé par Étienne Lenoir et Beau de Rochas et de la forte densité énergétique des carburants liquides pétroliers notamment pour des usages de mobilité et avec un rendement cinq à dix fois supérieur à la machine à vapeur alimentée par la houille.
L'École des arts industriels et des mines de Lille, fondée en 1854 sous le Second Empire et dirigée par Edmond Bernot, adapte son organisation au début de la Troisième République,.

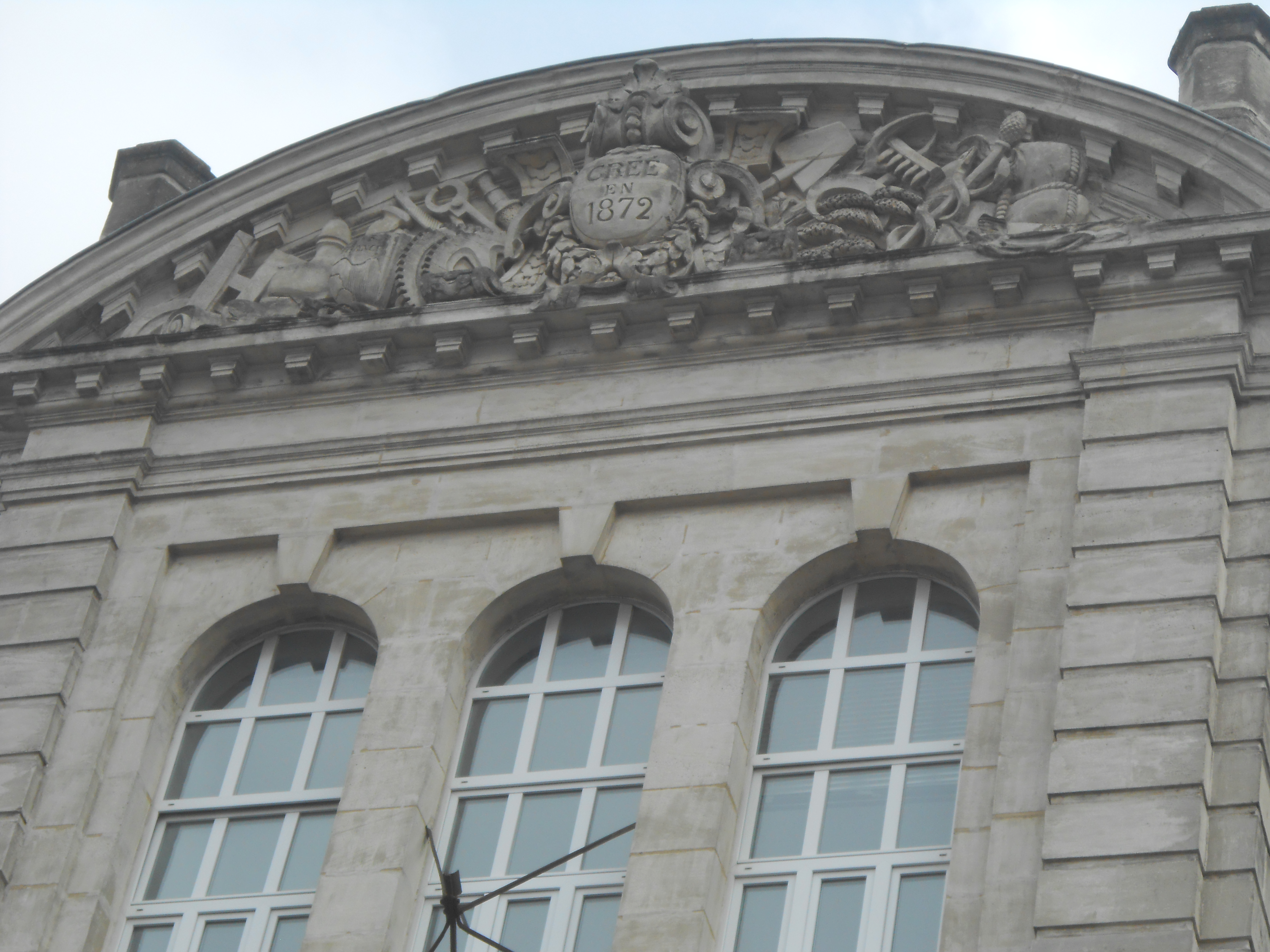
Fronton de l'IDN, rue Jeanne-d'Arc (Lille)

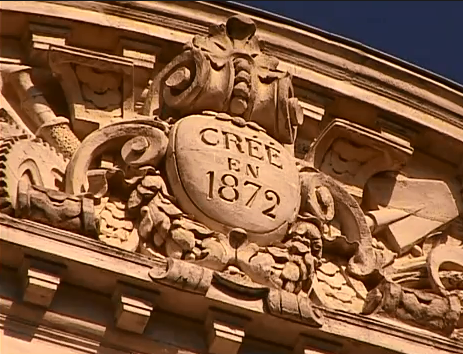
Détail du fronton du bâtiment de l'IDN créé en 1872.

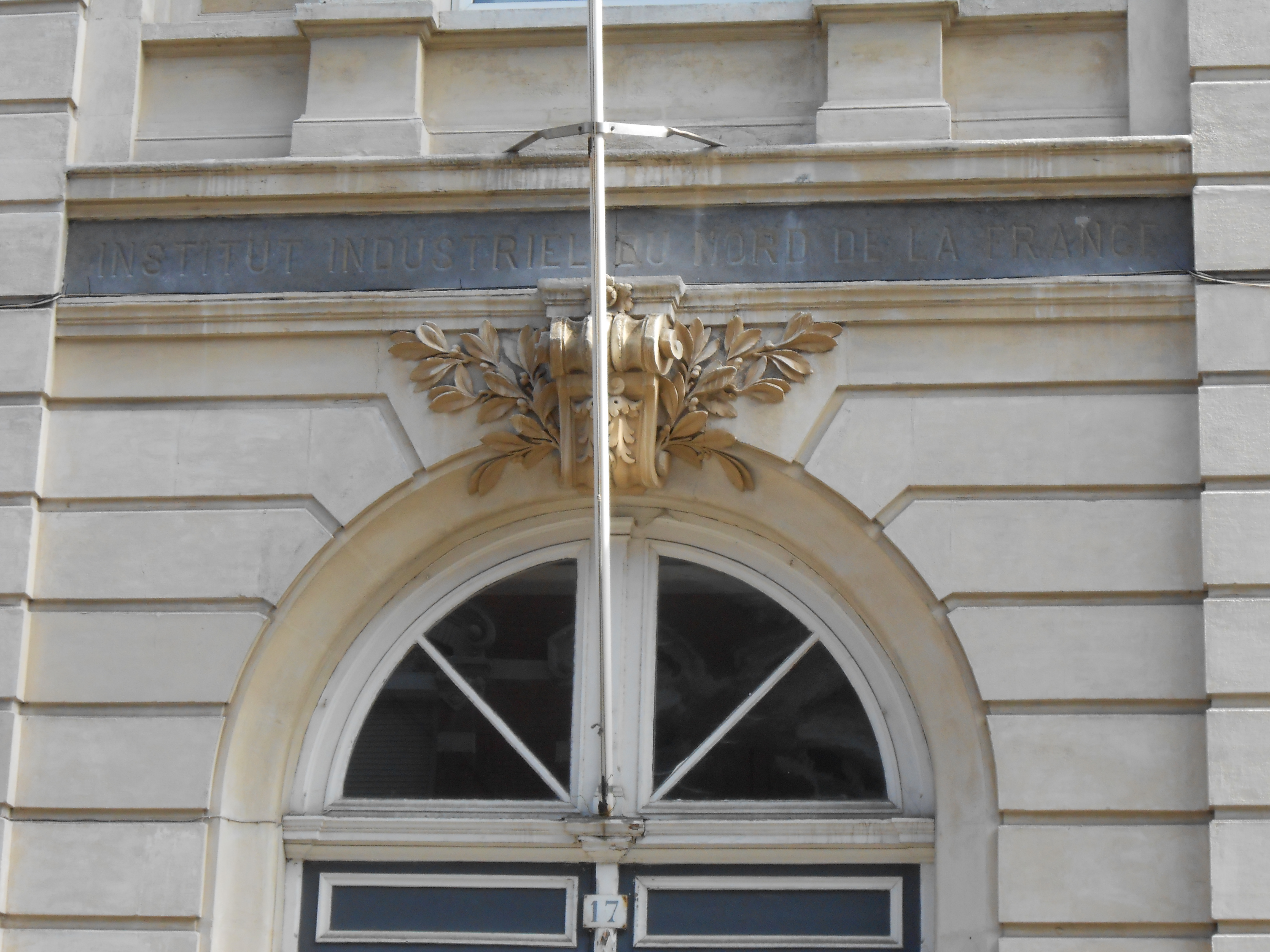
Linteau avec inscription Institut industriel du Nord de la France.

La loi du 10 août 1871 relative aux conseils généraux permet une certaine décentralisation des décisions, indépendamment des ministères parisiens. Dès la première session du conseil général du Nord le 15 octobre 1871, le conseiller général Alphonse Bergerot présente le projet de réforme des études à l'École qui prendrait alors « le titre d'École centrale de Lille », proposé par Edmond Bernot et Adolphe Matrot.
Entre avril et octobre 1872, le conseil général du Nord et la ville de Lille se concertent pour réorganiser l'École des arts industriels et des mines. Après délibération du conseil général du département du Nord le 29 août 1872 et séance du conseil municipal de la ville de Lille le 5 octobre 1872, une commission spéciale approuve les préconisations du rapport d'Auguste Henri Masquelez, polytechnicien et directeur des travaux municipaux de Lille : à partir du 1er décembre 1872, le nom officiel de l'établissement devient « Institut industriel agronomique et commercial du Nord de la France », abrégé en Institut du Nord dont le sigle est IDN ; il absorbe l'ancienne École des arts industriels et des mines, mais l'envergure de l'Institut est celle d'une université polytechnique, à l'image des universités techniques allemandes : il comprend une école industrielle, une école d'agronomie et une école de commerce. Les domaines de formation incluent, en plus de la formation principale d'ingénieurs civils en trois ans (division G1-G2-G3), une filière de formation technologique en deux ans couvrant la mécanique, l'agronomie, la filature et le tissage (division T1-T2) et une section de commerce.
Le rapport de l'exposition universelle de 1878 note que « tout en développant le plus possible le côté pratique de l'enseignement (…), on a compris dans les programmes toutes les matières théoriques nécessaires pour donner aux élèves une instruction scientifique assez générale et assez élevée ». Ceci illustre le dualisme des divisions de l'enseignement tel qu'exprimé par la direction polytechnicienne de l'École, comprenant à la fois l'enseignement pratique de la mise en œuvre heuristique des techniques et à la fois l'enseignement analytique des sciences appliquées pour l'ingénieur, indispensables pour certains types d'innovations dans les hautes technologies émergentes générant une forte croissance économique à la fin du XIXe siècle, tels que les domaines métallurgique et sidérurgique, de la chimie catalytique et de synthèse, en électrotechnique et gestion de la force motrice jusqu'aux perfectionnements ultérieurs de l'industrie mécanique automobile et aéronautique.
Jusqu'en 1895, l'Institut industriel du Nord est organisé en deux divisions, : une division de technologie (T) de type arts et métiers en deux années d'études et une division de génie civil (G) assurant un enseignement supérieur en trois ans de formation d'ingénieurs civils sur le modèle de l'École centrale des arts et manufactures.
À la suite de réformes des études en 1881, 1883, 1889 et 1891, l'Institut se concentre sur la formation d'ingénieurs civils (division G) en 3 ans et sa dénomination est simplifiée en « Institut industriel du Nord de la France » en 1883, abrégé en Institut industriel du Nord (IDN).
Le rapport de l'exposition universelle de 1885 note que la division de technologie (division T) sert principalement de classe préparatoire à l'entrée dans la division de génie civil (division G). Plus précisément, au sein de la division de technologie, la section de commerce est fermée en 1881, celle d'agronomie en 1883, la section des mines en 1889, la section de filature et tissage en 1892, et la division de technologie (T) elle-même est fermée en 1895. En fait, la section de filature et tissage est supprimée trois ans après la création de l'École nationale supérieure des arts et industries textiles de Roubaix, la section agronomique est supprimée sept ans après la reconstitution de l'Institut national agronomique de Paris, la section des mines est supprimée cinq ans après la création de l'École des mines de Douai et la division de technologie est totalement supprimée lors de l'établissement du centre lillois de l'École nationale des arts et métiers, construit à quelques centaines de mètres de l'Institut industriel du Nord,, tandis que la section de commerce est recréée ultérieurement sous la forme autonome de l'École supérieure de commerce de Lille. Ces externalisations de spécialités technologiques facilitent la croissance de la division G et des effectifs d'élèves-ingénieurs en formation dans les locaux de l'Institut industriel.
Dans le Grand Dictionnaire universel du XIXe siècle de Pierre Larousse, l'article sur l'enseignement cite un rapport commandé en septembre 1886 par le ministre Lockroy recommandant d'« organiser dans les principales villes de France des facultés techniques qui donneraient, avec l'École centrale des arts et manufactures et avec l'Institut industriel du Nord réorganisé, le degré supérieur de l'enseignement technique, » (Ce rapport a été corédigé par Albert Cahen, ancien professeur à l'École des arts industriels et des mines et directeur de l'office général des brevets d'invention à Paris).
Le dictionnaire encyclopédique Nouveau Larousse illustré décrit la formation d'ingénieur dispensée par l'École vers 1897 : « Institut industriel du Nord de la France, à Lille. Il est entretenu par le département du Nord, la ville de Lille et subventionné par l'État, pour former des ingénieurs civils, des directeurs d'usines et des chefs d'ateliers pour les principales industries de la région du Nord. L'enseignement se divise en trois sections : mécanique, électricité, chimie. Les études durent trois ans, précédées d'une année préparatoire, ; elles ont pour conclusion un diplôme d'ingénieur civil, ou, à défaut, un certificat de capacité de génie civil. L'institut admet des internes, des demi-pensionnaires et des externes, qui payent respectivement 1 100, 200 et 100 francs par an. Il y a des bourses fondées par les départements du Nord, du Pas-de-Calais, de la Somme, de l'Aisne, les principales villes et l'État. (…) ». Conformément au principe de méritocratie républicaine rendant l'enseignement accessible aux élèves issus de familles modestes, les frais d'études à l'IDN (quelques centaines de francs) sont réduits comparés à ceux de l'École centrale de Paris ou d'écoles privées qui, elles, réclament près de 1 000 francs par an pour des élèves externes.
Placide Astier note en 1909 : « Il faut encore citer dans cette même région l'Institut Industriel du Nord, fondé à Lille en 1873 et qui prépare aujourd'hui exclusivement des ingénieurs presque aussi recherchés que ceux de l'École centrale. »
L'Encyclopædia Britannica 1911 cite aussi l'Institut du Nord dans son article « Technical Education ».

### Évolution auXXesiècle

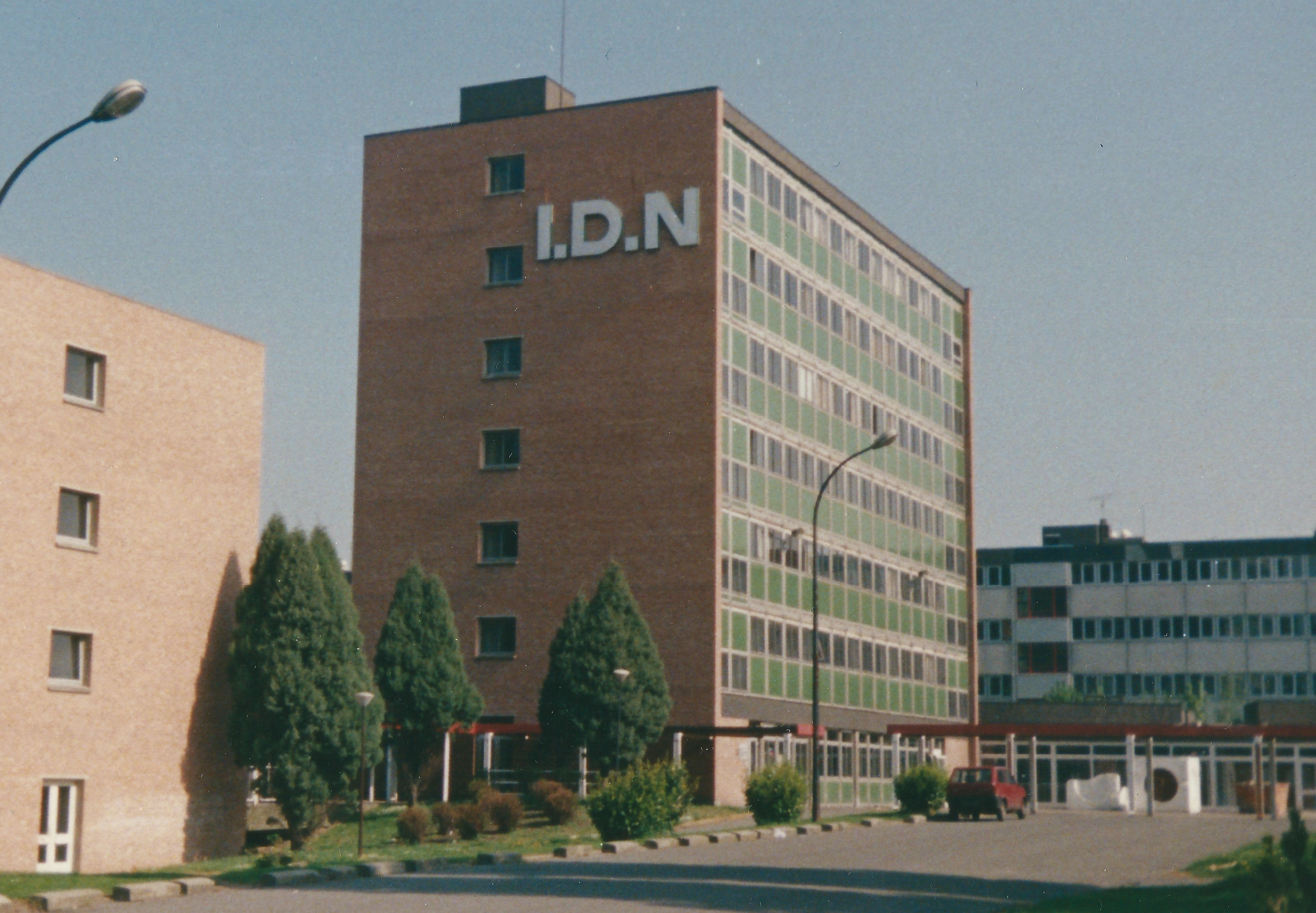
Institut industriel du Nord : Bâtiment E utilisé pour l'enseignement depuis 1968.

La vocation principale de l'Institut industriel du Nord (IDN) est de former des ingénieurs, recrutés sur concours en sortie des lycées et classes préparatoires aux grandes écoles.
Depuis 1873, le diplôme d'ingénieur civil IDN est délivré par l'Institut industriel du Nord sous le contrôle du préfet du Nord : « les élèves de la division supérieure qui auront satisfait avec distinction aux examens de sortie recevront des diplômes d'ingénieurs civils. Des certificats de capacité seront délivrés aux élèves […] qui, bien qu'ayant satisfait convenablement aux examens de sortie, n'auront pas atteint le nombre de points exigé pour l'obtention du diplôme. » « L'École fonctionnera sous le contrôle du Ministère (du commerce et de l'industrie) aux conditions spécifiées par la décision du 20 mars 1913 » : l'article 27 de la loi de finances du 30 juillet 1913 indique qu'« à partir de 1913, le diplôme de l'Institut industriel du Nord de la France, contresigné par le ministre du commerce et de l'industrie, ne pourra être délivré aux ayants droit qu'après acquittement, au profit du Trésor public, d'un droit de 100 francs » (JORF du 31 juillet 1913),. La reconnaissance et la protection de l'usage du titre d'ingénieur IDN est assurée par décret du 3 janvier 1922 (JORF 7 janvier 1922), suivi par la loi du 10 juillet 1934 relative aux conditions de délivrance et à l'usage du titre d'ingénieur diplômé (JORF 13 juillet 1934) et par le décret de 1936 (JORF 26 juillet 1936) où l'IDN est cité parmi les premières « Écoles publiques délivrant un diplôme d'ingénieur reconnu par l'État » soumises au contrôle de la Commission des titres d'ingénieur créée par ladite loi.
L'objectif affiché en 1928 est de « former des ingénieurs 1° capables de rendre des services dans l'industrie dès leur sortie de l'École 2° ayant une culture générale scientifique développée, les études devant être sanctionnées par la licence ès sciences et le diplôme d'ingénieur 3° sachant facilement allier la science à l'industrie, les élèves recevant une formation spéciale dans des laboratoires d'application complets et modernes ».
Le programme des études est adapté par Albert Châtelet en 1928-1929 pour accroître significativement le nombre d'élèves-ingénieurs qui présentent des certificats de licence ès-sciences en double diplôme,,. Jusqu'en 1932, le diplôme d'ingénieur IDN est délivré dans l'une des trois spécialités : ingénieur-électricien, ingénieur-mécanicien, ingénieur-chimiste. À la suite d'un accord avec la faculté des sciences de Lille en 1932, le diplôme d’ingénieur IDN est ultérieurement délivré sans mention de spécialité. L'âge moyen d'entrée à l'École passe progressivement de 17 ans au XIXe siècle, à 18-19 ans en 1914 et à 20 ans mi-XXe siècle.
À partir de 1935, les épreuves orales d'admission se passent à Lille ou à Paris. À la suite du décret du 11 août 1947 sur les licences et à une décision du conseil de perfectionnement de l'IDN en avril 1948, les modalités du concours d'entrée, ouvert aux élèves de Mathématiques spéciales et aux étudiants titulaires d'un certificat propédeutique M.P.C., sont adaptées à partir de l'année 1949. Il y a 1 670 candidats au concours en 1966 et 118 ont été admis à l'IDN. En 1972, le concours d'entrée à l'IDN est intégré dans le concours Centrale-Supélec,. En 1976, 3 742 candidats se sont présentés au concours pour intégrer l'IDN, sur les 5 590 élèves de classes préparatoires M M' et P' en France. Le nombre de candidats au concours d'entrée est de 5 300 en 1985.
La charte de l'intergroupe des Écoles centrales est signée le 5 décembre 1990 à l'initiative de Daniel Gourisse. À la suite du décret du 31 juillet 1991 (JORF 6 août 1991), les dénominations IDN et « Institut industriel du Nord » ne sont plus utilisées pour identifier l'École, qui utilise alors seulement le titre d'« École centrale de Lille », tel que proposé en 1871. Le cursus historique de formation d'ingénieurs de Lille, initié en 1854, réformé en 1860 (diplôme d'ingénieur industriel), rénové en 1872 (diplôme d'ingénieur civil IDN) lors de la création de l'Institut industriel du Nord (IDN) dans les locaux de l'École, est devenu en 1991 le programme de formation d'ingénieurs Centraliens de Lille (Master).

### Périodes de guerres
Depuis sa fondation en 1854, l'École a d'abord subi les événements consécutifs à la guerre franco-allemande de 1870-71, d'où découlent la réforme des études de 1872 et l'établissement de l'Institut industriel du Nord dans ses locaux.

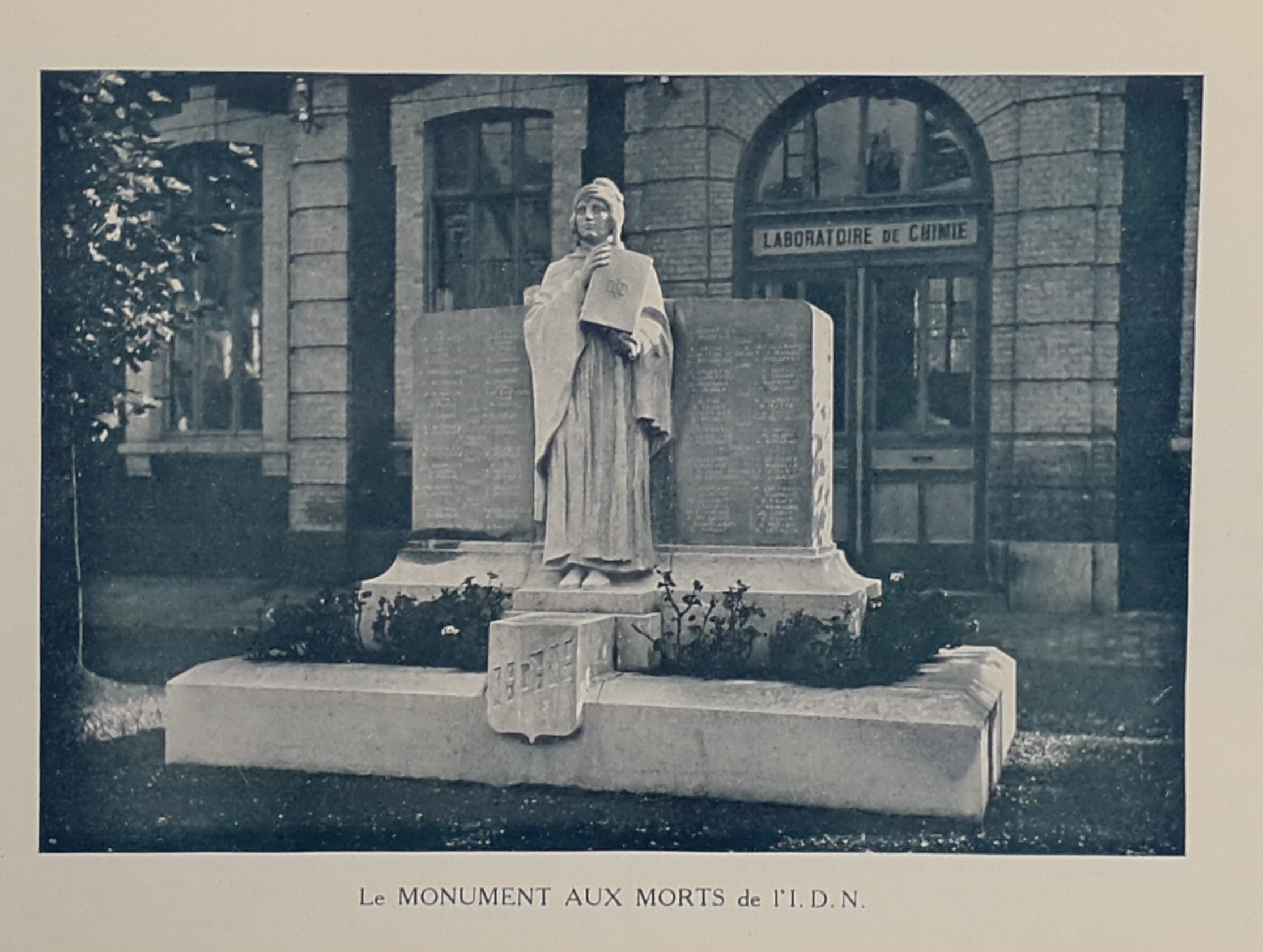
Monument aux morts de l'IDN

Lors de la Première Guerre mondiale, l'École est occupée par l'autorité allemande entre 1914 et 1918,. « Lors des terribles bombardements des 11 et 12 octobre 1914, la bibliothèque universitaire a 375 vitres brisées et un obus tombe sur l'Institut industriel. » Il n'y a pas de cours dans l'année 1914-15. « Malgré l'ennemi dans ses murs », les cours reprennent le 10 novembre 1915 : il n'y a alors que 20 élèves dans une partie des locaux non-occupée par l'armée allemande. Des laboratoires de l'École sont détruits le 11 janvier 1916 par l'explosion du dépôt de munition des dix-huit ponts. À la rentrée 1916, il n'y a que 34 élèves, dont 5 élèves-ingénieurs de première année et 29 élèves en année préparatoire. L'École est fermée en février 1917, les bâtiments sont totalement réquisitionnés par l'armée allemande, les équipements sont emportés par l'occupant : après les spoliations allemandes, « l'Institut ne possède également ni machine à vapeur, ni turbine, ni Diesel. » Les cours ont alors lieu chez les professeurs. « En juin 1917 et en juillet 1918, de nombreux élèves de l'Institut industriel du Nord de la France (…) sont convoqués en application de l'ordonnance du 3 octobre 1916 sur le travail civil et arrachés à leurs études pour être astreints à du travail militaire » par l'occupant allemand. Seulement quatre ingénieurs sont diplômés en 1918. En octobre 1918, 112 élèves sont présents. À la rentrée de 1919, l'effectif est de 332 élèves.
31 % des élèves âgés de 18 à 20 ans lors de la mobilisation ont été tués sur les champs de bataille. « 50 % des ingénieurs diplômés de l'IDN depuis le milieu du XIXe siècle ont été mobilisés durant la Première Guerre mondiale, 18 % ont été tués, 26 % blessés, 45 % ont été cités, 8,6 % ont reçu la légion d'honneur et 7,1 % la médaille militaire ». Les pertes humaines lors de la guerre ajoutées à celle de la pandémie de grippe de 1918 induisent un creux démographique en France qui, concomitant à la Grande Dépression, se traduit par une forte réduction des effectifs des promotions d'ingénieurs entre 1934 et 1938.
Léon Francq (1866) est le président fondateur du Comité national d'action pour la réparation intégrale des dommages causés par la Guerre. Hector Franchomme (1879) est membre de la commission permanente des États généraux des provinces dévastées, organisés à la Sorbonne en septembre 1919 à l'occasion de la conférence de la paix de Paris associée au traité de Versailles. Eugène Wibratte (1898), ingénieur-conseil mandataire du département du Nord, établit un rapport sur le financement des dommages de guerre.

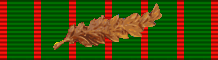
Attribution à l'IDN de la croix de guerre - arrêté du 13 mai 1927.

Le président de la République française Gaston Doumergue visite l'IDN le 4 avril 1927. Est attribuée à l'IDN la croix de guerre avec citation à l'ordre de l'Armée :

« Occupé militairement par l'ennemi pendant la plus grande partie des hostilités et dépouillé de la presque totalité de son matériel, s'est rapidement relevé aussitôt délivré, pour reprendre parmi les grandes écoles d'enseignement supérieur, la place qu'il occupait avant la guerre, au cours de laquelle ses anciens élèves se sont signalés à la reconnaissance du pays par leurs qualités morales, leur valeur technique et leur esprit de sacrifice. »

— JORF 14 mai 1927

En 1928, le comité des amis de l'IDN réalise une brochure promotionnelle, dont la préface titrée "À nos Bienfaiteurs" est un texte manuscrit d'Herbert Hoover, organisateur de la Commission for Relief in Belgium et soutien du Comité d’alimentation du Nord de la France de 1915 à 1918, élu président des États-Unis en 1928 : 

« Les recherches de sciences pures et de sciences appliquées sont à la base de tout progrès, et notamment des progrès qui permettent d'épargner du travail. »

— Herbert Hoover, Comité des amis de l'IDN, 1928

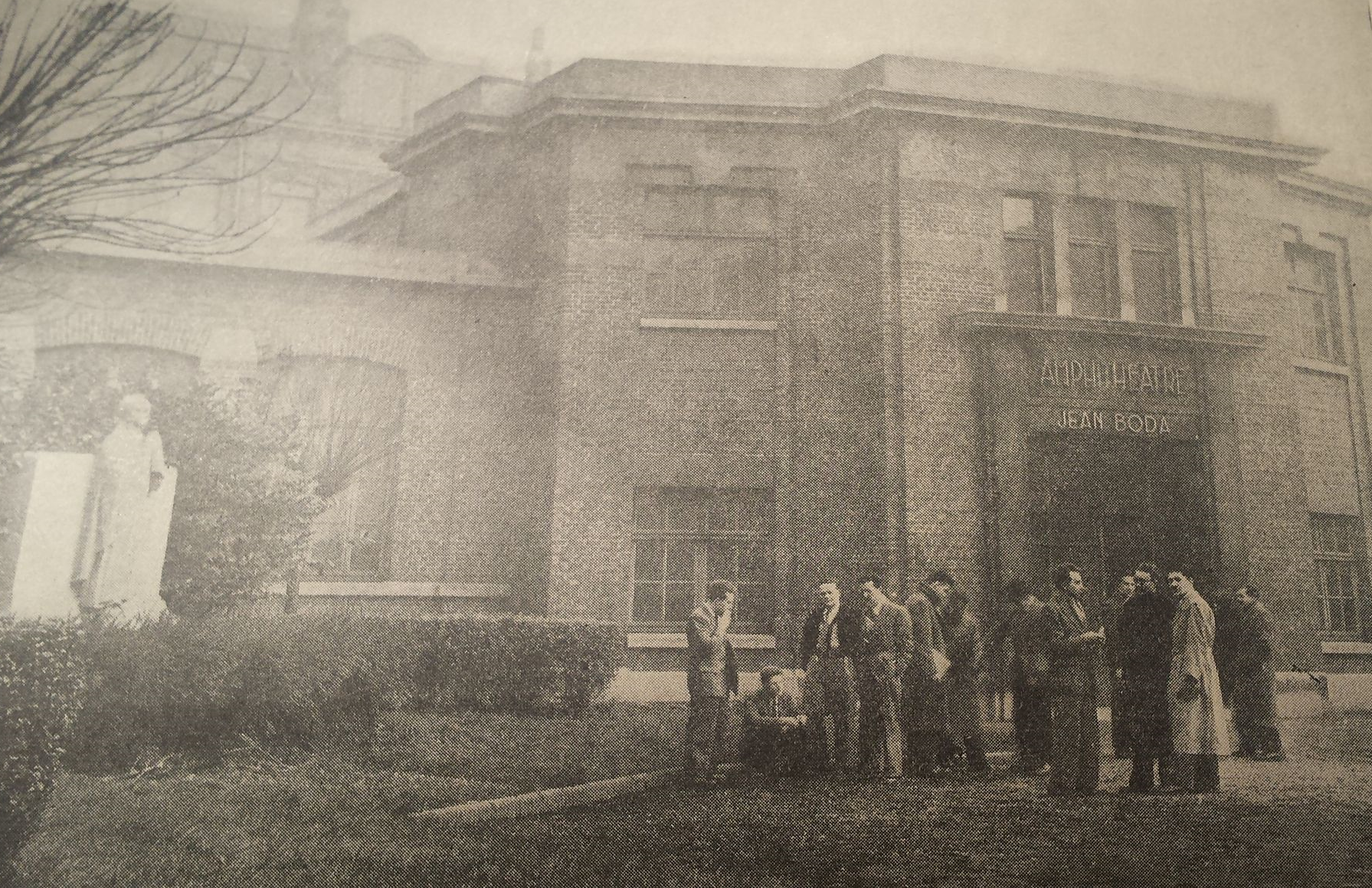
Amphithéâtre Jean Boda en 1954

Durant la Seconde Guerre mondiale, l'École est à nouveau occupée par l'armée allemande. Une grande partie des locaux est réquisitionnée et occupée par la Wehrmacht. Les aménagements de laboratoires et équipements modernes installés à grands frais entre 1935 et 1938 sont pillés par l'occupant et transférés en Allemagne. Seulement six ingénieurs sont diplômés en 1940, les élèves-ingénieurs étant mobilisés aux armées. La promotion de 1941 comprend deux ingénieurs diplômés. Des élèves-ingénieurs en cours de scolarité participent à des actions de résistance ; certains sont fusillés. Le conseil d'administration de l'IDN décide d'honorer la mémoire de trois victimes de la guerre en donnant leur nom aux trois amphithéâtres de l'École : George Poirier (1908), industriel fabricant de matériel électrique à Charleville-Mézières, organisateur des maquis des Ardennes, arrêté en novembre 1943 et décédé en prison en juin 1944, Pierre Goubet (1926), résistant arrêté en décembre 1943 et fusillé en février 1944 par l'autorité occupante, et Jean Boda, élève-ingénieur soumis à une peine de prison de 9 mois puis mort en déportation dans une mine de sel dans le Bade-Wurtemberg, après diverses actions dont « un grave incident (…) dans une salle (de l'IDN) aménagée pour une fête allemande où un grand portrait en couleurs d’Hitler est installé (… et) lacéré à grands coups de couteau. », où sous la menace de représailles collectives il se dévoile comme l'auteur avec trois autres camarades.

## Administration de 1872 à 1991

### Localisation et aménagements

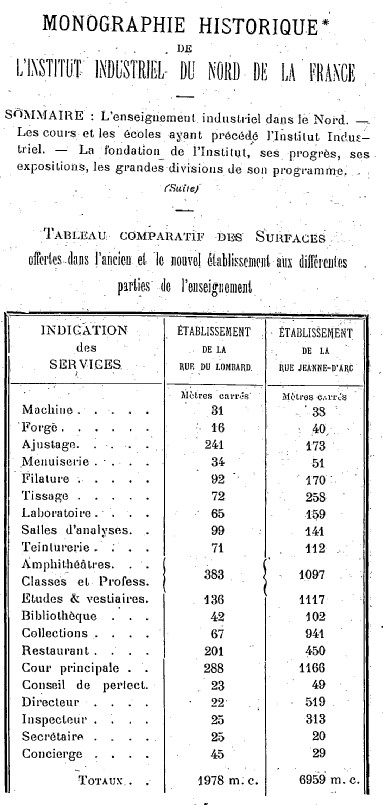
Surfaces d'enseignement rue du Lombard (1854-1875) par rapport à celles du bâtiment rue Jeanne-d'Arc en 1875

L'École assure ses enseignements aux élèves-ingénieurs dans le cadre de son Institut industriel du Nord (IDN), localisé à Lille, 2 rue du Lombard « dans les locaux de l'ancienne École des arts industriels et des mines » jusqu'en 1875,, puis 17 rue Jeanne-d'Arc de 1875 à 1968, et enfin avenue Paul Langevin sur le campus de l'université des Sciences et Technologies de Lille depuis 1968.
Les cours sont assurés aux élèves-ingénieurs à Lille, initialement rue du Lombard de 1872 à 1875 dans l'hôtel du Lombard, immeuble loué par la ville de Lille, construit en 1621 d'une surface de 1 978 m2 avec trois étages, antérieurement affecté à l'École impériale des arts industriels et des mines de 1854 à 1872, quand bien même le directeur de ladite École impériale, Edmond Bernot, ait indiqué dès 1868 que ses locaux sont insuffisants pour ses quatre-vingt-dix élèves et ait suggéré en 1869 une nouvelle construction. La perspective d'un nouveau bâtiment d'enseignement est discutée en 1871 et 1872 au conseil général du Nord.
À la suite de la séance du 28 août 1873 du Conseil général du Nord entérinant un accord avec la municipalité de Lille, des locaux adaptés à l'expansion de l'École sont finalement construits selon les plans de l'architecte Charles Marteau sur financement du conseil général du Nord rue Jeanne-d'Arc de 1873 à 1875 sur un terrain de 7 716 m2, dont 6 959 m2 affectés à l'enseignement, cédé gracieusement par la municipalité de Lille. Le bâtiment principal est organisé en carré autour de la cour centrale,. Sur son périmètre extérieur se trouvent la rue Jeanne-d'Arc, la rue Jean-Bart, la rue de Bruxelles et la rue Malus. Le porche d'entrée est au 17, rue Jeanne-d'Arc. Côté rue de Bruxelles, se trouvent également la haute cheminée de la forge du laboratoire métallurgique, un jardin et une maison de direction de l'IDN, comprenant deux étages. Le bâtiment principal comprend deux niveaux, non compris des mansardes. De nouveaux laboratoires y sont ajoutés en 1878 ainsi qu'un internat en 1884, ; un laboratoire d'électricité industrielle est créé en 1893,.

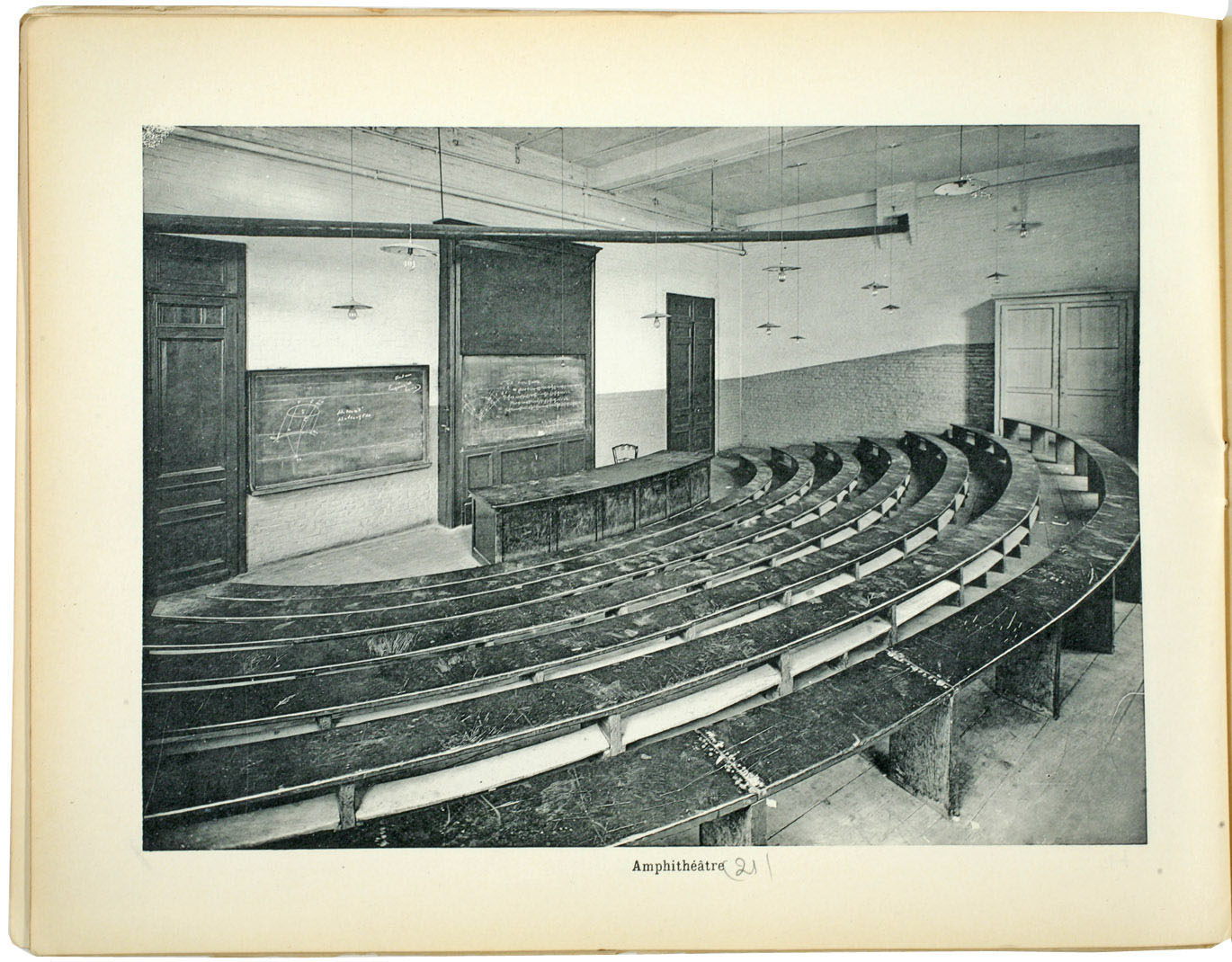
Amphithéâtre de l'IDN en 1935

Un projet d'édification d'un nouveau complexe immobilier de grande ampleur pour l'IDN, sur un terrain à bâtir sur l'emplacement des anciennes fortifications dans le quartier de la Porte de Douai à Lille est envisagé en 1929 et 1930 par la municipalité de Lille, le conseil général et la préfecture du Nord avec le soutien du directeur de l'enseignement supérieur, mais l'ampleur du financement nécessaire conduit à finalement préférer effectuer l'extension de l'immeuble IDN existant rue Jeanne d'Arc. Le 1er mai 1933, en la présence de « M. Albert Mahieu, sénateur du Nord, président du Conseil Général du Nord, (…) M. H. Franchomme, président de l'Association ; Verlomme, secrétaire général de la Préfecture ; Genêt, directeur de I'I.D.N. ; Rousseau,, conseiller municipal, représentant M. Roger Salengro, député-maire de Lille (…), de vifs applaudissements ont marqué l'enthousiasme manifesté par les Ingénieurs à la promesse qui leur a été faite que l'I.D.N. de Lille serait un jour prochain enfin restaurée et rénovée. » C'est ainsi qu'en 1934 les élèves ingénieurs sont logés dans une toute nouvelle résidence universitaire, ce qui permet de transformer l'internat en de nouveaux laboratoires. Un troisième amphithéâtre est construit en 1935 au fond de la cour centrale. De nouveaux aménagements sont inaugurés le 12 juin 1938, après trois ans de travaux pour un montant de 3,5 millions de francs. « L'Institut ne loge plus ses internes, qui ont trouvé demeure à la belle cité universitaire. Grâce à la place laissée libre par l'internat, les anciens laboratoires ont pu être étendus, transformés et rééquipés: électrotechnique, chimie, ateliers, salle de machines thermiques, d'autres ont pu être créés ou rendus indépendants : mécanique rationnelle, essais mécaniques, mesures électriques. » Un accord avec la faculté des sciences de Lille le 3 mars 1938 permet à l'École d'assurer les travaux pratiques de mécanique rationnelle et appliquée, électrotechnique et chimie-métallurgie des étudiants de la faculté dans les locaux de l'École et à la faculté des sciences de mettre à disposition ses laboratoires de physique-chimie pour les élèves-ingénieurs. Les cours sont assurés rue Jeanne-d'Arc, au centre de Lille, de 1875 à 1968.

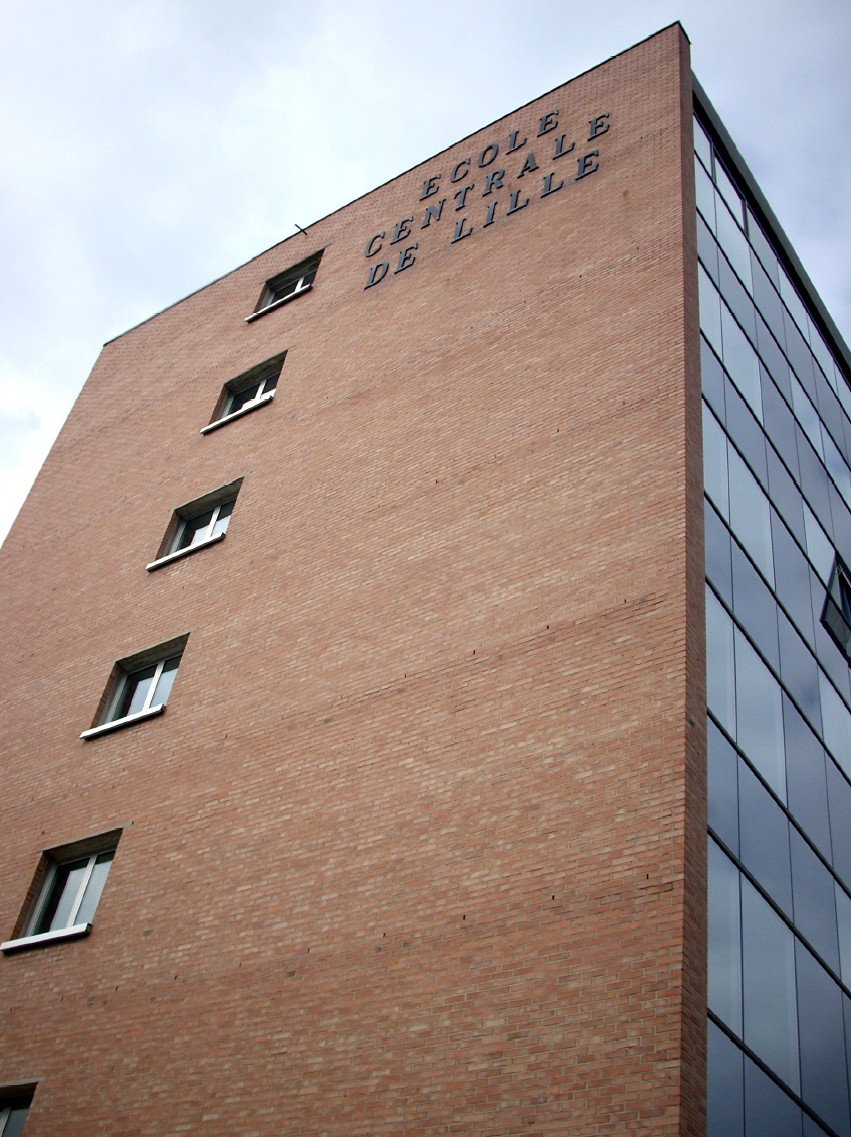
Bâtiment E vue du sud

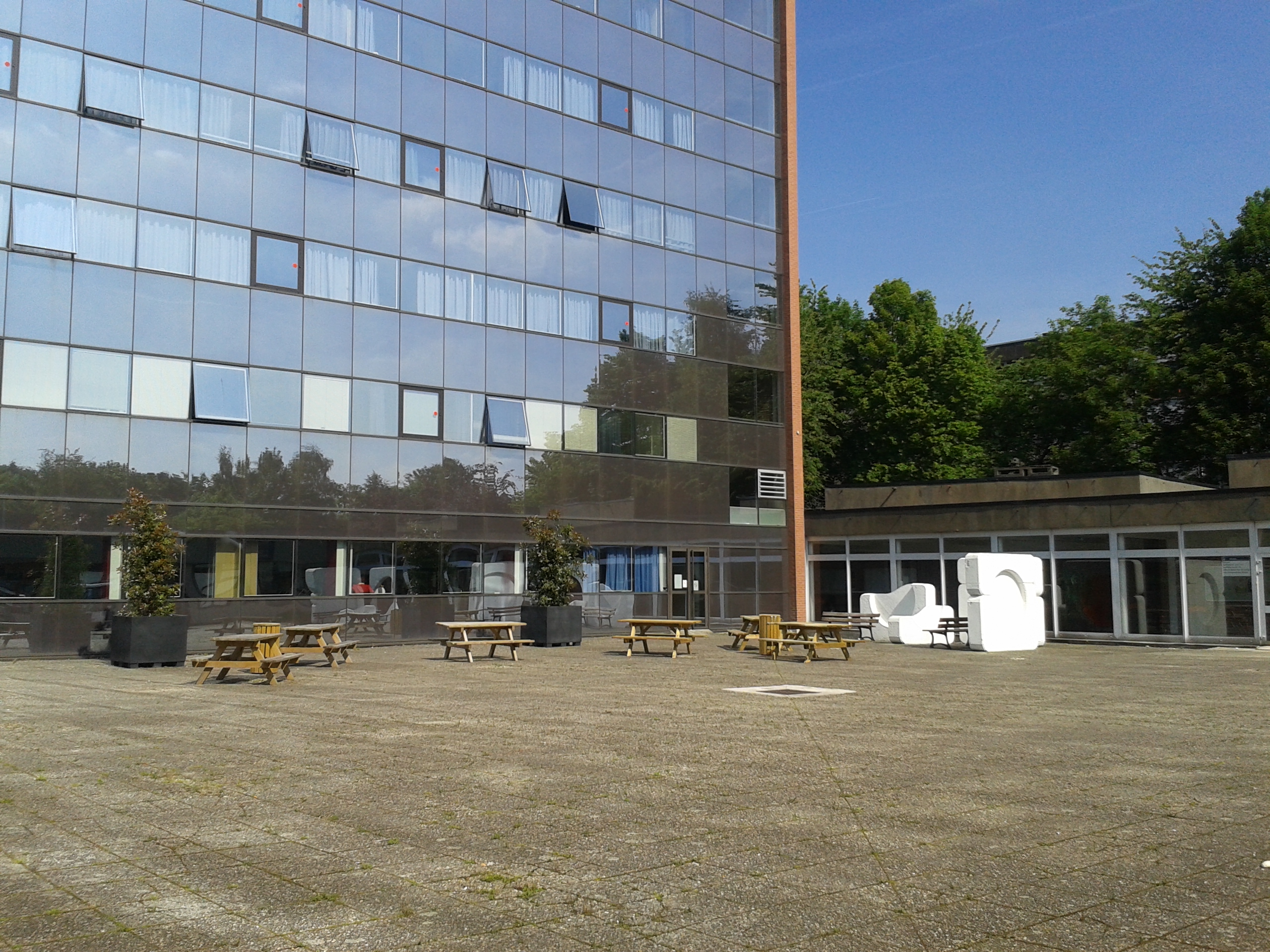
Cours du bâtiment E d'enseignement IDN, avenue Paul-Langevin, à partir de 1968

La décision du déménagement de l'IDN sur le campus de l'université de Lille, à 6 km au sud-est de la rue Jeanne-d'Arc, est prise le 29 janvier 1968 par le recteur Guy Debeyre, confirmée le 19 juin 1968 par le ministère de l'éducation nationale, qui assigne à l'IDN les bâtiments initialement prévus pour un Institut national des sciences appliquées,, ce qui permet d'accroître la taille des promotions d'ingénieurs. Le déménagement initié en 1968 est quasi-achevé en janvier 1969 ; les locaux de la rue Jeanne-d'Arc sont libérés en octobre 1969. Depuis 1968, les cours et la recherche sont assurés avenue Paul-Langevin sur le campus de l'université des sciences et techniques de Lille (cité scientifique), où un ensemble immobilier de formation et de recherche et une résidence Camus (990 chambres de 9 m2) pour les élèves, construits entre 1965 et 1968 sous la direction des architectes Pierre Vivien et Pierre Eldin, sont étendus en 1988 et où une technopole scientifique pluridisciplinaire s'est constituée à proximité de l'École. Une nouvelle résidence Léonard de Vinci pour les élèves-ingénieurs est construite par Rabot Dutilleul en 1993, comprenant 581 lits dans des appartements individuels (18 à 20 m2) ou appartements doubles chambres (40 m2). Les élèves-ingénieurs étudient à proximité d’œuvres d'art, notamment des peintures sur toiles et des œuvres extérieures telles que des sculptures formées de modules en béton blanc et un ensemble sculptural en inox et béton de Pierre Brun, réalisées avant 1978, et des œuvres de Bruno Dumont datant de 1996.

### Organisation et statuts
De 1873 à 1972, l'IDN est sous la tutelle du conseil général du Nord : son statut est celui d'une école d'ingénieurs publique dépendant budgétairement d'une collectivité territoriale, à savoir le département du Nord. Son conseil d'administration est présidé par le préfet du département du Nord et l'IDN bénéficie du soutien de la Société industrielle du Nord de la France. Le personnel enseignant comprend des professeurs de la faculté des sciences de Lille, des ingénieurs des corps de l'État, des ingénieurs civils, techniciens et praticiens. En 1872 sont dénombrés vingt-et-un intervenants dans l'enseignement aux élèves-ingénieurs, il y en a quarante en 1909.
Dès 1879, le conseil général du Nord « exprime le vœu qu'il soit classé au rang d'école nationale, aussitôt que le gouvernement donnera satisfaction aux industriels du Nord en décentralisant l'enseignement technique supérieur », en proclamant la nécessité de l'IDN en tant qu'École centrale du Nord.
En 1886, Ernest Lavisse suggère dans la Revue internationale de l'enseignement que l'IDN soit rattaché à la faculté des sciences pour renforcer la constitution de l'université d'État face à l'université catholique de Lille. L'IDN préserve néanmoins son statut d'école indépendante de l'université. Des tentatives initiées par le directeur général de l'enseignement technique Edmond Labbé, membre du conseil d'administration de l'IDN, et par l'université de Lille pour fusionner l'IDN avec ses propres instituts de faculté sont déjouées en 1926 et 1930. Le recrutement national et l'insertion professionnelle sur tout le territoire favorisent l'indépendance de l'IDN, mais apparaissent incohérents avec son statut administratif régional.
En attendant le décret du 24 septembre 1968, l'IDN n'est pas encore une école nationale d'enseignement technique et en tant qu'établissement départemental « n'est investi ni de la personnalité civile ni de la personnalité financière » : un arrêt du Conseil d'État (cour des comptes) en 1904 rappelle qu'après avoir bénéficié d'une autonomie financière de fait de 1873 à 1902 via « un budget spécial que le conseil général approuvait chaque année dans sa session ordinaire du mois d'août en même temps que cette assemblée déterminait le montant de la subvention départementale à allouer pour parfaire l'insuffisance de ce budget », « la comptabilité de l'Institut industriel du Nord de la France a été rattachée au budget départemental » sous le contrôle direct du trésorier-payeur-général à partir de 1903. L'IDN, école publique mais ne dépendant pas directement du budget étatique national, est paradoxalement assimilé en 1922 aux écoles privées d'enseignement technique, selon l'article 32 de la loi du 25 juillet 1919 relative à l'organisation de l'enseignement technique industriel et commercial (dite loi Astier), ce qui conduit à l'article 1 du décret du 3 janvier 1922 qui stipule que « la reconnaissance par l'État est accordée à l'Institut industriel du Nord de la France », cautionnant ainsi le programme d'études délivrées au élèves-ingénieurs IDN.
« À partir de 1956 apparait à nouveau mais d'une manière plus précise la demande du conseil d'administration concernant la transformation de l'IDN en une École nationale. Certains font alors remarquer que le statut actuel de l'IDN peut être comparé à celui de l'École supérieure de physique et de chimie industrielles de la ville de Paris. (…) Le vice-président du conseil général souhaite cependant que la gestion reste au conseil général pour maintenir l'adaptation de l'IDN à l'économie générale du Nord de la France. En 1963, la direction de l'Enseignement supérieur (…) propose un rattachement à l'Enseignement supérieur sous une forme d'une convention analogue à celle qui devait définir la situation de l'École supérieure d'électricité. (…) En juin 1966, la section permanente du Conseil de l'Enseignement supérieur donne un avis favorable à ce texte qui est approuvé à l'unanimité par le conseil général du Nord le 4 novembre 1966 (…) Par décret du 24 septembre 1968,, l'Institut industriel du Nord de la France est réuni à l'université de Lille, conformément aux conditions de la convention du 15 novembre 1966 (…) en application des dispositions de l'article 1er du décret du 31 juillet 1920. (…) Après avoir voté pendant près d'un siècle les subventions nécessaires au fonctionnement de l'IDN, (…) le conseil général du Nord a demandé la prise en charge par l'État de l'établissement »: l'annonce de la nationalisation et du transfert de compétences est officialisée par le ministre Pierre Billecocq le 28 octobre 1972, à l'occasion du centenaire de la fondation de l'IDN. L'IDN devient un établissement public national à caractère administratif par décret promulgué le 23 avril 1975,,.
Un décret du 24 août 1989 décrit l'organisation administrative de l'IDN et son statut : l'IDN « est un établissement public national à caractère administratif, doté de l'autonomie pédagogique, scientifique, administrative et financière. Son siège est à Villeneuve-d'Ascq. Il est placé sous la tutelle du ministre chargé de l'enseignement supérieur.(…) L'IDN a pour missions principales la formation initiale d'ingénieurs polyvalents, la formation continue d'ingénieurs et cadres, la réalisation de travaux de recherche, d'études et d'essais. ».
Le décret 91-758 du 31 juillet 1991 stipule que « l'Institut industriel du Nord prend le nom d'Ecole centrale de Lille (…) Dans le décret du 24 août 1989 susvisé et à l'exception de l'article 38, les termes: "Institut industriel du Nord (IDN)" sont remplacés par : "Ecole centrale de Lille". »
Depuis le décret du 29 septembre 1993, l'École est un établissement public à caractère scientifique, culturel et professionnel auquel s'applique le statut d'école extérieure aux universités.

### Corps enseignant
Jusqu'au milieu du XXe siècle, ce sont principalement des ingénieurs du corps des mines et des ingénieurs du corps des ponts et chaussées qui ont dirigé l'Institut industriel du Nord,,. « La politique de présence dans une école qui devait fournir les cadres de la première région industrielle de France était d'un intérêt capital ». L'organisation de l'École a été marquée successivement par Adolphe Matrot, ingénieur des mines, professeur à l'École des arts industriels et des mines de 1864 à 1872, auteur de la réforme des études qui conduit à l'établissement de l'Institut industriel du Nord (IDN) dont il est directeur des études de 1872 à 1878, Auguste Henri Masquelez, ingénieur en chef des ponts et chaussées et directeur de l'IDN de 1872 à 1885, qui obtient le financement et supervise les travaux du nouvel immeuble de l'IDN entre 1872 et 1875 et organise le transfert de la rue du Lombard à la rue Jeanne-d'Arc en 1875, Albert Olry, ingénieur des mines, professeur de mécanique et directeur des études de 1878 à 1885 puis directeur de l'IDN de 1885 à 1887, qui développe l'enseignement de la construction de machines à vapeur et obtient des subventions privées et publiques qui permettent l'aménagement de laboratoires de l'École avant de devenir membre du conseil d'administration de l'IDN de 1905 à 1913. Alfred Soubeiran, ingénieur des mines, lui succède comme sous-directeur et inspecteur des études en 1885, puis directeur de l'IDN de 1886 à 1891 (Achille Étienne, ingénieur des ponts et chaussées, étant entre-temps directeur en 1885). Arthur-Ghislain Stoclet, ingénieur des ponts et chaussées, enseigne un cours de mécanique appliquée, de chemin de fer et de constructions industrielles à l'IDN à partir de 1883, il est directeur des études de 1886 à 1898 ; il associe l'IDN à l'étude de grands travaux d'urbanisme. Henri Gruson, inspecteur-général des ponts et chaussées, spécialiste d'hydraulique, est directeur de l'IDN du 25 juin 1892 jusqu'à son décès accidentel en gare de Lille en décembre 1908, et met en place une coopération renforcée avec la Société française de constructions mécaniques (établissements Cail) et avec la Compagnie de Fives-Lille ; il est remplacé par Émile Naudé, ingénieur en chef des ponts et chaussées. De 1893 à 1914, le polytechnicien Auguste Boulanger enseigne la mécanique du solide, l'élasticité et la résistance des matériaux, l'hydraulique et collabore avec Henri Padé, Paul Painlevé, Joseph Boussinesq pour des recherches en mathématiques et mécanique. Paul Édouard Bienvaux, ingénieur des ponts et chaussées, devient sous-directeur de l'IDN en 1898. Pierre Anglès d'Auriac, ingénieur des mines, enseigne la métallurgie à l’IDN de 1905 à 1912, et devient sous-directeur à l’IDN en 1906. Cyrille Grimpret,, ingénieur des ponts et chaussées, est sous-directeur de 1908 à 1914 puis directeur de l'IDN de 1918 à 1928 où il développe les coopérations avec l'industrie ferroviaire. Henri Fournier, ingénieur en chef des ponts et chaussées est directeur en 1928-1929. Paul Genêt, ingénieur des ponts et chaussées, est directeur de l'IDN de 1930 à 1939. D'autres polytechniciens ont été simplement chargés de cours à l'IDN, à l'occasion de leur affectation à Lille dans un service de l'État.
Dans les deux premiers tiers du XXe siècle, des normaliens et professeurs de la faculté des sciences de Lille assurent la direction des études, tels que Henri Douxami, directeur des études de 1902 à 1913, Henri Pariselle, directeur des études jusqu'en 1936, suivi dans ce rôle par Robert Mazet de 1936 à 1940, par Jean Roig de 1944 à 1962 et par Pierre Bonneman. René Paillot est le premier maître de conférence non-normalien de la faculté des sciences de Lille qui devienne directeur par intérim de 1914 à 1918 puis sous-directeur de l'IDN en 1918. Grâce à leur rôle prépondérant dans la direction scientifique de l'IDN, les enseignants-chercheurs deviennent les acteurs principaux de l'administration de l'IDN après la Seconde Guerre mondiale. Robert Bossut, chargé de cours puis professeur en mécanique rationnelle et mécanique des solides (1942-1967) est directeur de l'IDN de 1966 à 1978 ; de 1968 à 1975, il négocie la transformation du statut de l'IDN, passant de la tutelle du conseil général du Nord à celle de la direction de l'enseignement supérieur du ministère de l'éducation nationale ; il insère l'IDN dans le concours Centrale-Supélec en 1972 et développe les vacations des industriels et des enseignants-chercheurs issus de l'université de Lille.
Il y a des anciens élèves de l'École des Arts et Métiers de Châlons qui enseignent à l'École, notamment Clément Codron (Chal. 1867) de 1874 à 1922 et James Dantzer (Chal. 1884) de 1893 à 1912, d'autres assurent les travaux pratiques d'ateliers : cette tradition remonte à l'époque de l'École des arts industriels et des mines mi-XIXe siècle, initiée par le chef d'atelier Émile Boire (Chal. 1855). Depuis la création du centre lillois des Arts et Métiers en 1901 corrélée à la fermeture de la division de technologie (division T) de l'IDN, l'IDN et l'École nationale supérieure d'arts et métiers ont des professeurs et des enseignants-chercheurs communs.
Des ingénieurs centraliens enseignent à l'École depuis 1866, sans rôle de direction administrative de l'IDN. Lors de la réforme des études en 1872, les ingénieurs centraliens qui sont enseignants à l'IDN sont Gaston du Bousquet, Claude Keromnès et Louis Poillon (mécanique appliquée et construction de machines ; cours théorique et pratique des chaudières et machines à vapeur) et Gilbert Lacombe, qui fera quarante-cinq ans de carrière à l'École (cours de chimie analytique). Le centralien Honoré Le Goaster y fera un cours de chemin de fer et Robert d'Adhémar un cours de mécanique au début du XXe siècle.
Dès le XIXe siècle, des ingénieurs IDN ont assuré des cours, ont effectué des vacations d'enseignement ou des conférences, sont membres du conseil scientifique de l'École ou de son conseil d'administration ; Désiré Mallet (1862), président de l'association des anciens élèves de 1884 à 1891, a assuré un cours de constructions civiles à l'IDN ; le président de la Société chimique du Nord de la France, Gustave Flourens (1867), et Gaston Dejonghe (1881), tous deux auteurs de livres de chimie, ont été parmi les premiers anciens élèves à avoir un tel rôle d'enseignement pendant plus d'une décennie et à assurer successivement le cours de sucrerie et distillerie aux élèves-ingénieurs. Notons Paul Béard (1912), membre-directeur du Comité national de l'organisation française, qui assure un cours de méthode industrielle et d'organisations scientifique du travail (taylorisme). Soutenu par le maire de Lille, Roger Salengro, Jean Roche (1905) a été le premier ingénieur IDN à postuler au poste de directeur de l'Institut industriel, s'opposant ainsi à la tradition d'assigner le poste à un polytechnicien : c'était en 1927, le poste de directeur étant laissé vacant par Grimpret et sera attribué à Fournier, tous deux polytechniciens.
En 1928, les ingénieurs IDN listés dans le corps enseignant sont : Gaston Dejonghe (1881), brasseur, pour le cours de fermentations industrielles, sucrerie, distillerie et brasserie ; Pierre Bauvin (1910), ingénieur conseil et directeur du tissage Bigot-Stalars, pour le cours de filature, tissage, matières textiles ; Georges Dupret (1908), ingénieur conseil, pour les travaux pratiques d'électricité.
À partir des années 1960 avec notamment Jean Bosmorin (1960), François Lhote (1960), Jean Saint-Hubert (1962), Bernard Germain-Bonne (1964), François Laurent (1965) et Marc Nanard (1968), la part des anciens élèves parmi les enseignants-chercheurs permanents à l'IDN s'accroit.
En 1967, le personnel enseignant sous statut contractuel à temps complet ou partiel comprend « cent vingt personnes dont onze professeurs de la faculté des sciences, cinq maîtres de conférences, quinze maîtres assistants, dix-neuf assistants, trente-quatre ingénieurs, douze professeurs d'écoles d'ingénieurs de la région, dix-neuf professeurs d'origines diverses ».
Le statut des enseignants à l'IDN évolue en 1968 et en 1975, où un groupe d'enseignants-chercheurs permanents est affecté en propre à l'IDN par la direction de l'enseignement supérieur du ministère de l'éducation nationale pour l'enseignement et pour développer les laboratoires de recherche.
Dès 1978, l'équipe de direction comprend notamment plusieurs ingénieurs diplômés IDN. Jean-Claude Gentina (1968), professeur en informatique industrielle à l'IDN (1970-2007), directeur des études de 1978 à 1982, est directeur de l'IDN (École centrale de Lille) de 1982 à 2005 ; Philippe Deshayes (1972), ingénieur-architecte, professeur d'aménagement urbain, épistémologiste de la modélisation de systèmes et de l'ingénierie de projets, enseigne à l'IDN à partir de 1977 et est directeur des études de l'IDN de 1982 à 1999, directeur des relations internationales de l'École centrale de Lille de 1999 à 2008 ; avec Pierre Borne (1968), directeur scientifique de l'IDN, ils assurent le développement des formations des ingénieurs et de la recherche, ainsi que l'association de l'IDN au groupe des Écoles centrales en 1990.
En 1991, le nombre d'intervenants dépasse trois cents personnes : l'effectif atteint cent vingt personnes en poste permanent à temps complet à l'IDN, comprenant du personnel administratif et quarante-neuf enseignants-chercheurs permanents, dont une douzaine d'ingénieurs IDN devenus maîtres de conférences et professeurs, ainsi qu'environ deux cents vacataires d'enseignement.

## Élèves-ingénieurs

### Admission
« Les initiateurs du projet d'Institut industriel du Nord n'avaient pas caché leur intention de recruter "les jeunes gens doués d'une aptitude assez grande mais sans ressources suffisantes pour suivre à Paris les cours de l'École centrale" »,. Le rapport de l'exposition universelle internationale de 1889 indique que « cette école constitue une précieuse ressources pour les jeunes gens auxquels leur position de fortune interdit l'accès de l'École centrale de Paris. » La méritocratie républicaine étant promue à l'Institut industriel du Nord, diverses bourses municipales, départementales et de l'État sont attribuées soit à des élèves reçus bien classés à l'examen d'entrée à l'Institut industriel, soit sur instruction de dossier personnel des élèves-ingénieurs. L'association des anciens élèves met en place des prêts d'honneur permettant aux élèves-ingénieurs de subvenir à leurs besoins. L'âge moyen d'entrée à l'École passera progressivement de 16-17 ans mi-XIXe siècle à 18 ans en 1919, à 19 ans en 1948 et enfin à 20 ans en 1957 avec l'augmentation du niveau de vie et de l'espérance de vie en France et la démocratisation de l'accès à l'enseignement supérieur ; le diplôme d'ingénieur civil IDN obtenu à 20 ans au XIXe siècle est alors décerné vers 23 ans mi-XXe siècle.
De 1872 jusqu'à la Première Guerre mondiale, comme dans les universités techniques allemandes, l'admission en année préparatoire et le recrutement en première année du cursus de formation d'ingénieur en trois ans s'effectuent sur examens d'aptitude. « Les examens qui auront lieu le 20 janvier 1873, à deux heures de relevée, à l'Institut, rue du Lombard, no 2, à Lille (…) porteront sur les matières comprises dans le programme des études de l'enseignement secondaire spécial des lycées ».
Le lien avec les classes préparatoires des lycées (mathématiques spéciales) et d'autres institutions comme source de candidats est identifié dès 1879 et soumis à délibérations au sein du conseil général du Nord : « La prospérité de l'Institut s'est consolidée d'année en année, malgré toutes les difficultés qu'il a eu à surmonter, malgré surtout la difficulté de son recrutement, car on ne remarque pas assez que contrairement à toutes les Écoles qui se fondent, l'Institut n'avait pas d'École préparatoire. L'École centrale, l'École polytechnique se recrutent dans les lycées dans les classes de mathématiques spéciales ; l'École des mines de Paris, l'École des ponts et chaussées, parmi les jeunes gens sortant de l'École polytechnique, l'École des mineurs de Saint-Étienne parmi les élèves des Écoles d'arts et métiers ou autres, les Écoles d'arts et métiers elles-mêmes sont pourvues d'écoles préparatoires. C'est ce qui n'existait pas à Lille. » Quand bien même l'enseignement primaire devient obligatoire par la loi Ferry du 28 mars 1882, l'enseignement secondaire reste élitiste et l'exploitation de la filière d'admission des lycées classiques est limitée par leur faible effectif (à titre illustratif en 1874, il y a 375 candidats au baccalauréat-es-sciences dans l'académie de Lille (à comparer à 153 candidats en 1854), sur un total de 6 386 bacheliers effectivement reçus en France en 1874, soit 1 % d'une classe d'âge), ce qui nécessite une action énergique de la direction de l'École en termes d'organisation de classe préparatoire à partir de 1879. Est mis en œuvre un système d'année préparatoire similaire à celui applicable à l'École des mines de Paris (d'où sont issus l'ingénieur du corps des mines et directeur des études à l'IDN Adolphe Matrot et son successeur Albert Olry) pour les aspirants aux places d'élèves externes (ingénieurs civils des mines). En effet, outre le recrutement direct, dans la division de génie civil formant des ingénieurs IDN, d'élèves issus des lycées classiques fréquentés par une population socialement privilégiée,, un drainage du vivier de candidats non-bacheliers est effectué vers la division de technologie dont la deuxième année sert alors de classe préparatoire lilloise, préalable à l'examen d'entrée dans la division de génie civil pour suivre le cursus de trois ans de formation d'ingénieur. Des candidats sont notamment issus d'écoles primaires supérieures, d'écoles nationales professionnelles et de l'enseignement secondaire spécial (l'instruction aux recteurs du 2 octobre 1863 et la loi Duruy du 21 juin 1865 créent un cursus d'enseignement secondaire dit spécial, c'est-à-dire qui privilégie les langues vivantes et les sciences appliquées sans la barrière du latin, marqueur de l'élite sociale traditionnelle depuis les petites classes ; le baccalauréat de l’enseignement spécial est mis en place seulement en 1881 et cette filière est transformée en enseignement secondaire moderne, c'est-à-dire en classes de lycée moderne conduisant au baccalauréat Sciences-Langues sans latin en 1891,) : c'est le cursus exemplaire suivi par Louis Dollo (1877) entré en 1873 en division de technologie qui lui sert d'année préparatoire pour accéder à la division supérieure et être major de la promotion d'ingénieurs IDN en 1877 avant de devenir ingénieur des mines et paléobiologiste de renommée mondiale, connu pour ses travaux sur les iguanodons et pour son hypothèse sur la nature irréversible de l'évolution des espèces (loi de Dollo).
Le recueil des lois et règlements sur l'enseignement supérieur de 1891 stipule que « les bacheliers es sciences et de l'enseignement secondaire moderne sont admis de droit en deuxième année dans la division de technologie et en première année dans la division de génie civil. »
Selon les conditions d'admission applicables en 1914, l'entrée en première année d'élève-ingénieur s'effectue sur examen écrit et oral pour les candidats des lycées et d'année préparatoire ; les candidats titulaires du baccalauréat, mention mathématiques, sont admis en première année ; les admissibles à Polytechnique et les titulaires d'une licence ès sciences sont admis en deuxième année.

Dans son descriptif de l'enseignement technique supérieur devant la Société des ingénieurs civils de France en 1916, Léon Guillet rappelle qu'après la réforme de l'enseignement secondaire de 1902 « le Baccalauréat comprend actuellement quatre cycles pour la première partie: A. Latin-Grec B. Latin-Sciences C.Latin-Langues D.Sciences-Langues. Les programmes des cycles B et D sont les mêmes pour les sciences. La seconde partie n'est divisée qu'en deux cycles : Philosophie et mathématiques » et décrit l'Institut industriel du Nord de la France : 

« C'est une École fort ancienne puisqu'elle date de 1854 et, sans doute, la première école libre créée après l'École Centrale. Elle recrute ses élèves sur présentation du Baccalauréat (B et D) ou après concours sur programme correspondant à ce diplôme au point de vue sciences. Une École préparatoire admet les bacheliers des cycles A ou C. (…) Les cours de l'École préparatoire durent une année, ceux de l'Institut proprement dit trois ans. »

— Léon Guillet, 3 novembre 1916.
En 1919, « l’Institut industriel du Nord de la France, fondé à Lille, forme des ingénieurs mécaniciens, électriciens et chimistes. Cet établissement d’enseignement technique est reconnu par l’État et les diplômes qu’il délivre sont contresignés par M. le ministre du commerce et de l’industrie. La durée normale des études est de trois ans. Le nombre des internes est limité à 120 ; celui des externes à 206. Les candidats doivent atteindre au moins l’âge de 18 ans dans l’année de leur admission. Les examens d’admission ont lieu deux fois par an ; ils sont fixés pour 1919 aux 24 juillet et 14 octobre. Les intéressés pourront obtenir tous renseignements utiles en adressant leur demande à l’École 17, rue Jeanne-d’Arc à Lille. »
En 1929, « les candidats pourvus du baccalauréat complet, mention mathématiques, du brevet supérieur ou du brevet des Écoles nationales professionnelles sont admis de droit en 1re année de génie civil » tandis que « les candidats possédant la première partie de baccalauréat, un brevet de l'Enseignement primaire supérieur ou le certificat d'études pratiques industrielles sont admis de droit en année préparatoire », « les autres doivent attendre l'âge de 17 ans dans l'année de leur admission et subir un examen comportant trois épreuves écrites et quatre épreuves orales ».
Après l'amalgame en 1926 des classes d'enseignement primaire supérieur et celles de collège et lycée, dont l'effectif réduit est consécutif au désastre démographique de la Grande Guerre, l'établissement de la gratuité de l'enseignement secondaire en France par la loi du 31 mai 1933 favorise la démocratisation de l'accès à l'enseignement supérieur. L'année préparatoire est supprimée en 1935 et le rôle est transféré aux classes préparatoires des lycées. La sélectivité de délivrance du diplôme d'ingénieur IDN passe alors de l'aval, par des examens de sortie conditionnant la délivrance ou non du diplôme à une petite partie seulement de chaque promotion qui a suivi le cursus de trois ans et est déclarée apte à exercer les métiers d'ingénieurs (l'autre partie de la promotion d'élèves n'obtenant qu'un simple certificat pour leurs trois ans d'études), à une sélectivité scolaire amont par concours d'entrée national préalable au cursus de trois ans de formation et la délivrance du diplôme à la quasi-totalité de chaque promotion.
C'est à partir de la crise économique vers 1935 que s'impose le modèle du concours d'entrée national, sur le programme de la classe de mathématiques élémentaires pour l'entrée en première année et sur le programme de programme de mathématiques spéciales pour l'entrée en seconde année, avec des centres d'écrit dans diverses villes de France, dont Paris et Lille, et des épreuves orales d'admission à Lille.
Le 30 avril 1948, le conseil de perfectionnement de l'IDN adapte les modalités du concours d'entrée en première année, ouvert aux élèves des classes préparatoires scientifiques. Le diplôme d'ingénieur IDN est alors délivré quatre ans après l'obtention du baccalauréat. À la suite du décret du 11 août 1947 sur les licences, l'entrée à l'IDN est aussi ouverte de 1949 à 1957 aux étudiants titulaires d'un certificat propédeutique M.P.C. de l'université, mais ce recrutement est resté marginal. À partir de 1957, le programme d'admission en première année s'identifie au programme de mathématiques spéciales A, qui devient le programme M ultérieurement. Le diplôme d'ingénieur IDN est dorénavant délivré cinq ans après l'obtention du baccalauréat.
En 1966, 15 % des élèves-ingénieurs admis à l'IDN sont originaires du Nord de la France et 54 % viennent de région parisienne.
En 1972, le concours d'entrée à l'IDN est intégré dans le concours Centrale-Supélec et les épreuves orales ont lieu à Paris. L'admission en première année des élèves-ingénieurs s'effectue principalement sur les programmes de mathématiques spéciales M, P' et TA (renommés MP, PC et TSI en 1995) ; les admissibles à Polytechnique sont admis de droit en première année ; des places sont associées au concours réservé aux titulaires du diplôme d'études universitaires générales, mention sciences ; quelques places sont réservées aux titulaires de diplômes universitaires de technologie ou de brevets de techniciens supérieurs. En deuxième année sont admis plusieurs titulaires d'une maîtrise ès sciences.
En 1987, 312 élèves-ingénieurs parmi les 498 présents à l'École répondent à un questionnaire sur leur origine sociale au travers de l'indication de la profession paternelle : 10 agriculteurs (3 %), 35 artisans commerçants chefs d'entreprises (11 %), 143 cadres et professions intellectuelles supérieures (46 %), 47 professions intermédiaires (15 %), 28 employés (9 %), 26 ouvriers (8 %) et 23 indéfinis (7 %), ce qui correspond à environ 10 % de l'effectif de chaque catégorie socio-professionnelle des parents d'élèves-ingénieurs des écoles du Nord-Pas-de-Calais, témoignant d'un recrutement sans biais élitiste comparé à celui d'écoles privées régionales ou d'écoles parisiennes. 81 % de la promotion d'élèves-ingénieurs est issue des classes préparatoires scientifiques, qu'ils ont suivies pendant trois ans (sup, spé 3/2 et 5/2) pour près de la moitié d'entre eux.
« En 1997, 200 admis sur 214 étaient issus d’une classe de « Maths spé », 5 d’un DEUG, 4 d’une classe de « Maths spé » ATS (un an de préparation spéciale destinée à des titulaires d’un BTS ou d’un DUT ; leur recrutement se fait sur titre et sur un entretien) et 5 d’une Maîtrise scientifique (recrutement sur titre). »

### Effectif étudiant et diplômés
Alors que l'École impériale des arts industriels et des mines avait atteint un pic de 126 élèves à la rentrée de 1869 avant de décroitre à 90 en 1870 et s'effondrer à 26 en 1871 après la chute du Second Empire, les effectifs de l'Institut industriel du Nord (nouvelle dénomination de l'École sous la Troisième république) sont croissants de 1872 à 1914, passant de « 32 élèves lors de la première rentrée scolaire (1872-1873) » dont 15 élèves issus de l'École des arts industriels et des mines y compris 3 boursiers, à 83 élèves en 1875, 102 élèves en 1878 et 172 élèves en 1891,. Les effectifs de l'IDN dépassent les cent élèves en 1878, atteignent les deux cents en 1892, deux cent trente-cinq en 1893, dépassent les trois cents élèves en 1900, approchent les quatre cents élèves en 1909 et en font l'une des plus grandes écoles d'ingénieurs de France. « Le chiffre ne cessera d'augmenter pour atteindre 400 à la veille de la guerre de 1914 ».
Le registre matricule indique que 3 301 élèves sont entrés entre octobre 1872 et octobre 1912 (no 1 à no 3301), 2 843 élèves entre octobre 1912 et octobre 1949 (no 3302 à no 6144), 1 255 élèves-ingénieurs entre octobre 1950 et octobre 1966 (no 6145 à no 7399), soit 7 399 élèves pour 95 promotions entrés de 1872 (promotion 1875) à 1966 (promotion 1969). 14 110 ingénieurs sont diplômés par l'École entre 1872 et 2012.
En 1893, l'effectif présent à l'IDN correspond à environ 15 % des 1 536 élèves-ingénieurs formés par les 6 écoles délivrant des diplômes d'ingénieurs en France.
« En quelques années, l'Institut industriel du Nord conquiert ses lettres de noblesse en attirant des élèves venus de toute la France ».
Le rapport de l'exposition universelle internationale de 1889 indique que « si l'on recherche les lieux d'origine des élèves de l'Institut industriel, on reconnait qu'ils n'appartiennent pas exclusivement à la région du nord de la France ; un grand nombre d'entre eux en effet viennent des autres départements : de la Seine (6), du Gard (2), de Seine-et-Marne (2), de la Creuse, du Cher, de la Côte d'Or, de la Dordogne, du Lot, de l'Indre, de la Haute-Marne, de la Vienne, des Vosges, de l'Alsace (1), de l'étranger. »
Une statistique de 1894 sur l'origine de 1 109 anciens élèves indique une provenance de tous les départements français métropolitains (dont 698 du département du Nord) et d'outremer (dont Algérie, Martinique, Guadeloupe, Guyane, la Réunion) et 6 % de l'étranger (68 dont 25 Belges, 7 Russes, 4 Brésiliens et d'autres provenant d'Angleterre, Norvège, Hollande, Luxembourg, Suisse, Italie, Espagne, Wurtemberg, Roumanie, Valachie, Grèce, Amérique, Mexique et les Indes orientales). Il faut attendre la promotion 1889 pour voir le premier ingénieur brésilien diplômé IDN (le chimiste Amador Joly (1889)) et 1912 pour voir les premiers Chinois diplômés ingénieurs IDN,.
En 1892, 6 % des anciens élèves résident hors de la France et de ses colonies. En 1898, par une lettre que Léon Francq (1866) rend publique, Paul Doumer appelle les ingénieurs de l'IDN à s'intéresser à l'Indochine dont il est gouverneur général et où Louis Boyaval (1885), président de la Compagnie de commerce et de navigation d'Extrême-Orient, assure le développement d'établissements industriels français. L'annuaire 1902 des membres cotisant à l'Association des anciens élèves indique des ingénieurs IDN résidant à Monaco, en Algérie (10), Guadeloupe, Haïti, La Réunion, Madagascar, Martinique (2), Nouvelle-Calédonie, Indochine (11), Tunisie (5), Sénégal, Côte d'Ivoire (2), Allemagne (4), Amérique, Belgique (29), Chine, Espagne (11), Égypte, Haute-Égypte, Hollande (3), Inde, Italie (3), Pologne (2), Roumanie (2), Russie, Turquie d'Europe, Suède, Uruguay.
Les 162 élèves présents en 1889 sont issus de 21 départements (dont 111 du Nord-Pas de Calais) et 8 de l'étranger ; en 1900, l'effectif de 272 élèves comprend un tiers de pensionnaires, 108 sont issus du Nord-Pas de Calais et 24 sont étrangers, ils se répartissent entre 72 en année préparatoire, et respectivement 94, 49 et 57 dans les trois années d'études d'élèves-ingénieurs ; la moitié de l'effectif de troisième année en 1900 est en section d'ingénieurs-électriciens.
La promotion 1888 comprend 23 diplômés et 8 bénéficiaires de certificats, la promotion 1891 35 diplômés et 6 bénéficiaires de certificats, la promotion 1899 43 diplômés et 11 bénéficiaires de certificats.
L'annuaire IDN compte 51 noms dans la promotion 1898, comprenant 43 diplômés et 8 certifiés. En 1929, 25 membres de cette promotion cotisent à l'association des anciens élèves. En 1938, 26 membres de cette promotion cotisent toujours à l'association des anciens élèves à la fin de leur carrière, 7 sont connus comme membres décédés dont 1 tombé au champ d'honneur, 18 ne cotisent plus. En 1955, 12 d'entre eux sont toujours membres vivants et cotisants.
Le nombre d'anciens élèves diplômés ou certifiés, identifiés dans les annuaires de l'association IDN, est d'une trentaine par promotion jusqu'à 1890 et inférieur à cinquante jusqu'en 1898 alors qu'une nouvelle vague d'industrialisation émerge en France. Il dépasse soixante en 1902 et quatre-vingts en 1906.
L'année scolaire 1899-1900 a un effectif de 308 élèves à la rentrée de 1899, dont 86 en année préparatoire et 222 élèves-ingénieurs, comprenant 106 en première année, 56 en seconde année et 60 en troisième année parmi lesquels 40 % suivent l'option des électriciens, 35 % l'option des mécaniciens constructeurs et 25 % celle des chimistes. Il descend à 272 en cours d'année ; on y compte 188 élèves-ingénieurs qui seront effectivement diplômés au terme de leurs trois ans d'études, les autres élèves présents en 1900 (15 % de l'effectif) n'obtenant au mieux que des certificats de capacité.
Durant le premier quart du XXe siècle, l'IDN accueille jusqu'à 440 élèves-ingénieurs dont 150 internes L'effectif est connu pour les années suivantes : (1909:365) (1910:376) (1911:374) (1912:363) (1913:354). 434 élèves sont présents à la rentrée de 1921.

Dans son descriptif de l'enseignement technique supérieur devant la Société des ingénieurs civils de France en 1916, Léon Guillet décrit l'Institut industriel du Nord de la France : 

« Le siège étant à Lille, l'enseignement théorique est donné par les professeurs de la Faculté et les cours correspondent au programme des certificats d'études supérieures, le cours de mathématiques effectué en première année étant celui du certificat de mathématiques générales. L'enseignement industriel est donné par des Ingénieurs provenant des Écoles les plus diverses. Au début de la seconde année les élèves sont divisés en trois spécialités : électriciens, mécaniciens, chimistes. Point spécial à noter, tous les élèves sans distinction du diplôme recherché suivent les cours de métallurgie. Les travaux pratiques sont fort développés ; ils sont placés la plupart du temps sous la direction des professeurs chargés des cours pratiques. L'élimination réelle se fait pendant le séjour à l'École. En général, les promotions sont de 140 à 150 en première année et le nombre des diplômés varie de 20 à 50. On doit ajouter que cette École n'a de régional que le nom et elle compte de très nombreux élèves dans toutes les régions de la France et dans ses colonies. Je me plais à rappeler qu'un ancien président de notre Société, du Bousquet, l'ingénieur bien connu de la Compagnie du Nord, a dirigé l'Institut industriel du Nord pendant un certain nombre d'années et lui a donné une vie très active. »

Guillet s'interroge ensuite : « on se trouve en présence de deux modes de recrutement : le concours (…) l'examen ou même seulement l'admission sur diplôme pratiqué dans nos Instituts et à l'étranger. Quel est le mode de recrutement préférable ? Faut-il mieux ouvrir très grandes les portes à l'entrée quitte à les refermer en cours d'étude (Écoles de Liège, Institut du Nord, etc.) ? Est-il préférable de restreindre l'entrée quitte à rendre les éliminations très faibles au cours des études ? ».
La sélectivité de délivrance du diplôme d'ingénieur IDN est effectivement importante : en 1928, sur une promotion de 135 élèves admis à l'École, 32 seulement sont diplômés ingénieurs à l'issue de leur formation de trois ans, 23 autres obtenant un certificat de capacité à la fin des trois années d'études. Cependant, après la Seconde Guerre mondiale, la quasi-totalité des promotions d'élèves admis à l'École en sortent diplômés ingénieurs.
Guillet indique que « l'enseignement technique supérieur de France fournit environ 700 à 800 ingénieurs chaque année », dont 20 à 50 ingénieurs IDN, qui correspondent à un effectif IDN entre 3 % et 7 % des ingénieurs diplômés annuellement en France à la veille de la Première guerre mondiale.
Le concours d'entrée est ouvert aux femmes à partir de 1919 ; Eva Ducreux-Lorriaux est la première femme diplômée ingénieur IDN en 1925, qui effectue une carrière d'ingénieur aux Houillères nationales du bassin du Nord et du Pas-de-Calais à Lens (Charbonnages de France). Après Eva Ducreux-Lorriaux (1925), suivent les diplômées ingénieurs IDN Églantine Hanicot-Tréfois (1929), Jacqueline Pluchery-Bion (1929) ingénieur-conseil en organisation du travail à Paris-Charenton, Amélie Delacourt (1932), Jacqueline Machet (1933), Antoinette Dufay-Morelle (1934) ingénieur civil à Reims, et Marie-Thérèse Morelle (1934), ingénieur au centre technique de l'industrie de la fonderie à Paris et vice-présidente de l'association des ingénieurs IDN, Françoise Bouvier-Lacoste (1938), professeur à la faculté des sciences de Lille, institut de chimie appliquée. La mixité des promotions n'est significative qu'à partir de 1965. Il y a cependant 12 % de femmes à l'IDN en 1987, ce qui correspond à la moyenne des femmes diplômées ingénieur en France.
La reprise économique des années 1920 conduit à une croissance de la taille des promotions : 80 anciens élèves diplômés ou certifiés en 1922, 75 en 1925, 63 en 1929. Un graphique établi en 1928 indique le nombre de diplômés de chaque promotion depuis 1872.

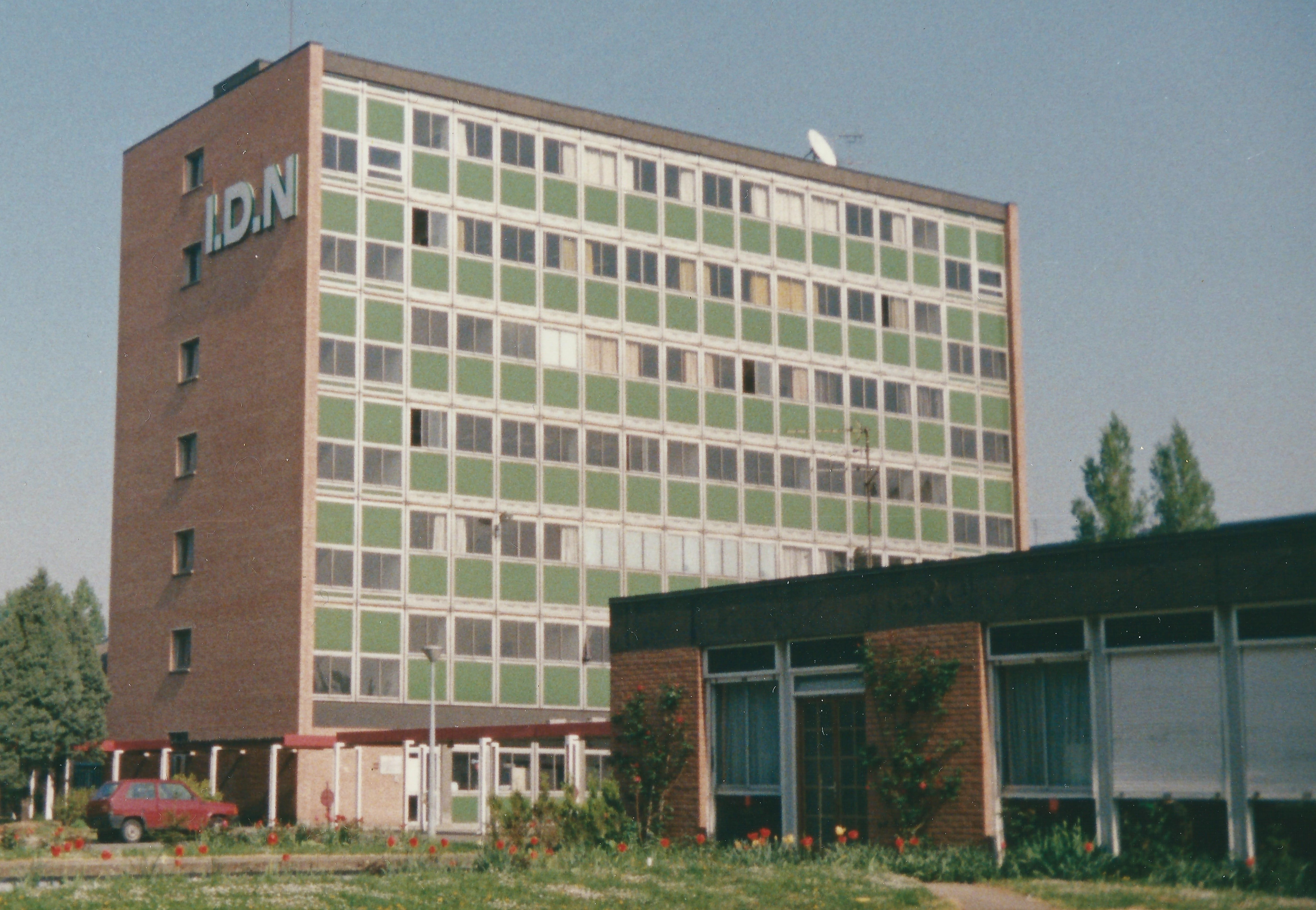
Institut industriel du Nord - Bâtiments E et A de l'IDN en 1991

Néanmoins, après un pic à 113 en 1914 et à 110 en 1924, la taille des promotions d'anciens élèves diplômés ou certifiés se contracte durant l'entre-deux-guerres avec des effectifs d'une trentaine d'élèves-ingénieurs seulement par promotion entre 1930 et 1944, dans le contexte de creux démographique et de crise économique de l'époque. En 1928, « le nombre des élèves, qui s'élevait à 440 dont 150 internes est tombé à 220, dont une quarantaine d'internes seulement. » La promotion 1937 comprend 29 ingénieurs diplômés et 5 anciens élèves certifiés. En 1939, « l'Institut industriel du Nord a actuellement près de 100 élèves. Les années 1936, 1937, 1938 sont des années creuses. Il coûte actuellement au département 380 000 francs, contre 20 000 francs or d'avant guerre avec 360 élèves. »
En 1939, 18 élèves sont diplômés ingénieurs et 1 élève obtient un certificat de capacité. 24 candidats « ont été déclarés admis en première année à la suite de l'examen des 7 et 8 juillet 1939. », dont une femme : la rentrée est perturbée par la déclaration de guerre en septembre 1939, ce qui fait que, parmi eux, seulement 7 auront une scolarité complète leur permettant d'être diplômés dans les promotions 1942, 1943, 1944 ou 1945. Les promotions d'ingénieurs présents à l'École et diplômés durant la Seconde Guerre mondiale ont néanmoins les effectifs de diplômés suivants : (1940: 6) (1941: 2) (1942: 19) (1943: 37) (1944: 40) (1945: 44). Puis suivent les promotions de l'immédiate après-guerre (1946: 58) (1947: 72) (1948: 68). Il aura donc fallu près de vingt ans pour à peine retrouver les tailles de promotions d'ingénieurs diplômés qui prévalaient lors de l'expansion économique du début du XXe siècle jusqu'à 1929. Il faudra attendre cinquante ans après les pics des deux premières décennies du XXe siècle pour retrouver des promotions de plus de cent ingénieurs.
L'effectif des promotions d'ingénieurs IDN suit les vagues de développement économique et de démocratisation de l'enseignement supérieur français avec 77 ingénieurs diplômés en 1950, 73 en 1960, 111 en 1970, 147 en 1980, 206 en 1990 et 201 en l'an 2000.
En 1991, l'IDN produit environ 1 % des 18 000 diplômes d’ingénieur délivrés par 211 établissements français habilités.

### Sursis et service national
Pour les élèves et diplômés de l'IDN soumis au service militaire en France, sa forme et sa durée ainsi que la possibilité de sursis sont déterminées par la loi, qui tient compte des études et du diplôme.
La loi du 27 juillet 1872 établit un service militaire universel obligatoire, d’une durée fixée par tirage au sort d'un ou de trois ans ; elle stipule que « tout Français (…) peut être appelé, depuis l'âge de vingt ans. » Au XIXe siècle, les élèves à l'IDN recrutés vers seize ans terminent leurs études à dix-neuf ou vingt ans ; l'appel sous les drapeaux suit la fin des études. Lors de sa session d'avril 1874, le Conseil général du Nord note qu'« aux termes de l'article 57 de la loi du 27 juillet 1872, les jeunes gens mentionnés en l'article 53, qui n'auraient pas terminé les études de la faculté ou des écoles auxquelles ils appartiennent, mais qui voudraient les achever dans un laps de temps déterminé, peuvent, tout en contractant l'engagement d'un an dans l'année qui précède l'appel de leur classe, obtenir de l'autorité militaire un sursis avant de se rendre au corps pour lequel ils se sont engagés (…) pour que les dispositions des articles 53 et 57 de la loi du 27 juillet 1872, soient étendues à l'Institut industriel, agronomique et commercial ».
La loi du 15 juillet 1889 sur le recrutement de l'armée accorde une année de service militaire actif au lieu de trois, au titre notamment de son article 23 concernant les dispenses universitaires. Cela s'applique aux étudiants en licence et aux élèves d'écoles nationales supérieures d'ingénieurs et des écoles supérieures de commerce reconnues par l’État. Selon les vœux exprimés par le conseil général du Nord en août 1888, les autorités régionales (députés et conseil général) effectuent des demandes afin que l'IDN soit comprise dans le paragraphe 2 de l'article 23,.
Les directeurs de l'IDN Alfred Soubeiran puis Henri Gruson, ainsi qu'Arthur Stoclet, Paul Parsy (1881), administrateur délégué de la société anonyme des ciments de Pernes et président de l'Association des anciens élèves, Léon Francq (1866) et le député Pierre Legrand rencontrent les ministres concernés entre 1888 et 1894. Malgré divers amendements à la loi soumis par des députés du Nord, les diplômés IDN ne jouissent pas automatiquement de la dispense de deux des trois années de service militaire accordée aux élèves de diverses écoles par l'article 23 de la loi du 15 juillet 1889 sur le recrutement de l'armée, et doivent faire état de l'obtention de certificats de licence à la faculté des sciences de Lille pour en bénéficier. À la suite du décret du 21 juillet 1897 qui autorise, à côté de la licence es-sciences, la création de diplômes d'université, « titres d'ordres exclusivement scientifiques » dont le cursus est notamment accessible aux non-bacheliers, « dans le contexte d'un débat controversé sur les sciences appliquées enseignées en facultés, le conseil de l'université de Lille institue en 1898 le diplôme de licencié mécanicien, qui exige trois certificats d'études supérieures : mécanique rationnelle, mécanique appliquée, physique industrielle ou physique générale », dont les enseignants sont ceux qui officient à l'IDN pour les élèves-ingénieurs, et le diplôme de licencié chimiste basé sur un certificat d'études supérieures en chimie appliquée dont le cours est assuré par Alphonse Buisine tant à la faculté qu'à l'IDN. Indépendamment de ce palliatif d'accumulation de certificats d'études supérieures, le directeur Henri Gruson constate en 1900 qu'une modification de la loi militaire pour obtenir une dispense semble difficile au moment où le service militaire de deux ans est en discussion au parlement.
La loi du 21 mars 1905 modifiant la loi du 15 juillet 1889 sur le recrutement de l'armée supprime le système de tirage au sort, impose un service personnel, égal et obligatoire de deux ans ; elle introduit la notion de sursis, nécessaire pour achever les études des élèves ingénieurs IDN dont l'âge moyen au diplôme passe progressivement de vingt-et-un à vingt-trois ans mi-XXe siècle.
Des modalités de révision de la loi des Trois ans du 7 août 1913, incluant des aménagements pour les ingénieurs, sont discutées en 1914.
Entre les deux guerres mondiales, la préparation militaire supérieure devient obligatoire (décret du 21 septembre 1923 ; article 34 de la loi du 31 mars 1923). L'instruction ministérielle du 19 mars 1934 dispense les ingénieurs IDN des épreuves écrites pour l'obtention du titre d'élève-officier de réserve.
La loi du 9 juillet 1970 supprime les sursis pour le service national d'un an qui sont néanmoins peu à peu rétablis. La loi du 8 juillet 1983 autorise les reports d'incorporation automatiques jusqu'à 22 ans et la possibilité de report jusqu'à la fin des études est généralisée.
Le décret du 21 décembre 1963 et loi du 9 juillet 1965 introduisent des formes de service national valorisant les ingénieurs diplômés : de nombreux ingénieurs IDN français font alors leur service national comme scientifiques du contingent ou comme volontaires pour l'aide technique et la coopération entre la France et des pays en développement.

## Enseignement et recherche

### Formation des ingénieurs
La formation des élèves-ingénieurs à l'IDN couvre toute la palette des sciences pour l’ingénieur en relation étroite avec les besoins des acteurs économiques.
Dès 1872, le cursus de formation couvre le génie civil et les constructions, la mécanique, la chimie industrielle et les machines à vapeur, l'industrie de transformation et la métallurgie, l'industrie manufacturière. En 1891, « cet établissement est destiné à former des ingénieurs civils. Il forme comme une espèce de faculté de sciences appliquées. Il est entretenu aux frais du conseil général du Nord et est dirigé par des ingénieurs des ponts et chaussées ou des mines. Il comprend des cours élémentaires de mathématiques et des cours spéciaux de mécanique appliquée, de machines à vapeur, de construction de machines, de filatures, tissage, métallurgie, sucrerie, distillerie, industrie chimique et teinture. ». S'y ajoutent des cours de langues (anglais et allemand), des cours d'économie, législation et « géographie industrielle », d'« hygiène industrielle » et sûreté de fonctionnement,.

#### Administration des entreprises
La formation des élèves ingénieurs comprend des cours d'économie industrielle et finance d'entreprise, droit commercial et législation du travail, hygiène industrielle, statistique industrielle et sûreté de fonctionnement.
L'enseignement de la langue anglaise est indiquée dans le programme de 1867, les langues anglaise et allemande sont citées en 1872. La palette de langues croit dans le dernier quart du XXe siècle.

#### Machines thermiques
L'enseignement de la construction de machines à vapeur à l'IDN est l'héritier de celui initié dès 1854 à l'École des arts industriels et des mines par le Pr Gabriel Alcippe Mahistre, dans les mêmes locaux de la rue du Lombard à Lille.
Un témoignage de l'expertise en conception de locomotives et machines à vapeur de force motrice pour l'industrie manufacturière et de la notoriété des ingénieurs IDN dans la conception de systèmes de régulation des machines à vapeur est donné par exemple dans un article du journal The New York Times dans son édition du 3 juillet 1880 consacré à la déclaration d'utilité publique de l'association des propriétaires d'appareils à vapeur du Nord (décret en date du 11 décembre 1879), créée par la Société industrielle du Nord de la France, et faisant référence à l'Institut industriel du Nord : ce sont des ingénieurs IDN qui assurent le fonctionnement de la puissante Association des propriétaires d'appareils à vapeur du Nord (Apave) chargée du contrôle de la sûreté de fonctionnement des machines sous la supervision de l'ancien directeur de l'IDN Albert Olry.
La Compagnie des chemins de fer du Nord, avec ses ateliers de construction de locomotives à Hellemmes-Lille et son dépôt d'entretien et de réparation du matériel roulant à Fives, faubourg industriel de Lille, voisin de la société de constructions mécaniques de Fives-Lille, réputée pour la fabrication de locomotives et de chaudières à vapeur, sont de gros employeurs de spécialistes des machines à vapeur.
La compétence reconnue des ingénieurs IDN en matière de machines à vapeur entraîna celle en matière de moteurs à explosion, illustrée précocement par Léon Cordonnier (1892), inventeur du moteur thermique Ixion, moteur à deux temps à distributeur rotatif.
Mise en valeur fin du XIXe siècle par les entreprises telles que la Compagnie continentale d'exploitation des locomotives sans foyer (dirigée par Léon Francq (1866)) à Paris, A. Blondel et Cie (dirigée par Achille Blondel (1882)) à La Madeleine-Lez-Lille qui est l'un des plus anciens et des principaux constructeurs de machines à vapeur de force motrice et de génératrices électriques pour l'industrie manufacturière du Nord de la France, la Société des moteurs Dujardin à Lille (dirigée par Paul Gaillet (1875)), les Ateliers de Jeumont, et les Ateliers de construction du Nord de la France (dirigés par Jean Faure (1891)) à Crespin et Blanc-Misseron, l'expertise enseignée à l'IDN sur les machines et turbines à vapeur, et plus généralement sur les turbomachines, se diffuse en particulier dans le domaine des chaudières de production électrique thermiques et électronucléaires durant la seconde moitié du XXe siècle, comme en témoignent le parcours de Jean Korner (1926), responsable de la construction de centrales thermiques puis directeur de la région d'équipement thermique IV (Nord) d'EDF dans les décennies 1950-1960, et celui d'Étienne Dutheil (1990), directeur adjoint de la production nucléaire puis directeur du programme Grand Carénage à EDF au début du XXIe siècle.

#### Électricité industrielle
Le journal mensuel britannique The Engineer publie un article sur l'École en 1867 et note que l'électricité fait partie de l'enseignement général de tronc commun dès la première année d'étude, dans ses aspects de bobinages et de machines électromagnétiques.
À partir de 1892 sont ajoutées à la formation des ingénieurs IDN l'électricité industrielle et les applications électrotechniques en une section de spécialisation permettant de former des ingénieurs-électriciens 1892 est aussi l'année de création de la Société lilloise d'éclairage électrique, issue de la Compagnie continentale du gaz, soit onze ans après l'Exposition internationale d'Électricité de 1881, neuf ans après l'Institut Montefiore (Université de Liège) et l'apparition des chaires d'électricité dans les Technische Hochschulen allemandes, deux ans après la première chaire d'électricité au Conservatoire national des Arts et Métiers de Paris attribuée à Marcel Deprez, deux ans avant la création de l'École supérieure d'électricité avec Paul Janet à Paris et douze ans avant la création par René Swyngedauw de l'Institut électrotechnique de Lille, scindé de l'Institut de physique de la faculté des sciences de Lille où les premiers cours d'électricité sont initiés par Bernard Brunhes.
L'Institut industriel du Nord est l'une des premières écoles d'ingénieurs françaises à posséder un laboratoire d'électrotechnique dès le XIXe siècle. « Grâce à M. Vel-Durant, préfet du Nord, et à M. Gruson, notre directeur, elle aura été la première en France (…) à décerner le diplôme d'ingénieur électricien » dès 1893. À l'exposition universelle de 1900, « de tous les instituts français d'électricité, il est le premier à disposer pour la formation des élèves d'un groupe électrogène actionné par turbine à vapeur ».
Au tournant du XXe siècle, les ingénieurs IDN contribuent en nombre à l'électrification de la France, tant dans les domaines de la construction de moteurs électriques, de turbines et centrales thermiques électriques, que par leur contribution à l'exploitation des nombreuses sociétés de production et de distribution électriques de France, parmi lesquelles les plus grandes sont Électricité et Gaz du Nord, la Société d’électricité de la région de Valenciennes et Anzin, la société Énergie électrique du Nord de la France avec l'ingénieur en chef Georges Rennesson (1902), la société d'éclairage chauffage et force motrice de Gennevilliers avec l'ingénieur en chef Joseph Arnaudeau (1914), l'union électrique rurale dirigée à Paris par Lucien Besnard (1908), qui seront toutes nationalisées pour former EDF en 1946.
En 1914, les cours théoriques correspondent à des certificats d'études supérieures professés par des enseignants de la faculté des sciences de Lille, les enseignements industriels et les travaux pratiques sont assurés principalement par des ingénieurs ; au début de la seconde année les élèves sont répartis en trois sections, : mécanique, chimie et électricité.
Le secteur d'activité de l'électrotechnique industrielle et ferroviaire, de la conception de moteurs électriques et d’alternateurs, de la production électrique et des réseaux de distribution électrique attire de nombreux ingénieurs dès le XIXe siècle, ce qui fait d'EDF le premier employeur d'ingénieurs IDN, lors de la nationalisation des compagnies de production d'électricité en 1946. L'enseignement en électrotechnique se développe pour s'étendre à l'électronique industrielle dans la seconde partie du XXe siècle.

#### Hydraulique et mécanique des fluides
Depuis le XIXe siècle, les cours couvrent l'hydrostatique, la dynamique des fluides, les turbulences et couches limites, la micro-fluidique ainsi que les turbines et la commande hydraulique.
Dans le domaine de la mécanique des fluides, notons les cours de Joseph Boussinesq, Joseph Kampé de Fériet, André Martinot Lagarde. Des ingénieurs IDN sont présents à l'institut de mécanique des fluides de Lille (ONERA Lille) : Jean Vagner (1930), chef de la soufflerie verticale ; Georges Rollin (1935), chef du poste météorologique ; André Fauquet (1934), chef du service des ateliers.

#### Mécanique des systèmes, industrie ferroviaire, automobile et aéronautique
Outre les cours de mathématiques et mécanique rationnelle assurés notamment par Adolphe Matrot, Joseph Boussinesq, Paul Guiraudet, Henri Padé, Albert Châtelet, Joseph Kampé de Fériet, les cours de mécanique appliquée et de conception de systèmes se développent à la fois dans les domaines de la construction de machines et systèmes avec applications dans l'industrie manufacturière et textile et dans le domaine des matériaux, la métallurgie et sidérurgie, la tribologie du freinage et des matériaux fragiles, selon les approches dominantes à chaque période du XIXe siècle et XXe siècle.
Les cours de chemins de fer mis en place à l'IDN par Adolphe Matrot, futur directeur de l'administration des chemins de fer de l'État, sont assurés par des métallurgistes et des ingénieurs de la traction à la Compagnie des chemins de fer du Nord, tandis que Édouard Agache, gendre de Frédéric Kuhlmann, est administrateur de la Compagnie des chemins de fer du Nord et membre du conseil d'administration de l'IDN. Parmi les enseignants présents dès 1872, notons que Victor Despret est ingénieur administrateur de la Compagnie du Chemin de fer de Lille à Valenciennes et de la Compagnie des Chemins de fer du Nord-Central, Gaston du Bousquet est ingénieur de la traction aux chemins de fer du Nord, Claude Keromnès est ingénieur du matériel et de la traction aux chemins de fer de Picardie puis ingénieur de l'atelier des machines aux chemins de fer du Nord ; Alfred-Aimé Flamant professe les constructions civiles et chemin de fer de 1872 à 1879 ; Arthur Stoclet enseigne un cours de mécanique appliquée, de chemin de fer et de constructions industrielles à partir de 1883 ; Hervé Le Goaster fait ensuite son cours de chemin de fer ; Cyrille Grimpret développe les enseignements appliqués à l'industrie ferroviaires de 1908 à 1928. De nombreux ingénieurs IDN participent à l'expansion de la Compagnie des chemins de fer du Nord et ses concurrentes, devenues SNCF en 1937 sous l'impulsion de Cyrille Grimpret, ancien directeur de l'IDN et premier président de la SNCF.
L'enseignement des applications automobiles, également dérivées des compétences métallurgiques et mécaniques développées à l'IDN, prend son essor dès 1894 avec les cours d'Albert Petot soutenus par l'industrie automobile lilloise (Peugeot-Lille, Compagnie lilloise de moteurs et Indenor pour les moteurs Diesel, puis ultérieurement Groupe PSA-Française de mécanique et Renault) et les ingénieurs IDN présents comme directeurs chez de nombreux constructeurs automobiles dans toute la France, notamment Citroën (Henri Godfroid (1905) cofondateur et directeur du laboratoire Citroën quai de Javel à Paris, Pierre Ingueneau (1925), directeur des fabrications Citroën) et Chenard et Walcker (Lucien Chenard (1920), Jean Donnay (1920)) et chez des équipementiers automobiles, tels que Ferodo (freins et embrayages Valeo dirigés par Jacques Vandier (1895)).
Dès 1930 en mécanique des fluides, hydrodynamique et aérodynamique, le Pr Joseph Kampé de Fériet « s'assure la collaboration de la société des aéroplanes Henry Potez (Société nationale des constructions aéronautiques du Nord) pour l'aéronautique et des établissements Neu pour la ventilation et le conditionnement d'air : cette idée de rapprochement avec le secteur industriel était alors une innovation d'avant-garde dans les milieux universitaires ». Les ingénieurs IDN contribuent au développement de l'industrie aéronautique mondiale, en France avec notamment Jean Hubert (1906) directeur technique de la Société des Avions Bernard (Matra), en Amérique du Nord avec Étienne Dormoy (1906) constructeur d'avions (SPAD, Buhl Aircraft Company, Convair), en Grande-Bretagne où Francis Kirk (1940) rejoint les Bedford Airfields dès 1940 et poursuit une carrière de motoriste aéronautique au Royal Aircraft Establishment, South Farnborough, et en Pologne avec Kazimierz Głębicki (1933) (PZL-Państwowe Zakłady Lotnicze et WSK-Wytwórnia Sprzętu Komunikacyjnego), ainsi que les ingénieurs IDN à l'Office national d'études et de recherches aérospatiales (ONERA), notamment à l'Institut de mécanique des fluides de Lille (ONERA Lille). Marcel Bloch, l'associé d'Henry Potez, effectue une conférence à l’amphithéâtre de l'Institut industriel le 23 octobre 1937.
Eugène Lefebvre (1898), pilote d'essais et pionnier de l'aviation, est le premier pilote au monde à mourir aux commandes d'un avion motorisé en 1909. Étienne Dormoy (1906) est le concepteur du Buhl Airster, premier avion à être certifié par l'aviation civile (US aircraft type certificate no 1) en mars 1927. L'Oiseau Canari, avion de la 1re traversée française de l'Atlantique Nord le 13 juin 1929, a été conçu par Jean Hubert (constructeur d'avions) (1906).
Dans la « liste des écoles techniques publiques ou reconnues par l'État délivrant le titre d'ingénieur, et des écoles techniques privées ayant effectué le dépôt des diplômes d'ingénieur conformément à l'article 11, loi du 10 juillet 1934 » publiée dans le JORF du 26 juillet 1936, « l'Institut industriel du Nord de la France, 17, rue Jeanne-d'Arc, à Lille » est l'une des « Écoles publiques délivrant un diplôme d'ingénieur reconnu, par l'État » et délivre le diplôme d'« Ingénieur civil (sections : mécanique, aéronautique, électricité, chimie) ».
Alors que les cours de dessin, levée de plan et de méthode industrielle (et d'organisation scientifique du travail, sous l'impulsion de Paul Béard (1912) apôtre du taylorisme en France) faisaient partie de la base du tronc commun de formation mécanique pour tous les élèves-ingénieurs de la première moitié du XXe siècle, la conception et la fabrication assistées par ordinateur, la gestion de production informatisée et l'avènement de l'usine numérique conduisent à l'autonomisation de l'option d'approfondissement en production industrielle en 1984.

#### Constructions, structures métalliques et béton armé, aménagement urbain
De 1872 à 1879, Alfred-Aimé Flamant est professeur d'architecture et de constructions civiles, tandis le Pr Joseph Boussinesq traite la dynamique des solides et des sols, alors en plein développement scientifique conduisant ultérieurement à la création de la société Solétanche par Henri Giron (1927) (devenue Soletanche Bachy). C'est aussi le cas des cours de l'IDN en dynamique des structures avec applications notamment aux structures métalliques et au béton armé : des sociétés importantes créées par des ingénieurs IDN tels que Georges Gaberel (1880), Paul Mottez (1904), Henri Rabot (1905) (société Rabot Dutilleul) diffusent le procédé Hennebique dans le nord de la France.
L'enseignement du génie civil, de la mécanique des sols et des sédiments, d'architecture et d'urbanisme, des bâtiments et travaux publics est séparé en deux options d'approfondissement autonomes, en aménagement urbanisme dès 1969, et en génie civil proprement dit à partir de 1970, soutenu notamment par Philippe Bonnave (1977), pdg de Bouygues Construction.
Formalisant un cursus initié un siècle plus tôt par Louis Barbotin (1870), ingénieur-architecte à Roubaix, un double-diplôme d'ingénieur-architecte est mis en place en 1989.

#### Métallurgie et matériaux
L'IDN forme des ingénieurs métallurgistes et chimistes, notamment dans le domaine des colorants pour applications textiles et en carbochimie soutenue par les sociétés houillères du nord de la France, ainsi que dans les domaines du forgeage et de la plasturgie. Ainsi, Jacques Vandier (1895) devient pionnier des résines phénoliques, précurseurs des plastiques, avec sa société La Plastose, qui en devient le premier fabricant français en 1919. Les fibres artificielles, dont la molécule de base est la cellulose, font leur apparition dès la fin du XIXe siècle. Paul Vanet (1904) adapte la cellophane pour produire des pellicules de films cinématographiques en 1920.
Dans le domaine de l'étude des matériaux, l'IDN dispose d'une forge héritée de l'École des arts industriels et des mines dans ses locaux rue du Lombard depuis 1860 ; de nouvelles forges et fours sont construits en 1875 dans les nouveaux bâtiments de l'École à l'angle entre la rue Jean-Bart et la rue de Bruxelles à Lille.
La métallurgie est enseignée par Évariste Ernotte de 1868 à 1890 comme professeur à l'École des arts industriels et des mines puis à l’IDN ; ses successeurs sont Clément Codron et Eugène Hermant. Plusieurs ingénieurs IDN, tels que Frédéric Chaplet (1879) et Alphonse Meslier (1900), ont contribué à l'essor des technologies des fours électrométallurgiques, des matériaux réfractaires et des textiles d'amiante pour des applications de calorifugeage. C'est dans le laboratoire de l'IDN et avec la participation des élèves-ingénieurs que Clément Codron réalise les essais métallurgiques et le choix des éprouvettes de matériaux pour la conception des poutres du Pont Alexandre-III de Paris en 1897 pour le compte du groupe industriel Fives-Lille. Pierre Anglès d'Auriac assure les cours de métallurgie de 1905 à 1912. Paul Pascal est professeur de métallurgie et sidérurgie à l'IDN de 1919 à 1927. L'IDN bénéficie de coopérations ultérieures et soutiens financiers de l'industrie sidérurgique (Usinor et Sollac), dans les domaines des aciers hautes performances, des procédés de galvanisation, des aciéries électriques, de l'automatisation des coulées continues et des laminoirs.
Jules Gosselet poursuit ses cours de minéralogie et géologie de l'École des arts industriels et des mines à l'IDN ; lui succèdent Alfred Giard et Paul Hallez pour la minéralogie, Évariste Ernotte puis Alfred Évrard et Ernest Cuvelette assurent l'enseignement de l'exploitation des mines. Après la Première Guerre mondiale et jusqu'au milieu du XXe siècle, les ingénieurs IDN contribuent à l'essor technologiques des systèmes de productions houillères, tant dans leurs aspects mécaniques, qu'hydrauliques et électriques, ainsi qu'en aval en carbochimie, notamment René Bedhome (1925) et Gérard Carnaille (1943) dans les filiales des Charbonnages de France (CdF-Chimie). Ultérieurement, la décroissance de l'industrie française du charbon est pilotée par des ingénieurs IDN, tels que Jack Verlaine (1950), directeur général des Houillères du bassin du Nord et du Pas-de-Calais.
Un nouveau four électrique de recherche métallurgique à hautes températures est utilisé dans les locaux de l'École à Villeneuve-d'Ascq à partir de 1970, complété en 1990 par un système d'imagerie en microscopie électronique pour l'étude de matériaux nouveaux, notamment d'aciers à haute performance.

#### Génie chimique, carbochimie, pétrochimie et agro-alimentaire
La chimie de synthèse est enseignée dans ses applications aux colorants, teintures et apprêts textiles, notamment par Charles Viollette puis Camille Matignon. Alfred Giard, pionnier promoteur de la théorie atomique nécessaire à une bonne compréhension de la chimie organique, enseigne à l'École de 1873 à 1882.
L'enseignement du génie chimique et des procédés de catalyse à l'Institut industriel du Nord est stimulé par les coopérations avec les industriels régionaux depuis le milieu du XIXe siècle, comme en témoignent les recherches en sciences appliquées des successeurs des Pr Frédéric Kuhlmann, Benjamin Corenwinder, Victor Meurein, Charles Viollette, Alphonse Buisine, actifs depuis 1824 dans les mêmes locaux et laboratoire utilisés pour les cours de l'IDN, rue du Lombard (Lille).
De 1872 à 1954, l'Institut industriel du Nord a été le principal institut français de formation d'ingénieurs de procédés chimiques, dans le domaine des installations de distillations et raffineries, appliquées à l'industrie sucrière, aux huiles pétroles lubrifiants et goudrons. Les ingénieurs IDN sont des acteurs de la carbochimie et de la pétrochimie.
Fin XIXe siècle et début XXe siècle, les ingénieurs IDN ont dirigé la construction et l'exploitation de la plupart des installations de raffineries pétrochimiques de France, pour des importateurs anglo-saxons en France puis à la Compagnie française du pétrole (CFP) et la Compagnie Française de Raffinage (CFR), ancêtres du groupe pétrolier français Total. La section de chimie de l'Institut industriel du Nord est l'une des dix formations d'ingénieurs chimistes françaises reconnues en 1929 dans le règlement intérieur du syndicat des ingénieurs chimistes affilié à la Société de chimie industrielle. Dans la seconde partie du XXe siècle, des ingénieurs IDN ont participé en nombre à l'essor de l'Institut français du Pétrole et à l'industrie para-pétrolière (Bouygues Offshore, Fives, Technip). Une collection de cours aux élèves-ingénieurs IDN a été éditée au XXe siècle par les éditions Technip, sous la direction éditoriale de Jean Groff (1914) puis ultérieurement de Pierre Borne (1968). 
En témoignent des parcours notables tels ceux de Gustave Flourens (1867), Gaston Dejonghe (1881), Louis Boyaval (1885) et Gaston Doyen (1906) dans les distilleries, Hector Franchomme (1879) dans le raffinage pétrolier, Georges Savourat (1886) et Étienne Lassailly (1921) dans les goudrons et enrobés routiers, Jean Guérin (1964), représentant adjoint du groupe Elf en Iran, directeur général d'Elf Aquitaine Égypte, directeur général d'Elf Petroland et directeur général d'Elf Congo ; Robert Castaigne (1968) membre du comité exécutif du pétrolier Total, Jacques Leost (1975) pdg de Bouygues Offshore.
Dans le domaine du traitement des eaux et de la dépollution, Paul Gaillet (1875) et Louis Huet (1874) sont connus pour le procédé Gaillet et Huet d'épuration des eaux et de production d'eau potable par colonne de décantation à la chaux et soude, et Émile Degrémont (1897) est le fondateur du groupe Degrémont dont la marque est connue mondialement pour la production d'eau potable. La formation IDN en génie des procédés a contribué à l'émergence des géants français du secteur de l'eau, de la gestion des effluents et de la biomasse fin du XXe siècle, tels que Veolia et Suez.
Leur position dominante en tant qu'ingénieurs ou entrepreneurs dans l'industrie sucrière du nord de la France a conduit l'expansion de l'activité des ingénieurs IDN dans le secteur des procédés agro-alimentaires, notamment confiserie-chocolaterie (Delespaul-Havez, La Pie qui Chante, Savy), fromagerie (Gervais, La vache qui rit) et conserverie (Saupiquet).

#### Systèmes manufacturiers, transport-logistique
Le programme d'admission à l'Institut Industriel du Nord en 1889 mentionne que « l'enseignement des arts textiles est extrêmement développé, puisqu'il comprend vingt leçons sur les matières textiles en deuxième année, et non moins de 140 leçons en dernière année. Ces leçons sont accompagnées d'exercices pratiques dans un atelier de plus de 200 mètres carrés de superficie, bien outillé et muni de métiers, presque tous d'origine anglaise, de variétés suffisantes pour initier les élèves à presque toutes les opérations ». Après la fin des cours de cardage, filature et tissage de Paul Goguel au sein de la section de filature et tissage en 1892, James Dantzer assure des cours d'industrie textile au élèves-ingénieurs de 1893 à 1912, tandis que Charles Viollette puis Camille Matignon professent la thermochimie, la teinture et les apprêts. Des cours de construction de machines pour l'industrie textile et travaux pratiques concernant la construction et programmation de machines mécanographiques, la production électromécanique et l'industrie manufacturière,, ainsi que des cours sur les colorants et la chimie du textile, sont conservés jusqu'au milieu du XXe siècle, respectivement inclus dans les options mécanique et chimie industrielle. Les contacts avec l'industrie textile font ensuite évoluer les enseignements vers les enjeux logistiques et informatiques de la grande distribution textile alimentaire ou spécialisée, suivant leur développement via la vente par correspondance, les plateformes logistiques des distributeurs et le commerce électronique ; ce qui conduit à la création de l'option transport-logistique à l'IDN en 1972, soutenue par des acteurs tels que La Redoute, Auchan, Decathlon.
En 1929, « les élèves ne se spécialisent véritablement qu'en troisième année, c'est-à-dire après avoir suivi en commun tous les cours fondamentaux dont l'ensemble constitue, à proprement parler, un enseignement polytechnique. » L'IDN assure une formation d'ingénieur généraliste polyvalent, sans spécialité dominante : à partir de 1921, l'option d'approfondissement est centrée sur la troisième année et n'est plus mentionnée sur les diplômes IDN délivrés à partir de 1932.
Suivant les traditions de relations avec l'industrie initiées par Frédéric Kuhlmann en 1823, puis par Louis Pasteur, Alcippe Mahistre, Claude-Auguste Lamy et Edmond Bernot, « les élèves de l’Institut industriel du Nord de la France sont conduits par leurs professeurs dans les filatures et usines de construction mécanique de la conurbation lilloise où ils examinent les applications récentes de l’électricité aux techniques de fabrication ». Les stages de vacances dans les milieux industriels sont introduits en 1937.
« La plupart des cours théoriques sont donnés à la faculté des sciences où les élèves sont immatriculés. Les élèves de l'Institut industriel suivent : en première année, les cours de mathématiques, physique et chimie du certificat M.P.C dont ils subissent les épreuves ; en deuxième année, les cours de mécanique rationnelle ainsi que ceux de thermodynamique et d'électricité théorique du certificat de physique générale ; en troisième année, le cours de mécanique générale. À la fin de leurs études à l'Institut, les élèves titulaires du baccalauréat de mathématiques obtiennent donc, pour ainsi dire automatiquement, le diplôme de licenciés ès-sciences s'ils ont subi avec succès les épreuves des certificats M.P.C. de mécanique rationnelle et de mécanique appliquées. Pour les cours techniques, les programmes ont été mis en harmonie avec les progrès les plus récents,. »
En 1945, les élèves de première année suivent « un complément de formation théorique en faculté (M.P.C.), une deuxième année commune, une troisième année répartie en trois options : électricité, chimie, mécanique. ».

#### Électronique, automatique et informatique
La décision d'ouvrir une quatrième option d'approfondissement de troisième année en électronique est prise en mars 1956, sur la base des cours d'électronique et de servo-mécanismes mis en place en octobre 1955. En 1957, l'automatique devient un des nouveaux domaines majeurs, dans ses aspects de commande électronique de systèmes asservis, de régulation et optimisation des processus. Le bulletin de liaison IDN industrie de 1962 précise que la formation en électronique basses fréquences et servomoteurs est associée au laboratoire d'automatique dirigé par le Pr Roger Dehors et François Lhote (1960), les asservissements pneumatiques et hydrauliques sont enseignés par le Pr André Martinot Lagarde, l'électrotechnique par le Pr Edmond Rouelle, l'électronique générale par le Pr André Lebrun. Des options de radioélectricité et électronique générale, électronique industrielle et automatique appliquée se développent.
Ainsi, la formation couvre l'ensemble des sciences de l'ingénieur, prenant en compte les aspects liés à la gestion économique et à l'environnement industriel, par un cursus comprenant deux années de tronc commun et une année d'option d'approfondissement, dont la diversité est augmentée en corrélation avec le développement des secteurs économiques. Vers 1966, les options de troisième année sont identifiées par des lettres : A1=Mécanique, aéronautique et mécanique des fluides, textile ; A2= Mathématiques appliquées ; B=chimie industrielle et génie chimique ; C=électrotechnique ; D1=électronique-radioélectricité ; D2 = Électronique-automatismes et servo-mécanismes.
Dans le domaine des mathématiques appliquées et du traitement de l'information, la mécanographie est enseignée après la Première Guerre mondiale, l'IDN possédant en propre une machine mécanographique pour des travaux pratiques sur cartes perforées dès 1929. Vers 1955, l'IDN s'équipe en calculateurs analogiques (tels que le calculateur analogique modulaire NADAC-20 construit par la Société d'électronique et d'automatisme (S.E.A.)) puis en systèmes numériques (Honeywell, Bull, Digital Equipment PDP-8 et Vax), tout en bénéficiant de temps de calcul sur les ordinateurs de la faculté des sciences (Bull Gamma ET en 1961, IBM 1620, Bull Gamma M40 en 1967, CII 10070 en 1970, Bull Mini 6 en 1975, et par la suite Bull DPS 8 et CDC Cyber) et de coopérations informatiques avec des entreprises utilisatrices pionnières telles que La Redoute, Fives-Lille et les Charbonnages de France. Ainsi, l'enseignement informatique est accentué en 1963 sous la forme d'une option de mathématiques appliquées à l'industrie, à l'économie et à la gestion, : Lille en devient un site pionnier en France, avec le soutien du laboratoire de calcul de la faculté des sciences de Lille et de l’Unité d’enseignement et de recherches (UER) d’informatique, électronique, électrotechnique et automatique. Pierre Pouzet enseigne l'analyse numérique non linéaire à l'IDN, Joseph Kampé de Fériet assure un cours de théorie de l'information. « Les IDN occupent une grande place dans le recrutement initial (du laboratoire de calcul de la faculté de sciences de Lille) : Bosmorin, Latapie, Saint-Hubert, Germain-Bonne mais seul Germain-Bonne restera à l'université après 1968. Beaucoup de membres du Labo participent à l'enseignement de l'IDN : les anciens IDN, soit, mais aussi des universitaires d'origine : Pouzet, Bacchus, Descarpentries, Guignard, Leguy, Sucher, Cordellier. Par ailleurs, si des universitaires sont appelés à enseigner à l'IDN, des enseignants de l'IDN sont invités à enseigner à l'université (Morel, Nanard). » Un article du Pr Pierre Bacchus mentionne en octobre 1969 « l'Institut industriel du Nord, où l'on trouve en première année un certain minimum d'enseignement de l'informatique offert à tous les élèves-ingénieurs, puis en seconde année, des cours facultatifs analogues à la faculté, et surtout en 3e année une option à temps complet en informatique, qui forme chaque année depuis 5 ans de vingt à trente ingénieurs-mathématiciens. La réunion chez ces ingénieurs de la formation générale de l'IDN et de la spécialisation informatique semble les faire apprécier tout particulièrement. ». À partir de 1979, l'enseignement d'informatique à l'IDN est principalement assurée par une équipe d'enseignants-chercheurs permanents sous la direction du Pr Jean-Claude Gentina (1968), puis du Pr Didier Corbeel. L'option informatique est scindée en 1981 en option informatique de gestion (informatique d'entreprise) et option informatique industrielle (robotique, micro-contrôleurs et automates, systèmes embarqués), auxquelles est ajoutée en 1989 une option d'approfondissement supplémentaire de génie informatique (génie logiciel).
La formation en automatique théorique et traitement du signal sous la direction du Pr Pierre Borne (1968) se développe tant dans ses applications de commande et régulation pour l'industrie de processus continus, du type des forges et aciéries du Nord devenues Usinor ou des Établissements Kuhlmann fusionnés dans Pechiney-Ugine-Kuhlmann, que pour les nombreux systèmes à événements discrets de type production manufacturière flexible automatisée modélisés notamment par réseau de Petri, systèmes mécatroniques par Bond graph pour plateformes pétrolières (Bouygues offshore) et usines automobiles (PSA Peugeot Citroën), automates programmables pour les fabricants d'automatismes (Télémécanique), supervision et apprentissage automatisé en robotique et productique, ainsi que les systèmes algorithmiques robustes à preuve formelle ou semi-formelle pour l'automatique ferroviaire et les applications de commande-contrôle de systèmes autonomes, et la modélisation de systèmes non-linéaires et à retards, mis en application dans les années 1980 à 2000.

#### Ondes, acoustique et télécommunications
Historiquement, à Lille, l'optique et la photographie sont enseignées depuis le début du XIXe siècle, notamment par Louis Désiré Blanquart-Evrard. Le programme des études de 1867 inclut à la fois l'optique générale et les appareillages et procédés de photographie.
Les cours de radio-électricité et de propagation des ondes prennent leur essor en 1923 lorsque le Pr René Paillot, sous-directeur de l'IDN, devient titulaire de la chaire de physique expérimentale et radiotélégraphie à la faculté de sciences. C'est à cette époque que se développe le constructeur lillois de radio T.S.F. Desmet, dirigé par Maurice Desmet (1909) et Marcel Desmet (1911), qui deviendra pionnier de la télévision de 1950 à 1975. Le Pr Marcel Cau assure ensuite lesdits cours dans les années 1930-1940. Les enseignements en radiopropagation et hyperfréquences, électronique analogique et numérique, se développeront à partir de 1959 avec le Pr Robert Gabillard, tandis que l'enseignement de la physique des vibrations et ondes acoustiques est assurée en 1963 par le Pr Michel Moriamez, « directeur de laboratoire de recherches sur les ultrasons et les hypersons » et qui devient directeur de l'IDN de 1978 à 1982, est poursuivi par le Pr Bernard Delannoy et ultérieurement par le Pr Philippe Pernod (1986). Ces cours sont intégrés en une option ondes, micro-électronique et télécommunications à partir de 1994.
L'année précédant le transfert sur le campus universitaire (1967), les options remaniées sont génie mécanique, génie chimique, électrotechnique, électronique automatique, informatique. « Pour tenir compte de l'accroissement des effectifs et de la nécessité de limiter le nombre d'élèves de chaque option », un redécoupage des options est effectué et d'autres options d'approfondissement sont établies successivement : aménagement urbanisme (1969), génie civil (1970), transport-logistique (1972), informatique industrielle (1981), production industrielle (1984), génie informatique (1989), ondes, micro-électronique et télécommunications (1994), pour accroître la pluridisciplinarité et l'adaptation de la formation des élèves-ingénieurs aux évolutions technico-économiques.
À la fin du XXe siècle, les douze options sont génie civil, génie mécanique, génie des procédés chimiques et agro-alimentaires, électronique industrielle, automatique, informatique de gestion, informatique industrielle, aménagement, transport-logistique, production industrielle, génie informatique, ondes micro-électronique et télécommunications.

### Coopérations universitaires et internationales
La possibilité pour les élèves-ingénieurs de suivre une année de spécialisation post-diplôme d'ingénieur ou d'obtenir un double-diplôme de spécialité en troisième année en suivant des cours communs avec la faculté des sciences de Lille existe structurellement depuis l'origine de l'École au XIXe siècle où les professeurs de la faculté des sciences contribuent à l'enseignement à l'École.

Dans son étude sur « l'enseignement supérieur des sciences » dans le cadre d'une série de conférences en 1904, Paul Appell, doyen de la Faculté des sciences de Paris, utilise l'Institut industriel du Nord comme son premier exemple d'institut technique conforme à l'organisation-type qu'il promeut. 

« Il est indispensable d'établir le plus de points de contacts possibles entre l'enseignement supérieur et les écoles techniques […] Il est parfaitement admissible, et le fait existe déjà, que les universités organisent à côté d'elles, avec leurs ressources, des instituts techniques, mais ces instituts techniques doivent […] donner un enseignement professionnel à des étudiants qui suivent ou ont suivi l'enseignement général de la Faculté des sciences. Voici des indications sommaires sur quelques organisations-types qui existent actuellement dans cet ordre d'idées. À Lille, les rapports les plus étroits ont été établis entre l'Institut industriel du Nord de la France et la Faculté des sciences. […] Tout d'abord, il y a entre l'Institut et la Faculté une sorte d'union personnelle, en ce sens que les cours théoriques y sont donnés par des membres de la Faculté (en) mathématiques spéciales, analyse, mécanique, physique, électricité, (et ils) donnent des conférences et des interrogations. […] Les meilleurs élèves de l'Institut prennent […] des certificats de mathématiques générale, mécanique rationnelle, mécanique appliquée, de physique industrielle, de chimie générale, de chimie industrielle. »

— Paul Appell, 1904
Cette possibilité est renforcée en 1929 et 1932 : ce sont d'abord des certificats d'études supérieures et la licence ès-sciences, accessibles aux élèves-ingénieurs de troisième année à partir de 1929. Cela permet aux élèves titulaires du baccalauréat d'acquérir simultanément, en trois ans, le diplôme d'ingénieur IDN et la licence ès-sciences.
Notamment, la décision ministérielle de création de l'Institut de mécanique des fluides de Lille en 1930 permet aux élèves-ingénieurs de troisième année d'option mécanique de préparer un double diplôme sous la forme d'un certificat de licence en mécanique des fluides et aérodynamique. La faculté des sciences de Lille ouvre un Institut de chimie théorique et appliquée en 1894 avec des professeurs de la chaire de chimie, tels qu'Alphonse Buisine qui assure par ailleurs des cours de chimie industrielle à l'IDN ; les cours à l'IDN sont alors recentrés sur les procédés et la catalyse ; les successeurs de Buisine sont Paul Pascal puis Georges Chaudron ; ce n'est néanmoins qu'en 1963 que l'option est officiellement dénommée génie chimique, sous l'impulsion de Pierre Bonneman. À partir de 1938, les travaux pratiques de M.P.C., mécanique rationnelle et mécanique appliquée deviennent communs aux élèves-ingénieurs de l'IDN et aux étudiants de la faculté des sciences et ont lieu dans les laboratoires de l'IDN. Vers 1956 à la faculté des sciences de Lille, « les certificats de licence (électrotechnique, électronique industrielle) ne fonctionnaient que grâce à l'apport des élèves de l'IDN qui venaient suivre les cours » du professeur Robert Liébaert, associés à leur option de troisième année. Un certificat de licence en automatique appliquée est créé par la faculté en 1956 ; « L’IDN, qui crée simultanément des options « électronique » et « servomécanismes » en 3e année, envoie ses élèves-ingénieurs suivre ces cours, et fait bénéficier en retour (…) la faculté (…) de ses appareils et de ses locaux. »
Après 1964 apparaissent de multiples diplômes d'études approfondies cohabilités par l'IDN et l'université, soutenus par des laboratoires de recherche communs. Ces diplômes d'études approfondies (DEA) deviendront ultérieurement les Masters Recherche de l'École centrale de Lille.
Des accords avec d'autres instituts et écoles supérieures françaises sont aussi établis pour accéder à leurs spécialités. Avant la seconde guerre mondiale, « les ingénieurs IDN qui désirent se spécialiser ont la faculté de faire une quatrième année d'études, soit à l'École supérieure d'électricité de Paris, où ils sont admis sans concours, soit dans l'un des instituts spécialisés de la faculté des sciences de Lille (mécanique des fluides, électrotechnique, chimie appliquée, radiotechnique). » Des programmes de troisième année validée dans des universités européennes, à l'École nationale supérieure du pétrole et des moteurs à partir de 1962, à l'École centrale Paris à partir de 1985, et de poursuite d'études dans des universités européennes et nord-américaines se développent essentiellement dans le dernier quart du XXe siècle. L'accueil d'élèves ingénieurs en mobilité internationale se développe symétriquement, suivant une tradition initiée dès le XIXe siècle.
L'IDN bénéficie de programmes de recherche pan-européens, tels que le programme ESPRIT de soutien de la Communauté économique européenne à la filière électronique et informatique (1983) et le programme Erasmus d'échanges d'étudiants.
L'IDN établit un réseau d'universités technologiques partenaires pour la recherche et la mobilité étudiante en Europe, notamment avec l'Université technique de Munich en génie électrique, l'Université de Manchester (UMIST) en automatique et informatique, l'Université Brunel en mécanique, production manufacturière et génie civil, la Faculté polytechnique de Mons en architecture, l'Université polytechnique de Catalogne à Barcelone et le Centro Politécnico Superior de Saragosse en informatique industrielle, l'Université polytechnique de Madrid et l'Université technique d'État de Moscou-Bauman, qui seront intégrées dans le réseau TIME en 1994. En 1990, l'IDN est à l'initiative du réseau de mobilité universitaire transatlantique IMCC-USA, basé sur une décennie de relations avec l'Université du Texas à Austin et l'Université de Virginie à Charlottesville.

### Recherche
L'application des sciences à l'industrie s'est développée précocement à Lille dès le début du XIXe siècle, notamment avec Frédéric Kuhlmann puis avec Louis Pasteur, qui font bénéficier leurs auditeurs des résultats concrets de leurs recherches. L’idée que la recherche nourrisse le développement industriel régional remonte en fait à 1817 et 1823 à Lille, au travers des chaires municipales de physique appliquée et de chimie appliquée aux arts industriels d'où est issue l'École des arts industriels et des mines en 1854.
Clément Codron met en place à l'Institut industriel du Nord en 1894 le premier laboratoire d'essais de France, à l'instar des universités de recherche technique allemandes et américaines. Au début du XXe siècle, certains professeurs, tels que Clément Codron et René Paillot, associent les élèves-ingénieurs à des expérimentations menées pour des industriels dans le laboratoire d'essais de l'IDN. Les élèves-ingénieurs sont sensibilisés à l'état de l'art de l'industrie, comme en témoigne le journal des élèves-ingénieurs qui rend compte des innovations des sciences pour l'ingénieur dès 1894.
« C'est à la fin du XIXe siècle, plus ou moins en correspondance avec la seconde industrialisation, que se créent des écoles d'ingénieurs d'un type nouveau dont la fonction devrait être — en principe — de faire pénétrer la science dans l'industrie. En réalité, si les industriels ont besoin de spécialistes dans les branches nouvelles comme l'électrotechnique ou l'électrochimie, l'aérotechnique ou la radioélectricité, ils vont essentiellement les utiliser comme des hommes de la technique, chargés de mettre en œuvre ou d'accompagner la production et non comme des chercheurs ou à tout le moins des innovateurs permanents. » À l'exception de Clément Codron, les activités de recherche industrielle menées par les professeurs dans les laboratoires de l'IDN n'imprègnent donc guère la pédagogie des expérimentations effectuées par les élèves-ingénieurs, tout au moins jusqu'au premier tiers du XXe siècle. Mis à part quelques personnalités telles que Louis Delemar (1909), docteur de l'université de Lille et directeur de la raffinerie de la Mailleraye,, les premiers ingénieurs-docteurs issus de l'IDN et les premiers ingénieurs IDN qui poursuivent une thèse de doctorat ès-sciences datent des années 1930, tels que Sigfried Krauthamer (1929) en instrumentation médicale, Antoine Bonte (1932) en hydrogéologie, Jean Vanier (1930) en mécanique des fluides, Jean Demontis (1931), Jean Sauvegrain (1932) et André Fauquet (1934) en mécanique aéronautique.
Robert Mazet met en place à partir de 1931 le laboratoire de mécanique expérimentale, le premier laboratoire de ce type en France, qui « a pour but d'initier les étudiants au sens expérimental de la mécanique en les exerçant à mettre en équations des problèmes concrets de mouvement ou d'équilibre et à conforter avec l'expérience les schémas théoriques adoptés ». Il y développe l'hydrodynamique et la mécanique des solides parfaits en contact avec frottement.
La période qui débute en 1972 marque un changement d’échelle quantitatif en termes de moyens matériels et de personnels permanents affectés à l'IDN, tandis que l'État impulse des recherches universitaires et des plans industriels et d'aménagement régional depuis 1957 et que le CNRS organise la recherche scientifique dans le domaine des sciences pour l’ingénieur entre 1973 et 1975. Répondant au besoin croissant d'ingénieurs d'études et de recherche pour une industrie moins dépendante de licences technologiques d'innovations importées, une formation par la recherche émerge progressivement dans le dernier quart du XXe siècle. L'insertion de la recherche dans le cursus des élèves-ingénieurs apparait notamment en électrotechnique et en automatique à partir de 1957. Des options de troisième année des élèves-ingénieurs sont adossées à des diplômes d'études approfondies cohabilités avec l'université de Lille. Un groupement d'études, de recherches et de formation GERFIDN est alors créé comme structure de valorisation de la recherche des laboratoires de l'École. Les premiers docteurs-ingénieurs sont issus de l'École dès avant 1970, ; durant la décennie suivante, des conventions industrielles de formation par la recherche (CIFRE) sont mis en œuvre, initialement avec Usinor-Sollac, CdF-Chimie, Fives-Lille, Alstom, Peugeot Citroën, Française de mécanique, EdF, Télémécanique, Bull.
Le 25 avril 1983, c'est sur un terrain de rugby devant l'IDN que le président François Mitterrand atterrit en hélicoptère pour inaugurer la première ligne de métro automatique du monde (VAL), résultat des recherches lilloises en automatique ferroviaire mises en œuvre par la société Matra Transport sous la direction de Daniel Bourasseau (1964).
Les laboratoires et instituts de l'École centrale de Lille sont les héritiers de l'Institut industriel du Nord :
- le laboratoire d'automatique et d'informatique industrielle de Lille (LAII - UA CNRS 370 puis LAIL - URA CNRS 1440), créé en 1982 à partir du laboratoire de systématique fondé en 1974 par François Laurent (1965) au sein de l'Institut industriel du Nord, est devenu le laboratoire d'automatique, génie informatique et signal (LAGIS-CRIStAL Centre de Recherche en Informatique, Signal et Automatique de Lille) ;
- le laboratoire d'essais de l'Institut industriel du Nord établi en 1894 et issus des recherches initiées dès 1872, transformé en laboratoire de mécanique expérimentale en 1931, est scindé en laboratoire de mécanique et matériaux[135], laboratoire de mécanique des matériaux fragiles[E 56], laboratoire de mécanique des fluides[E 57] et laboratoire de mécanique des sols et des structures[E 58], rassemblés dans le laboratoire de mécanique de Lille (LML) (URA CNRS 1441) ;
- la coopération initiée en 1934 entre l'Institut de mécanique des fluides de Lille et l'Institut industriel du Nord se poursuit aujourd'hui entre le laboratoire de mécanique de Lille (LML), l'ONERA Lille et le centre de Lille de l'Institut national de recherche sur les transports et leur sécurité (INRETS-IFSTTAR) ;
- le laboratoire d'électricité industrielle créé en 1892 au sein de l'Institut industriel du Nord, renommé laboratoire d'électronique industrielle et électrotechnique, a fédéré les efforts de recherches lilloises et est devenu le laboratoire d'électrotechnique et d'électronique de puissance de Lille (LEEP puis L2EP) ;
- l'Institut des molécules et de la matière condensée de Lille incarne la coopération entre l'Institut industriel du Nord et l'Institut chimique de Lille initiée fin du XIXe siècle, poursuivie au XXe siècle notamment au travers du Laboratoire de génie chimique et automatique (LGCA) à partir de 1975 qui dispose en 1977 d'un « Hall de Génie Chimique : une structure rarissime en France, composée de nombreuses installations semi-industrielles dédiées à l'enseignement[E 59] » dans les locaux de l'École, puis du laboratoire de catalyse de Lille - Unité de catalyse et de chimie du solide (UCCS) (UPRESA 8010 CNRS) ;
- l'Institut d'électronique de microélectronique et de nanotechnologie (IEMN) a absorbé en 1992 le laboratoire de physique des vibrations et d'acoustique de l'IDN, dont les recherches initiées à l'université de Lille en 1963 sont introduites à l'IDN en 1978 par Michel Moriamez, rattaché au laboratoire d'opto-acousto-électronique de Valenciennes (LPVA - UA CNRS 832) ;
- l'Institut de génie informatique et industriel (IG2I) a été développé en 1992 à partir des équipes pédagogiques d'informatique et de recherche de l'Institut industriel du Nord actives depuis 1957 ;
- l'Institut technologique européen d'entrepreneuriat et de management (ITEEM) fondé en 2003 reprend des actifs de l'institut industriel du Nord ; l'équipe de recherche associée est aujourd'hui connue comme laboratoire de modélisation et de management des organisations (LM2O) ;
- le laboratoire d'aménagement régional et urbain (LARU)[E 60] créé en 1964 au sein de l'Institut industriel du Nord a été absorbé vers 1994 par le Centre lillois d’études et de recherches sociologiques et économiques (CLERSE) de l'université de Lille.

## Vie étudiante

### Vie associative
De 1875 à 1968, la vie étudiante des élèves-ingénieurs est mêlée à celle du quartier universitaire autour de la rue Jeanne d'Arc et la rue de Valmy dans Lille. Des fêtes ont lieu le jour de la Saint-Éloi (1er décembre). Les élèves-ingénieurs IDN se distinguent par leurs propres clubs et un local associatif dans la rue Jean Bart, mais participent aussi aux activités de l'association générale des étudiants lillois et font partie des sportifs fondateurs du Lille Université Club en 1921.
À partir de 1968, c'est la vie associative dans le campus de la Cité scientifique, notamment dans le couloir des associations au rez-de-chaussée de la tour IDN et dans la résidence Camus. Vers 1991, une soixantaine d'associations et de clubs sportifs, humanitaires et culturels ponctuent la vie associative, coordonnés par le bureau des élèves et le bureau des sports. Parmi les associations phares de l'IDN, Lille aux échecs assure depuis 1987 un festival sur les jeux de réflexions en plein cœur de Lille ; les montgolfiades sont une compétition aérostatique organisée annuellement par les élèves ingénieurs de 1988 à 2013 et réunit une vingtaine de montgolfières parrainées par des entreprises.

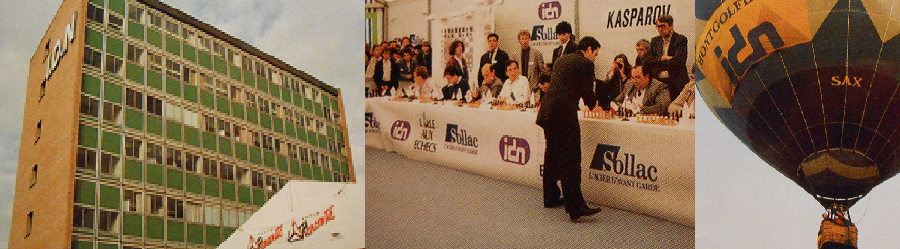
Associations des élèves-ingénieurs IDN : Forum rencontre entreprises, Lille aux échecs, Montgolfiades.

La publication d'un journal édité par les élèves-ingénieurs est attestée dès 1894. Il est d'abord nommé « L'Élève-ingénieur. Journal hebdomadaire des élèves de l'Institut industriel du Nord de la France (IDN) » ; sa dénomination évolue vers « Fourre-tout IDN », abrégé FT ou FTi, pendant la seconde moitié du XXe siècle. Outre des articles représentatifs du quotidien des élèves-ingénieurs, des articles de personnalités notables y sont publiés, telles que l'architecte Le Corbusier en 1959. Sollicité par le rédac'chef Antoine Blavignac (promotion 1960, futur directeur des ressources humaines du groupe textile DMC puis de la chaîne des Hôtels Méridien), Le Corbusier prépare un article pour la revue des élèves-ingénieurs en février 1959, accompagné d'une lettre célèbre qui débute par la phrase d'anthologie : « la revue de votre association est bien intéressante parce qu'elle est polycopiée, échappant ainsi aux méfaits du faste. » L'un des rédacteurs en 1978 est le futur cinéaste Cyril Collard.

### Relation entreprises et débouchés
L'association des anciens élèves met en contact les nouvelles promotions d'ingénieurs avec leurs ainés formés à l'École depuis 1854.
À partir de 1874, les élèves-ingénieurs sont en contact avec les entreprises, par l'intermédiaire de la Société industrielle du Nord de la France qui accorde des médailles et des prix aux élèves-ingénieurs. Entre les années 1930 et 1980, une journée de recrutement est organisée dans les locaux de la chambre de commerce de Lille. Depuis 1980, les élèves-ingénieurs prennent eux-mêmes la charge d'organiser un forum d'entreprises dans les locaux de l'École : le « forum rencontre » rassemble chaque année en octobre une centaine d'entreprises et professionnels du recrutement. Le cursus de formation des élèves-ingénieurs inclut des périodes de stages en entreprises depuis 1937. En outre, des sociétés assurent un soutien financier à certaines activités associatives organisées par les élèves-ingénieurs. La junior entreprise, IDN projets, est créée en 1973 et permet accessoirement aux élèves-ingénieurs de réaliser des projets rémunérés.
L'annuaire 1892 de l'Association des ingénieurs IDN donne une classification de 397 ingénieurs IDN par familles de professions, vingt ans après la réforme des études de 1872 : on y compte notamment 105 ingénieurs civils ; 15 constructeurs de machines ; 22 ingénieurs dans le secteur du bâtiment et structures métalliques ; 22 ingénieurs dans le secteur des chemins de fer ; 7 ingénieurs dans le secteur des télégraphes téléphones et services électriques ; 25 propriétaires ou directeurs de filatures et tissages ; 4 directeurs de mines de houille et 11 ingénieurs ; 6 propriétaires de fonderies et 5 ingénieurs de forges et acier ; 36 ingénieurs chimistes, 10 propriétaires ou directeurs de distilleries, 10 propriétaires de brasseries, 7 fabricants de sucre et 26 directeurs de sucreries ; 10 directeurs d'usines à gaz.
En 1913, l'année précédant le début de la Première Guerre mondiale, les trois plus gros employeurs d'ingénieurs IDN sont la Compagnie des chemins de fer du Nord, l'Association des propriétaires d'appareils à vapeur du Nord (Apave) et Fives-Lille.
Juste avant la Grande Dépression, l'annuaire 1929 de l'Association des ingénieurs IDN répartit ses quatorze cents membres dans des classes de professions dont les plus représentées sont les suivantes : administrateurs de sociétés (5) ; Association des propriétaires d'appareils à vapeur (15) ; automobiles (25) ; béton armé (9) ; brasserie-malterie (10) ; carbonisation (16) ; céramiques (13) ; chaudronnerie (29) ; chauffage ventilation humidification (32) ; chemin de fer (54) ; ciments et chaux hydrauliques (14) ; construction mécanique (46) ; construction métallique (18) ; construction électrique (10) ; distribution d'électricité (37) ; électricité (69) ; ingénieurs électriciens (83) ; énergie électrique (22) ; fonderie (23) ; ingénieurs chimistes (44) ; industrie de produits chimiques (42) ; distilleries (10) ; ingénieurs civils (150) ; ingénieurs conseils experts (51) ; matières plastiques (3) ; métallurgie (33) ; mines et carrières (24) ; moteurs thermiques (14) ; pétrole-essences (5) ; sucreries-raffineries (26) ; filature (44) ; peignage (8) ; tissage (13) ; teinture et apprêts (14) ; téléphonie et T.S.F. (11) ; tramways (11) ; travaux publics (26).
L'annuaire 1938 donne un dénombrement par secteurs professionnels des membres de l'association des ingénieurs IDN dont les plus représentés sont les suivants, avant l'éclatement de la Seconde Guerre mondiale : aciéries (5) ; administrateurs de sociétés (27) ; agriculture horticulture (10) ; appareillages électriques (26) ; association des propriétaires d'appareils à vapeur (12) ; assurances (10) ; automobiles (40) ; bactériologie (11) ; béton armé (17) ; blanchiment teinture (21) ; câbles et tréfilerie (11) ; carbonisation (26) ; céramique poterie faïencerie (16) ; charbons (10) ; charpentes métalliques (15) ; chaudronnerie (27); chauffage ventilation humidification échangeurs de chaleur (48) ; chemins de fer (68) ; ciments et chaux hydraulique (17) ; constructions électriques (38) ; constructions industrielles (16) ; constructions mécaniques (51) ; constructions métalliques (23) ; corderie (5) ; découpage, estampage, matriçage, emboutissage (10) ; distillerie et matériel pour distillerie (23) ; distribution d'électricité (52) ; électricité (117) ; énergie électrique (42) ; enseignement (13) ; entrepreneurs (10) ; ferronnerie (15) ; filature (39) ; fonderie (23) ; forges (19) ; gaz (usines) (22) ; huiles et graisses (fabrication et vente) (17) ; industrie et produits chimiques (51) ; ingénieurs-chimistes (59) ; ingénieurs civils (122) ; ingénieurs conseils experts (73) ; ingénieurs-électriciens (112) ; ingénieurs-mécaniciens (25) ; ingénieurs-représentants (41) ; installations sanitaires plomberie (11) ; laboratoires d'analyses (17) ; machines textiles (23) ; matériel de chemins de fer (10) ; matériel de mines (10) ; matériel divers (10) ; mécanique générale et de précision (10) ; métallurgie (48) ; mines et carrières (38) ; moteurs électriques (18) ; moteurs thermiques (11) ; pétroles essences (28) ; pompes (12) ; sucreries raffineries (36) ; teintures apprêts (21) ; téléphonie et T.S.F. (19) ; tissage (22) ; tramways (16) ; travaux publics (40).
Les Trente Glorieuses voient l'essor de la grande industrie à forte intensité capitalistique et la croissance des équipes d'ingénieurs dans les entreprises industrielles nationales, après les concentrations forcées (1936) et nationalisation (1946) dans le secteur automobile, les nationalisations dans les secteurs aéronautique (1936) et ferroviaire (1937), dans les secteurs miniers (1944) et de production d'énergie électrique (1946), les fusions successives (1948) et nationalisation (1981) dans l'industrie sidérurgique, la consolidation progressive de l'industrie chimique, de l'industrie de construction électrique et des télécommunications, ainsi que la concentration des sièges sociaux à Paris.
L'annuaire 1955 de l'Association des ingénieurs IDN identifie les plus gros employeurs d'ingénieurs IDN : Houillères du bassin du Nord et du Pas-de-Calais (77) ; Électricité de France (67) ; Société nationale des chemins de fer français (44) ; Établissements Neu, (23) ; Forges et ateliers de constructions électriques de Jeumont (16) ; Établissements Kuhlmann (14) ; Usinor (12) ; Apave (10) ; Fives - Lille (9).
L'annuaire 1975 de l'Association des ingénieurs IDN indique que Électricité de France est le plus gros employeur d'ingénieurs IDN et la présence d'ingénieurs IDN est majoritairement dans des grandes entreprises.
Une enquête de la FASFID datée de 1987 indique :
- pour les ingénieurs IDN de la promotion 1957 (après 30 ans de carrière) une proportion de 6,7 % de directeur-généraux, de 30 % de directeurs, 13 % de secrétaires-généraux et de 26 % de chefs de services ;
- pour les ingénieurs IDN de la promotion 1967 (après 20 ans de carrière) une proportion de 2,2 % de pdg, 2,2 % de directeurs-généraux, 45,7 % de directeurs, 4,3 % de secrétaires-généraux, 32,6 % de chefs de services ;
- pour les ingénieurs IDN de la promotion 1977 (après 10 ans de carrière) une proportion de 2,4 % de directeurs-généraux, 7,3 % de directeurs, 28 % de chefs de services.

En 1995, les plus gros employeurs d'ingénieurs IDN sont EDF, PSA Peugeot Citroën, Renault, Total, SNCF, Société générale.
En 2015, les entreprises notées pour leurs grands contingents d'ingénieurs sont Accenture, Airbus, Alstom, ArcelorMittal, BNP Paribas, Dassault Aviation, EDF, Enedis (ERDF) et RTE, Engie (GDF-Suez), IBM, PSA Peugeot Citroën, Renault, Safran, SNCF, Société générale, Thales, Total, Valeo.

### Chant de l'Institut industriel du Nord

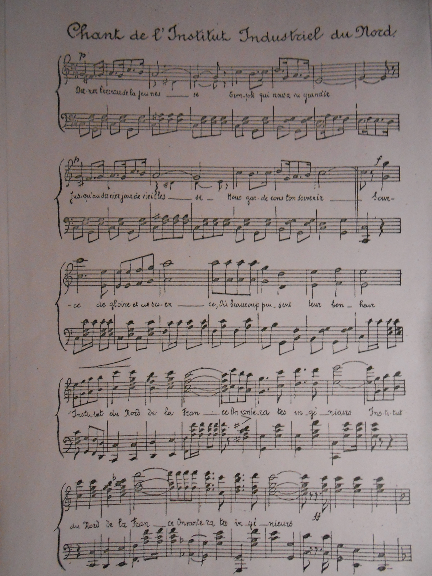
Chant de l'Institut industriel du Nord

Le chant de l'Institut industriel du Nord, incluant musique et paroles connues depuis la fin du XIXe siècle, est enregistré sur disque vinyle vers 1953.
Dernier berceau de la jeunesse, temple qui nous a vu grandir,

Jusqu'au dernier jour de vieillesse, nous garderons ton souvenir,

Source de gloire et de science, où beaucoup puisent leur bonheur,

Institut du Nord de la France, on vantera tes ingénieurs (bis).

Quand viendra l'hiver de la vie, nous nous souviendrons du printemps,

L'élec, la méca, la chimie, prendront à leur tour nos enfants,

Ils chériront notre mémoire, et nous chanterons tous en chœur :

Vive l'Institut, vive sa gloire, et vivent tous ses ingénieurs (bis).

Que les promotions chaque année, des traditions suivant la loi,

s'unissent avec leurs ainés pour célébrer la Saint Éloi.

Amis, que rien ne nous divise, labeur, progrès, fraternité,

telle sera notre devise, nous lui jurons fidélité (bis).

## Personnalités liées à l'Institut industriel du Nord

### Professeurs
Certains enseignants-chercheurs ont eu un rôle marquant dans le développement de l'École aux XIXe et XXe siècles.

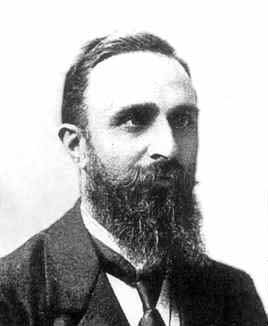
Henri Padé
mathématicien à l'IDN de 1897 à 1902.

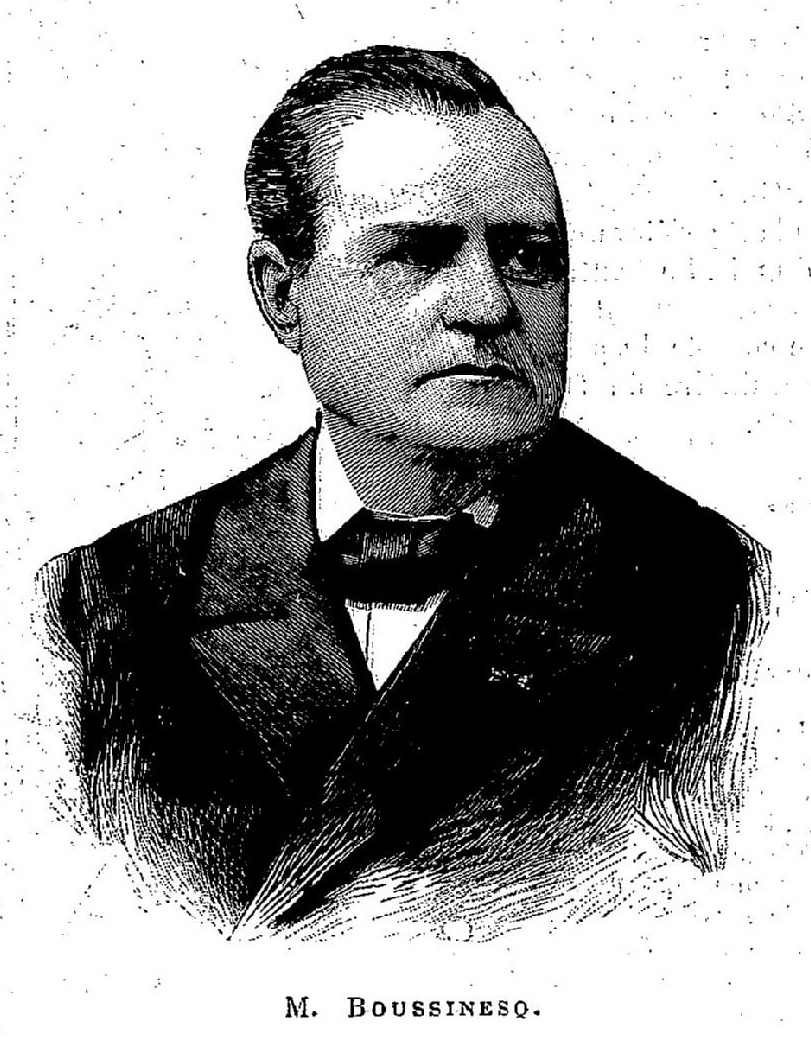
Joseph Boussinesq, professeur à l'IDN de 1872 à 1886.

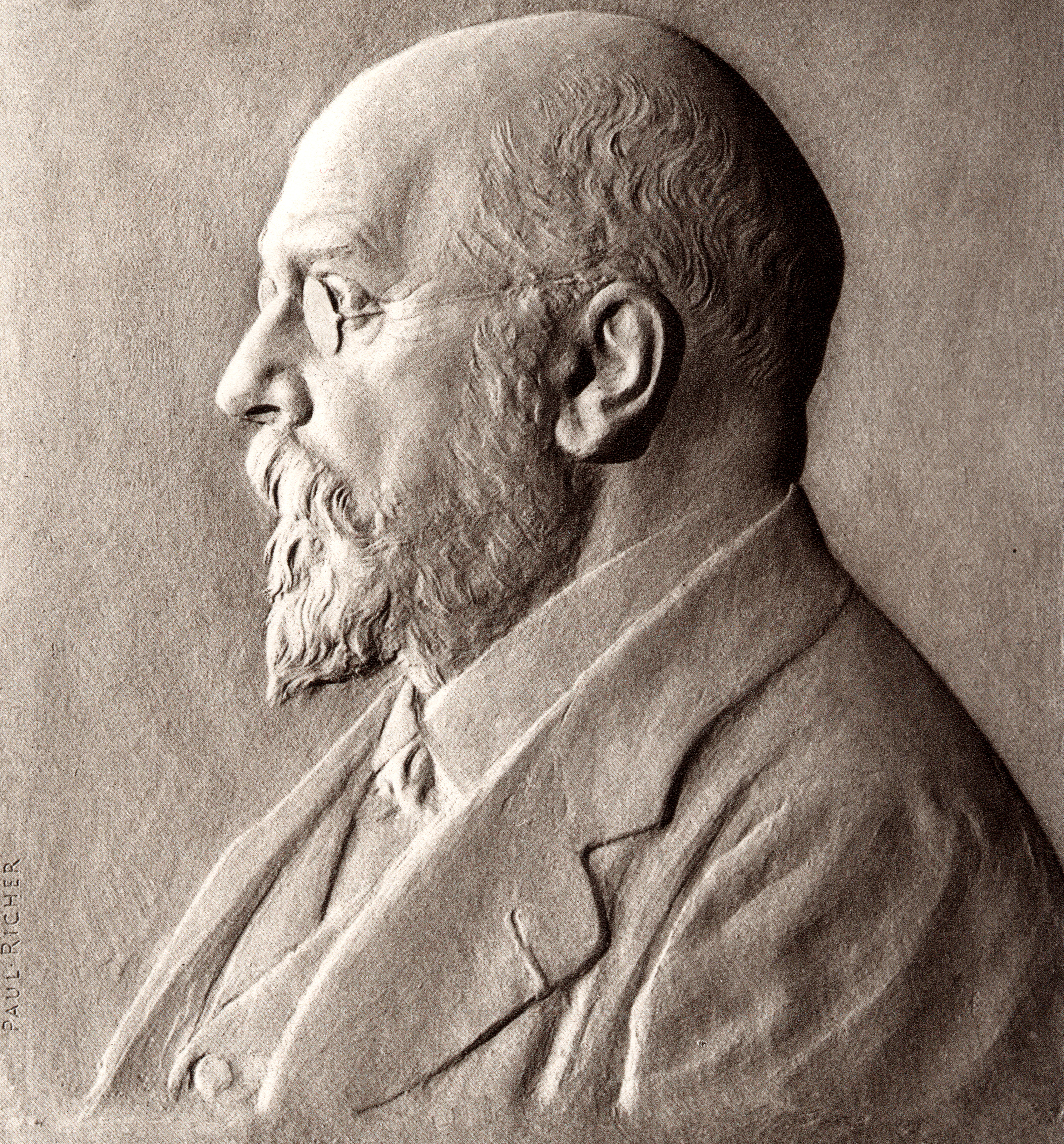
Alfred Giard enseignant à l'IDN de 1873 à 1882.

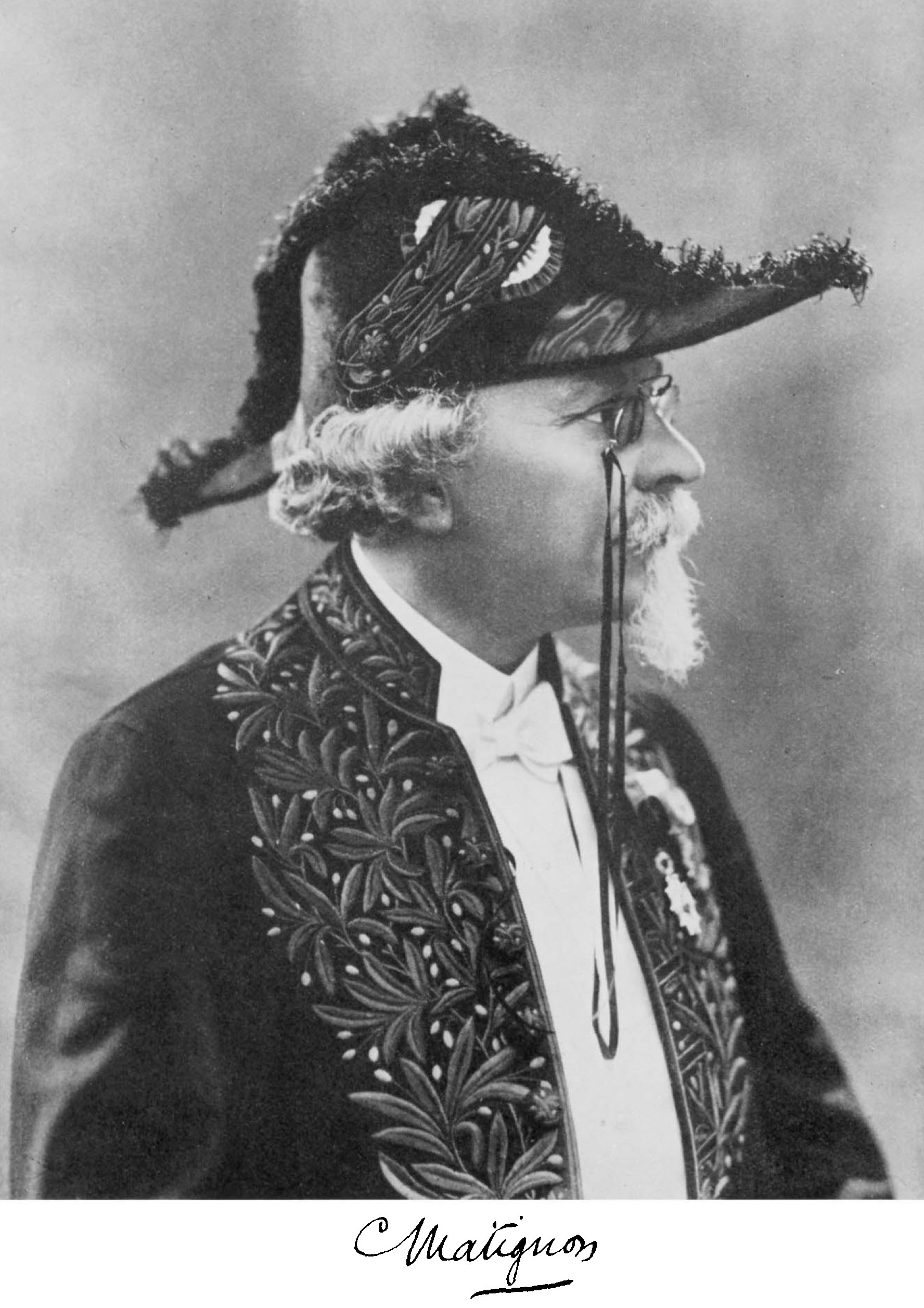
Camille Matignon, chimiste à l'IDN de 1894 à 1897.

Henri Pariselle, professeur à l'IDN en 1919, directeur des études de 1927 à 1936

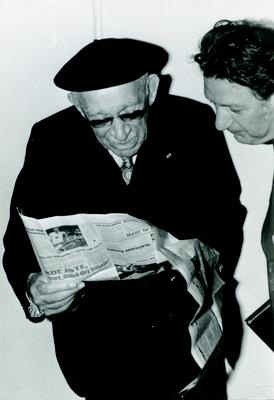
Joseph Kampé de Fériet
professeur de 1930 à 1969.

La correspondance du mathématicien Charles Hermite avec Thomas Joannes Stieltjes indique l'attrait d'enseigner à Lille : « Je dois vous dire qu'à Lille, où la vie est plus chère, il y a aussi la possibilité d'être appelé à enseigner dans l'Institut industriel, et M. Boussinesq y a été longtemps professeur ».
En mathématiques et traitement de l'information, les personnalités notables sont Henri Padé, doctorant à Lille sous la direction de Charles Hermite, puis professeur de mécanique rationnelle à l'IDN de 1897 à 1902 (Padé a donné son nom aux approximants de Padé pour la décomposition en fractions rationnelles et a obtenu le grand prix de l'Académie des sciences), Jean Chazy, professeur de mécanique de 1911 à 1925, connu pour la résolution du problème des trois corps en 1919, et le mathématicien Albert Châtelet, chargé d'un cours de 1913 à 1921. En mathématiques appliquées et automatique, notons Pierre Vidal et Pierre Borne (promotion 1968), professeur à l'IDN de 1976 à 2008, prix Kuhlmann (1994), IEEE Fellow et « IEEE-SMC Norbert Wiener Award » (1998), directeur scientifique de l'École centrale de Lille de 1982 à 2005, Geneviève Dauphin-Tanguy (promotion 1979), professeur en modélisation mécatronique par Bond Graph, Jean-Pierre Richard (promotion 1979), professeur d'automatique et chercheur en systèmes non-linéaires et à retard.
Dans le domaine de la mécanique des fluides, la figure marquante à l'École est Joseph Boussinesq, professeur de mécanique rationnelle à l'IDN, de 1872 jusqu'à son élection à l'Académie des sciences en 1886, et qui a donné son nom à l'approximation de Boussinesq. « Pour d'innombrables applications pratiques, par exemple la réduction de la traînée visqueuse et partant de la consommation de carburant des automobiles et des avions, la modélisation semi-empirique de la turbulence reste indispensable. Boussinesq en est le pionnier dès 1877 en proposant une formule pour la viscosité turbulente, un concept qui se rattache aux travaux modernes sur l'homogénéisation et les descriptions multi-échelle. » Parmi ses successeurs notons Joseph Kampé de Fériet, professeur de mécanique, mécanique des fluides, aérodynamique, théorie de l’information, cybernétique à l'IDN de 1930 à 1969, qui est fondateur de l'Institut de mécanique des fluides de Lille (ONERA Lille),, support de la recherche aéronautique lilloise sur les écoulements et couches limites et de l'expertise en micro-fluidique, et est connu pour ses travaux mathématiques sur les fonctions hypergéométriques (Fonction de Kampé de Fériet), André Martinot Lagarde, enseignant chercheur et professeur de mécanique des fluides et d'automatique à l'IDN de 1945 à 1968, qui développe les enseignements en asservissements pneumatiques et hydrauliques à l'École et obtient le prix Kuhlmann (1954) et le prix Gegner de l'Académie des sciences (1958), Michel Stanislas (promotion 1975), professeur en écoulements turbulents, chercheur à l'Institut de mécanique des fluides de Lille (ONERA Lille) et à l'IDN, directeur du Laboratoire de mécanique de Lille, prix Edmond Brun de l'Académie des sciences pour le développement d'une soufflerie à très grand nombre de Reynolds en 2012.
Dans les domaines du génie civil et mécanique des sols, outre Joseph Boussinesq qui développe une généralisation de la théorie des équilibres limites de poussée et de butée et la résolution du problème du tas de sable (résolution du problème du poinçon dit problème de Boussinesq), notons Alfred-Aimé Flamant, professeur d'architecture, de constructions civiles et chemin de fer de 1872 à 1879, chargé de cours de physique industrielle à l'IDN de 1879 à 1883, prix Montyon de mécanique de l'Académie des sciences.
En construction et fabrication mécanique, Clément Codron, professeur du cours des arts mécaniques, du cours des organes de machines et de fonderie de 1872 à 1922, lauréat du prix Plumey de l'Académie des sciences, met en place à l'IDN en 1894 le premier laboratoire d'essais de France,, avec le soutien de la société Fives-Lille. Notons aussi Auguste Boulanger, professeur de mécanique du solide, élasticité et résistance des matériaux, hydraulique à l'IDN de 1893 à 1914, Albert Petot, professeur de mécanique (1894), de thermodynamique (1896) et d'applications automobiles (1899) à l'IDN jusqu'en 1923, Robert Mazet, professeur de mécanique des solides et tribologie (1929-1936), directeur des études de l'IDN de 1936 à 1944, qui met en place à partir de 1931 le laboratoire de mécanique expérimentale.
En parallèle du cours d'Honoré Le Goaster sur les réseaux ferroviaires avec le soutien de la Compagnie des chemins de fer du Nord, Gaston du Bousquet assure un cours de machines et turbines à vapeur aux élèves-ingénieurs de l'IDN pendant 17 ans et est président de la Société des ingénieurs civils de France en 1894. Il fait partie de la succession de professeurs en turbomachines, dont la lignée est initiée en 1854 par Alcippe Mahistre et entretenue ultérieurement par Albert Olry et Cyrille Grimpret.
En physique-chimie et sciences des matériaux, des enseignants-chercheurs tels qu'Alfred Giard, zoologiste, pionnier de la théorie de l'évolution et promoteur de la théorie atomique, enseignant en sciences physiques et naturelles à l'IDN de 1873 à 1882, élu en 1900 à l'Académie des sciences, Alphonse Buisine, professeur de chimie industrielle à l'IDN de 1887 à 1890, prix Jecker de l'Académie des sciences (1898), Gustave Flourens, qui enseigne la chimie analytique à l'IDN de 1890 à 1897, Camille Matignon, directeur de travaux pratiques de teintures et apprêts à l'IDN de 1893 à 1898, chercheur en thermo-chimie à Lille, connu pour le Principe de Matignon des équilibres chimiques, prix Kuhlmann (1895), qui est élu en 1917 à l'Académie des sciences et fonde la Société de chimie industrielle, Henri Pariselle, professeur en génie des procédés et matériaux, puis directeur des études de l'IDN de 1912 à 1936, Paul Pascal, professeur de métallurgie et sidérurgie à l'IDN de 1919 à 1927, élu en 1945 à l'Académie des sciences, Médaille d'or du CNRS, laissent une trace notable dans l'enseignement et la recherche à l'École.
Un pionnier de l'électricité à l'École est Bernard Brunhes, qui enseigne la physique et l'électricité industrielle (1892-1893) à l'IDN puis est chargé d'un cours d'électrotechnique à l'IDN de 1893 à 1895 ; son successeur est Charles Camichel, qui enseigne l'électricité industrielle à l'IDN de 1895 à 1900, élu en 1936 à l'Académie des sciences. Notons Jean Roig, professeur de physique et d'électronique à l'IDN, directeur des études de 1944 à 1962, René Jean Schiltz, professeur d'optique-physique à l'IDN de 1950 à 1977.
D'autres figures notables de l'École incluent le linguiste Victor Henry, qui enseigne la législation, l'économie et la géographie commerciale à l'IDN de 1872 à 1888, prix Volney de l'Institut de France en 1883, Auguste Deschamps, professeur de droit et d'économie à l'IDN (1890-1896), qui devient membre de l'Académie des sciences morales et politiques.

### Anciens élèves
Les années entre parenthèses correspondent à la promotion de sortie de l'École.
Le 9 juillet 1875, un comité présidé par Paul Bonet (1875) définit les statuts de l'association amicale des ingénieurs IDN et les dépose en préfecture, leur enregistrement étant acté du 8 décembre 1875. L'association des anciens élèves de l'Institut industriel du Nord de la France et de l'École des arts industriels et des mines organise son assemblée générale constitutive le 13 novembre 1877, son premier président élu le 18 novembre 1877 est Alfred Goblet de la promotion 1864. Pendant plus d'un siècle, l'Association a son siège social et son secrétariat dans l'hôtel de la Société industrielle du Nord de la France, 116 rue de l'Hôpital-Militaire à Lille, puis s'installe au 566 avenue de la République à la suite d'un legs immobilier. L'association a 82 membres fondateurs en 1877 ; elle atteint 346 membres cotisants en 1889, 651 membres cotisants en 1899 ; le millier de membres cotisants est dépassé en 1910, mille deux cents en 1912, mille huit cents en 1938, trois mille en 1977. L'association est reconnue d'utilité publique le 7 juillet 1913 et est aujourd'hui l'association des Centraliens de Lille,,,,.
L'association des ingénieurs de l'Institut industriel du Nord de la France a de généreux « membres protecteurs » pendant plusieurs décennies entre 1877 et 1940, notamment la Société industrielle du Nord de la France (association savante représentant le patronat industriel lillois), Fives-Lille, les Établissements Kuhlmann (conglomérat industriel manufacture de produits chimiques du Nord de Frédéric Kuhlmann), la société Isaac Holden et fils à Croix (Nord) dirigée par Alfred Goblet (1864), Édouard Agache (filateur, fondateur des établissements Agache-fils, administrateur de la Compagnie des chemins de fer du Nord, président des Établissements Kuhlmann), la Société de Bourdon dirigée par René Liebaert (1863) près de Clermont-Ferrand, Jacques Vandier (1895) président de la Société anonyme française du Ferodo à Paris et administrateur de la Compagnie française de produits chimiques et matières colorantes de Saint-Clair-du-Rhône, Émile Delebecque (administrateur de la Compagnie continentale du gaz,), Maurice Thévenin (gérant et directeur général de la « Société des Fonderies de cuivre de Lyon, Mâcon, Paris, Thévenin frères, L. Séguin et Cie », maison-mère de Gnome et Rhône à Lyon), et d'autres sociétés et personnes physiques.
En 1893, Henri Bourdon (1887) fait imprimer sa monographie historique de l'Institut industriel du Nord de la France, qui est republiée en 1894-1895 dans le journal des élèves-ingénieurs IDN. Henri Bourdon est président de l'Association des ingénieurs IDN de 1901 à 1907 ; depuis lors, l'annuaire de l'association des ingénieurs inclut un chapitre sur l'histoire de l'École.
L'association a été très active dans les débats sur le statut des ingénieurs diplômés, en promouvant le concept égalitaire d'un titre unique délivré par l'État aux élèves sortant de toutes les écoles d'ingénieurs reconnues, face aux grandes écoles parisiennes voulant préserver leur préséance malthusienne et la reproduction des élites économiques. Ainsi, en 1921, Jacques Vandier (1895), président de l'association des anciens élèves de l'IDN de 1907 à 1914,, définit l'ingénieur non comme une fonction ou une profession mais comme « une formation spéciale à l'esprit », cette formule constitue la base de la pensée de l'Union des syndicats d'ingénieurs français (USIF). Vandier est l'un des dix-neuf membres de la commission de réglementation du titre d'ingénieurs qui se réunit entre février 1929 et avril 1931 pour élaborer un avant projet de loi ; cette loi relative aux conditions de délivrance et à l'usage du titre d'ingénieur diplômé est votée le 10 juillet 1934 ; elle définit un titre d'ingénieur diplômé pour chaque école habilitée et non pas un titre national d'ingénieur civil.
L'association est d'un des sept membres fondateurs de la Fédération des associations, sociétés et syndicats français d'ingénieurs (FASSFI) en 1929.
Henri Godfroid (1905) est président-fondateur du syndicat professionnel des ingénieurs diplômés salariés (SPID) créé en 1936 et soutenu par la FASSFI. Il est vice-président de la FASSFI et promoteur du premier accord sur le régime de retraite des ingénieurs en 1937. Léon Arnaud (1904), ancien membre dirigeant de la chambre syndicale des ingénieurs (CSI) dissoute en 1938, devient président de la Chambre des ingénieurs-conseils et ingénieurs-experts de France (CICIEF) et tente vainement d'établir un ordre des ingénieurs-conseils dont il élabore les statuts au printemps 1941, alors que nombre d'autres professions intellectuelles telles que les architectes se dotent d'un ordre professionnel. La FASSFI devient FASFI puis FASFID ; Yvan Mirochnikoff (1949) est président de la FASFID de 1974 à 1977, président de la FEANI et de la Commission des titres d'ingénieur. Gérard Delannoy (1947) préside la Caisse autonome de prévoyance et de retraite des industries et de la construction électriques et électroniques (Groupe Magdebourg-Capricel). Laurent Mahieu (1980) préside la Commission des titres d'ingénieur à partir de 2014.
Depuis 1878, l'association édite une revue périodique : d'abord appelée « Annales de l'Association amicale des anciens élèves de l'Institut du Nord, » jusqu'en 1898, puis « Bulletin de l'association amicale des anciens élèves de l'Institut du Nord » entre 1899 et 1900, « Bulletin de l'Association des ingénieurs de l'Institut industriel du Nord de la France » de janvier 1900 à mars 1940 et de mai 1945 à décembre 1965,, « Revue de l'association des ingénieurs IDN, à partir de janvier 1966, « L'Ingénieur I.D.N. » de 1977 à 1991, puis renommée « L'Ingénieur, revue des Centraliens de Lille - IDN ».
La quinzaine de milliers d'entrepreneurs et acteurs industriels référencés dans l'annuaire de l'Association des Centraliens de Lille - IDN comprend de nombreuses personnalités notables dont les profils et parcours professionnels sont diversifiés.

#### Entrepreneurs et inventeurs

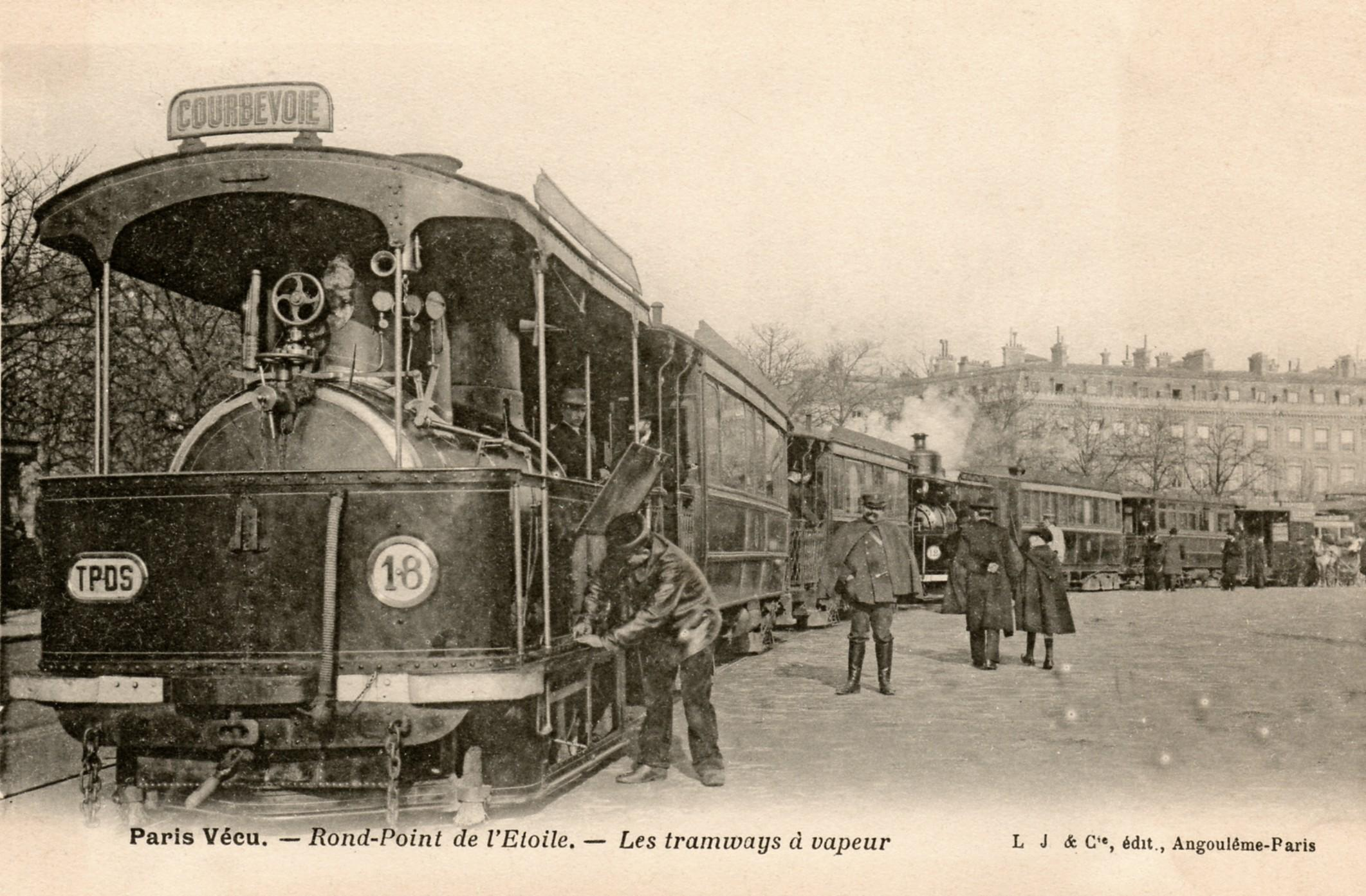
Locomotive à vapeur de Léon Francq (1866), inventeur et entrepreneur des tramways à vapeur et électriques.
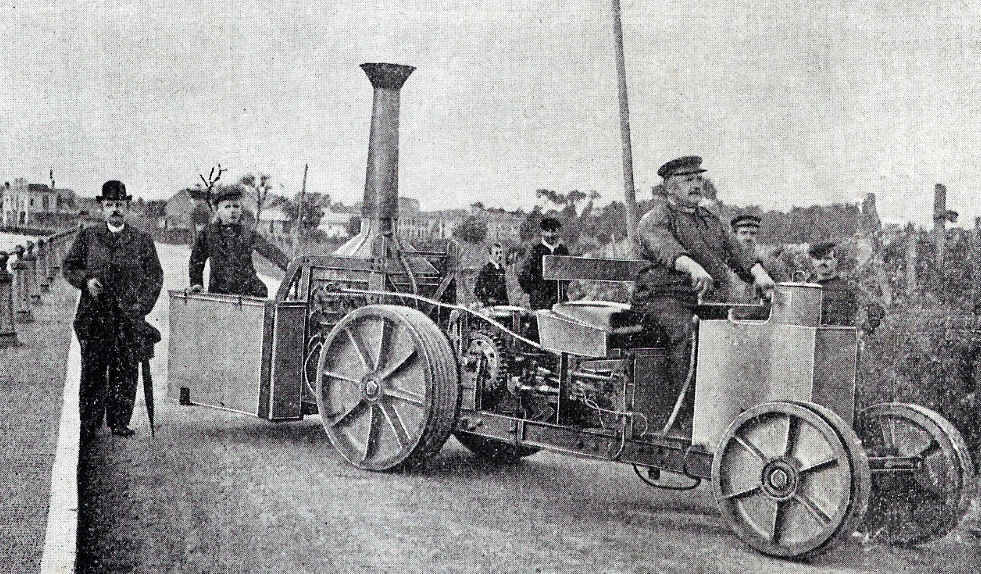
Édouard Rossel (1882), ingénieur-constructeur de camions et locomotives à vapeur (affiche de l'exposition universelle de 1900)
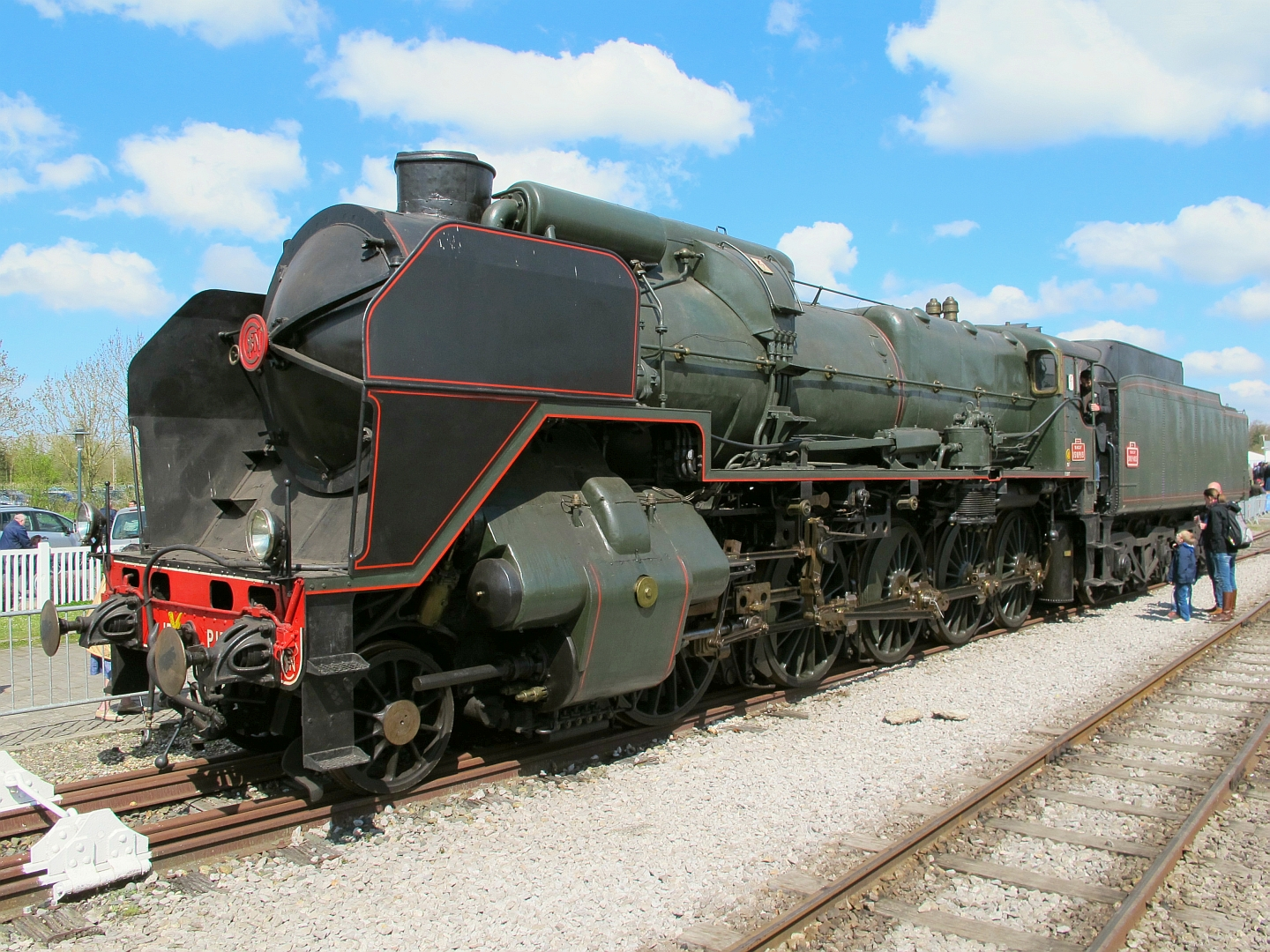
Locomotive issue des Ateliers de construction du Nord de la France à Crespin (Nord), dirigés par Jean Faure (1891)
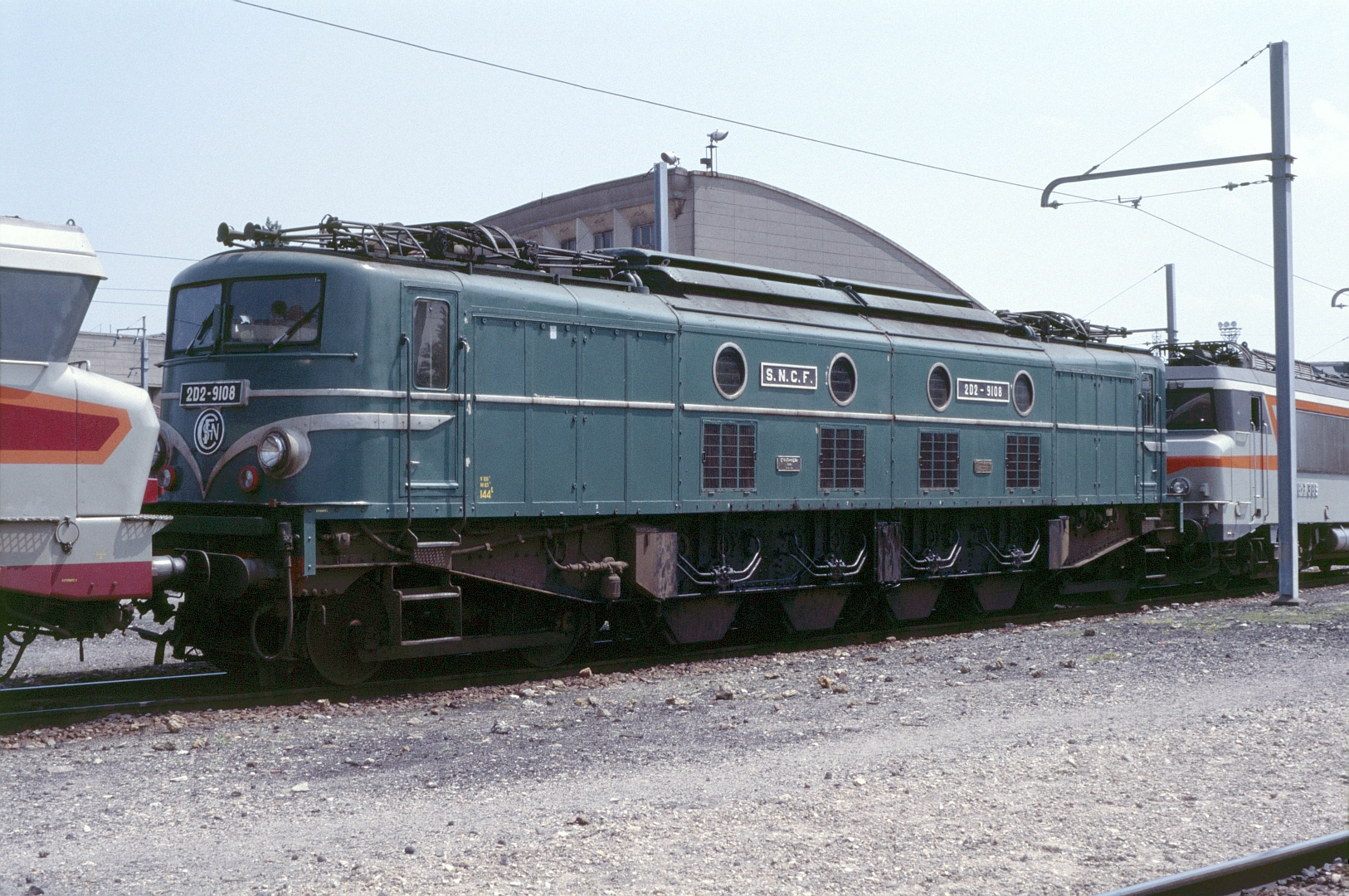
Locomotives issues des bureaux d'étude de Fives-Lille entre 1930 et 1950, période de développement de l'électrotechnique
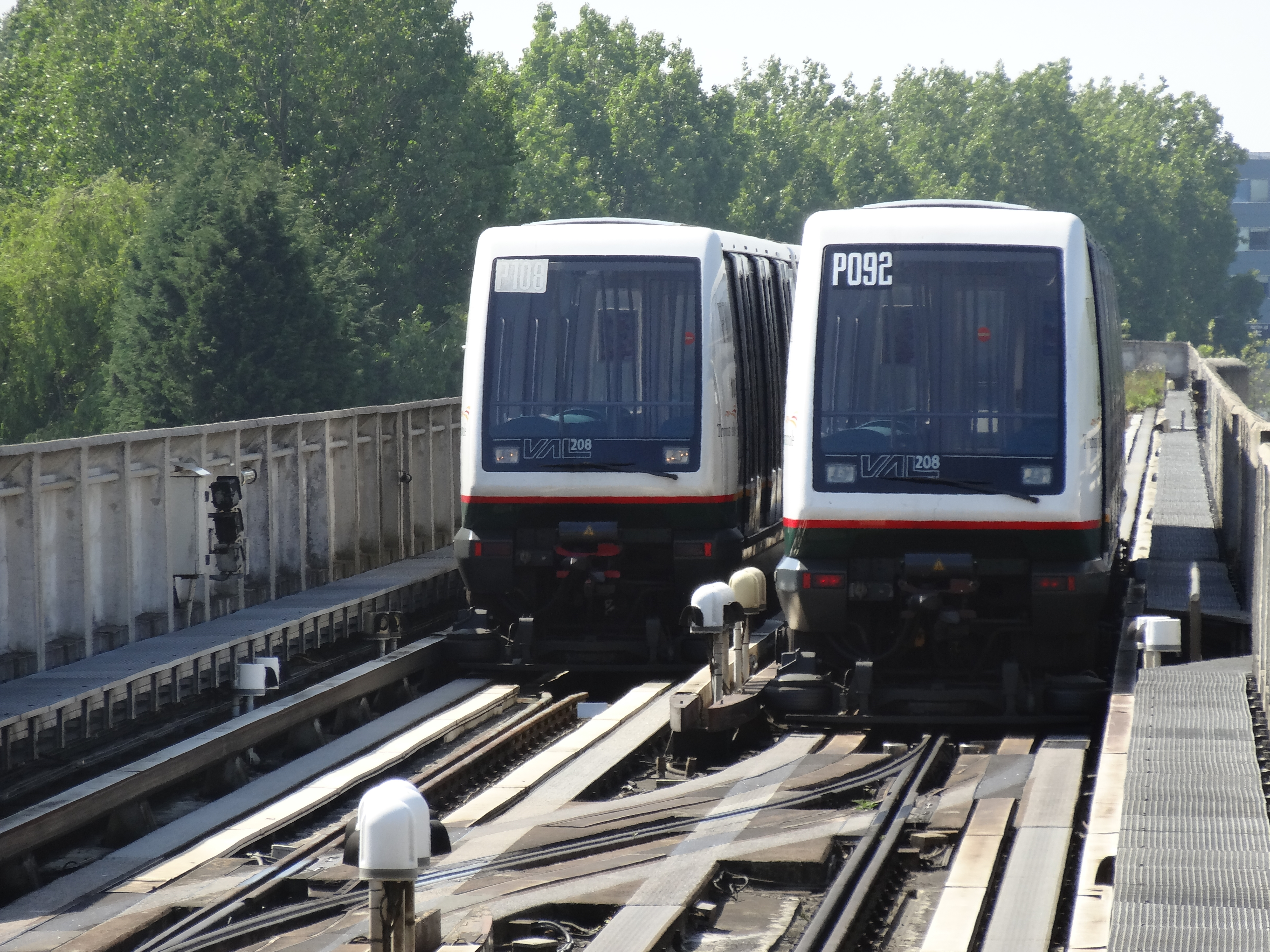
Robert Gabillard, Daniel Bourasseau (1964), François Laurent (1965), Pierre Borne (1968) et l'automatique ferroviaire (Matra VAL - 1983)
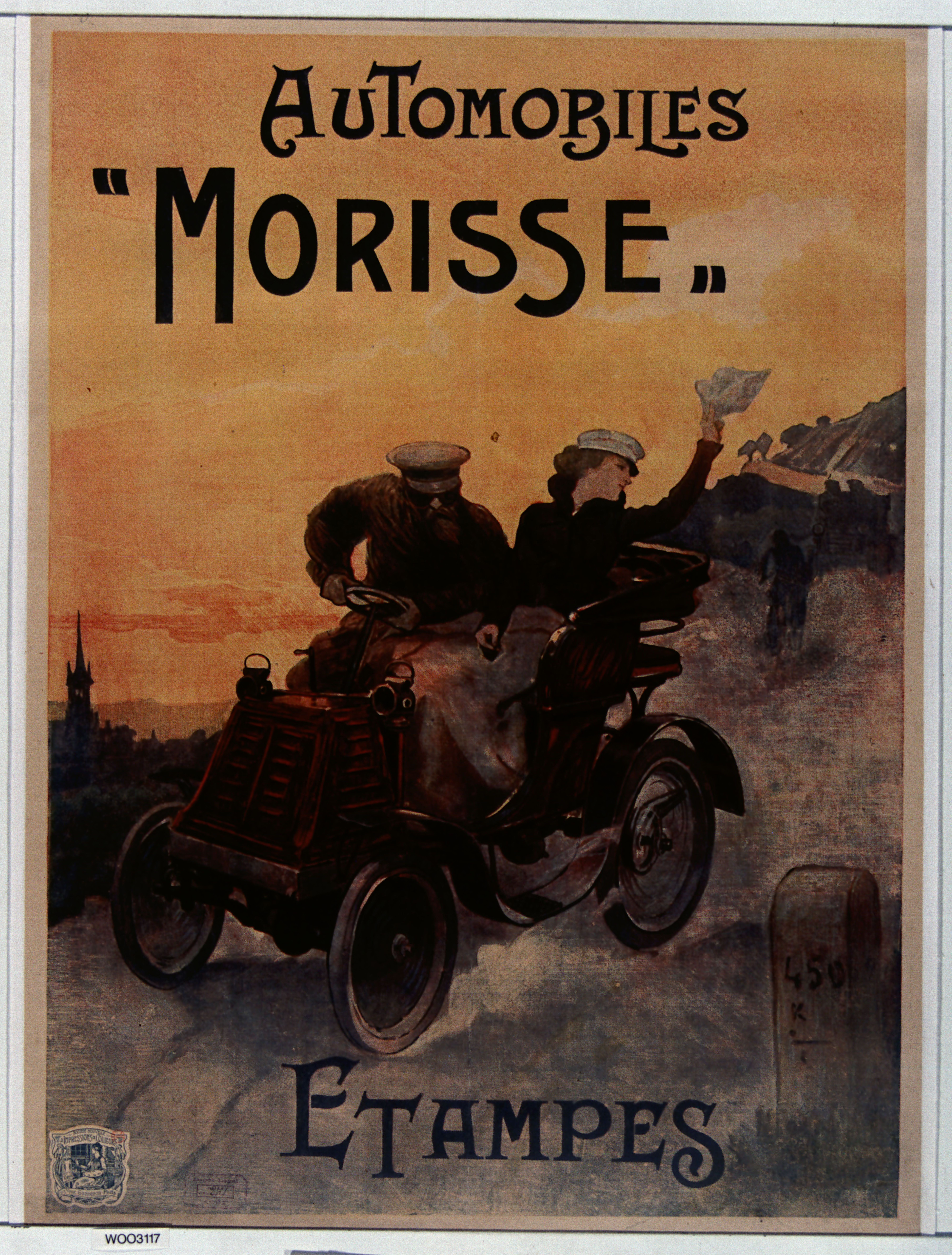
Automobile Morisse conçue par Pierre Morisse (1887).
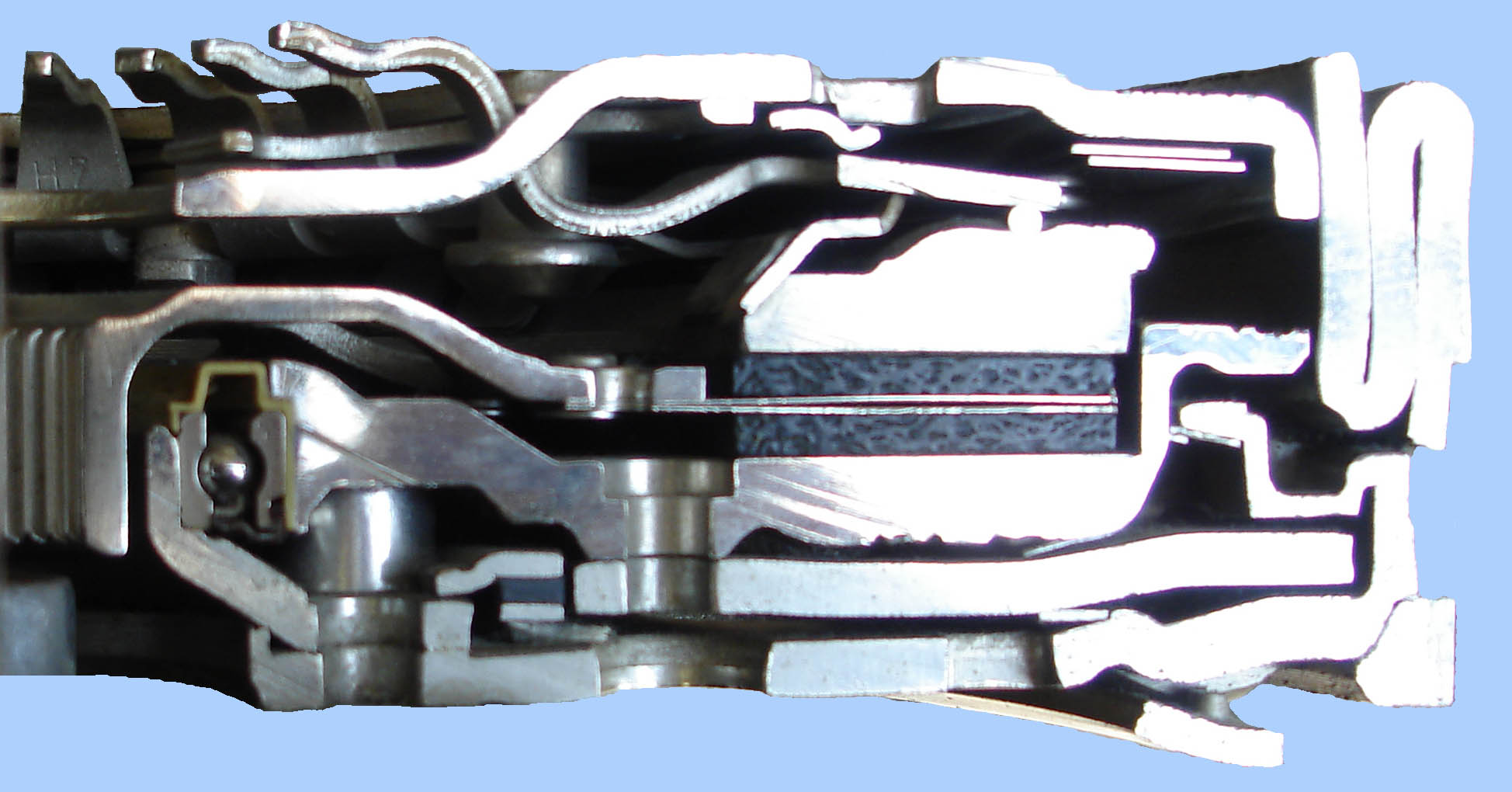
Jacques Vandier (1895), administrateur délégué de la Société anonyme française du Ferodo (embrayages et garnitures de freins Valeo).
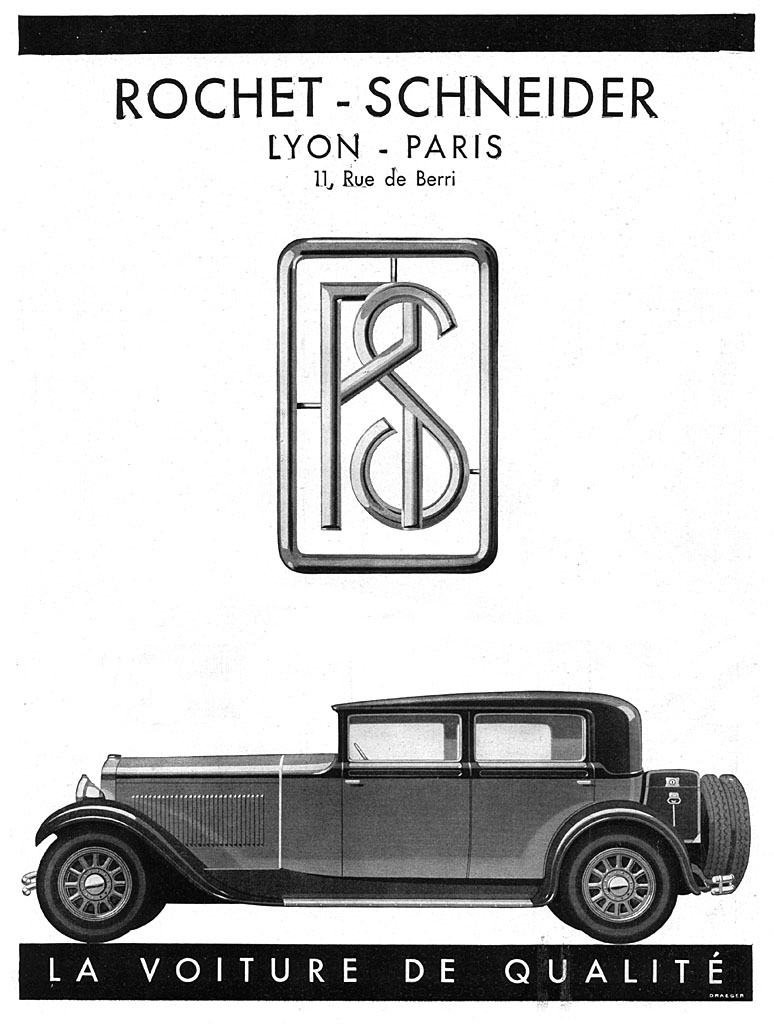
Paul Engelhardt (1899), directeur général de Rochet-Schneider de 1914 à 1936.
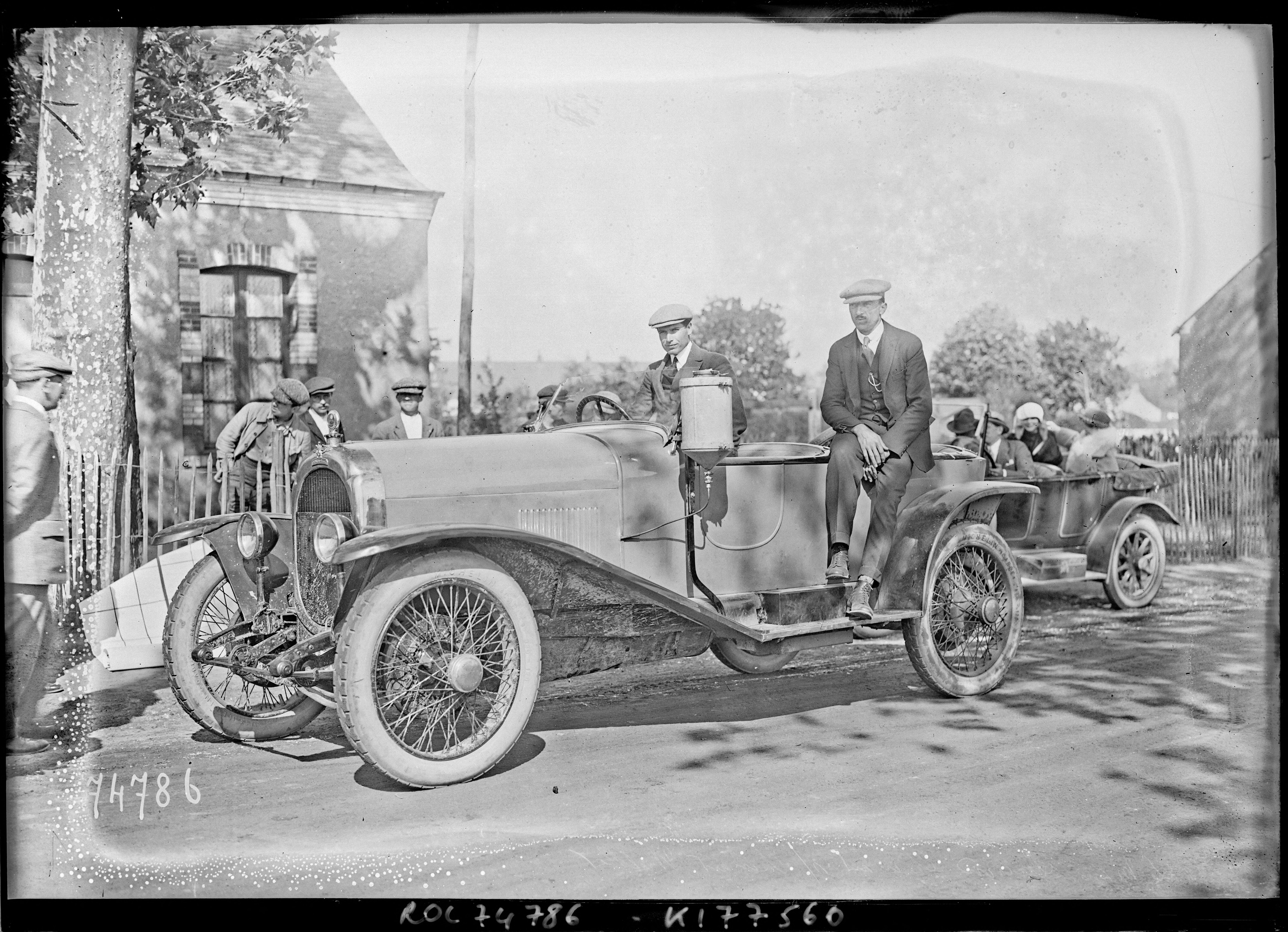
Lucien Chenard (1920), administrateur délégué, avec Jean Donnay (1920), directeur commercial, sur une automobile Chenard et Walcker
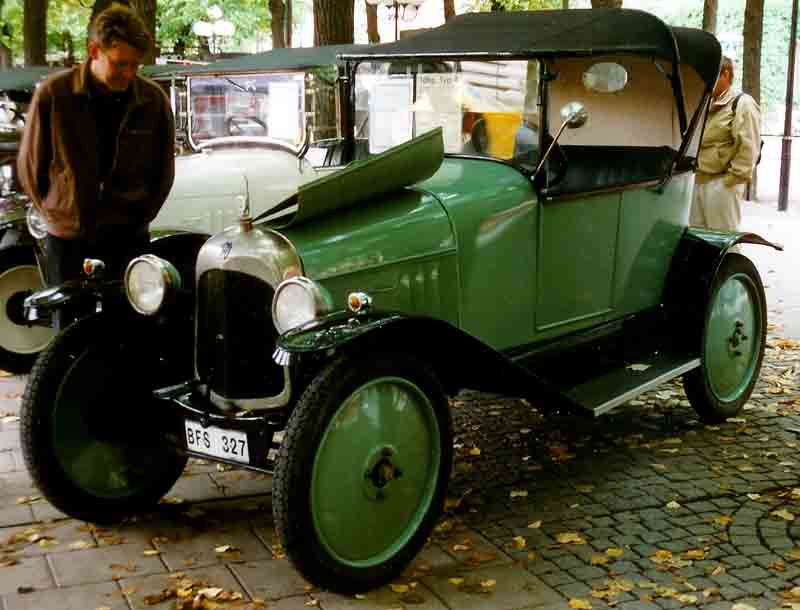
Automobile issue des laboratoires Citroën, quai de Javel à ¨Paris, cofondés par Henri Godfroid (1905) en 1916.
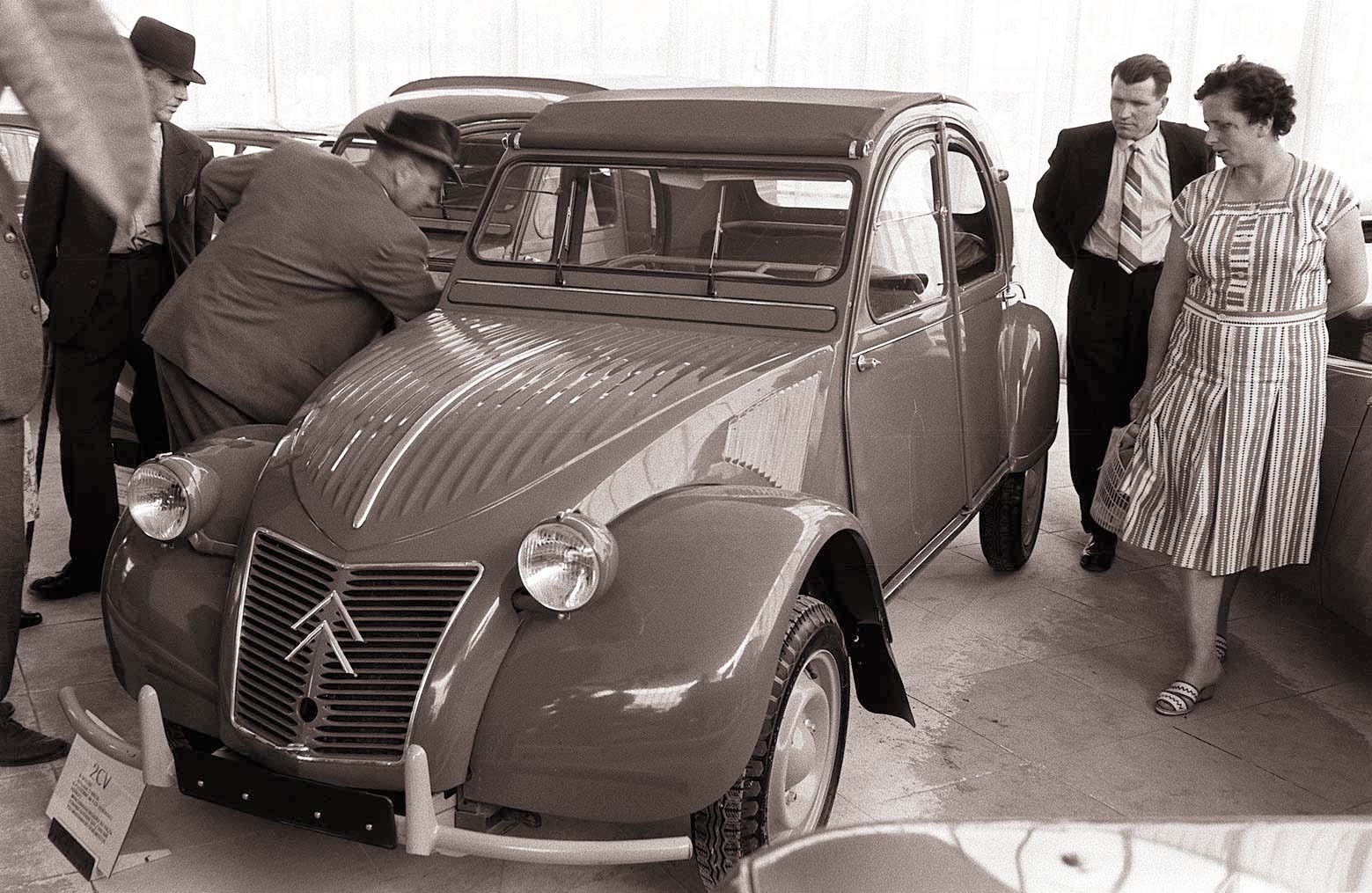
Pierre Ingueneau (1925), directeur des fabrications Citroën a réalisé l'industrialisation de la Citroën 2 CV.
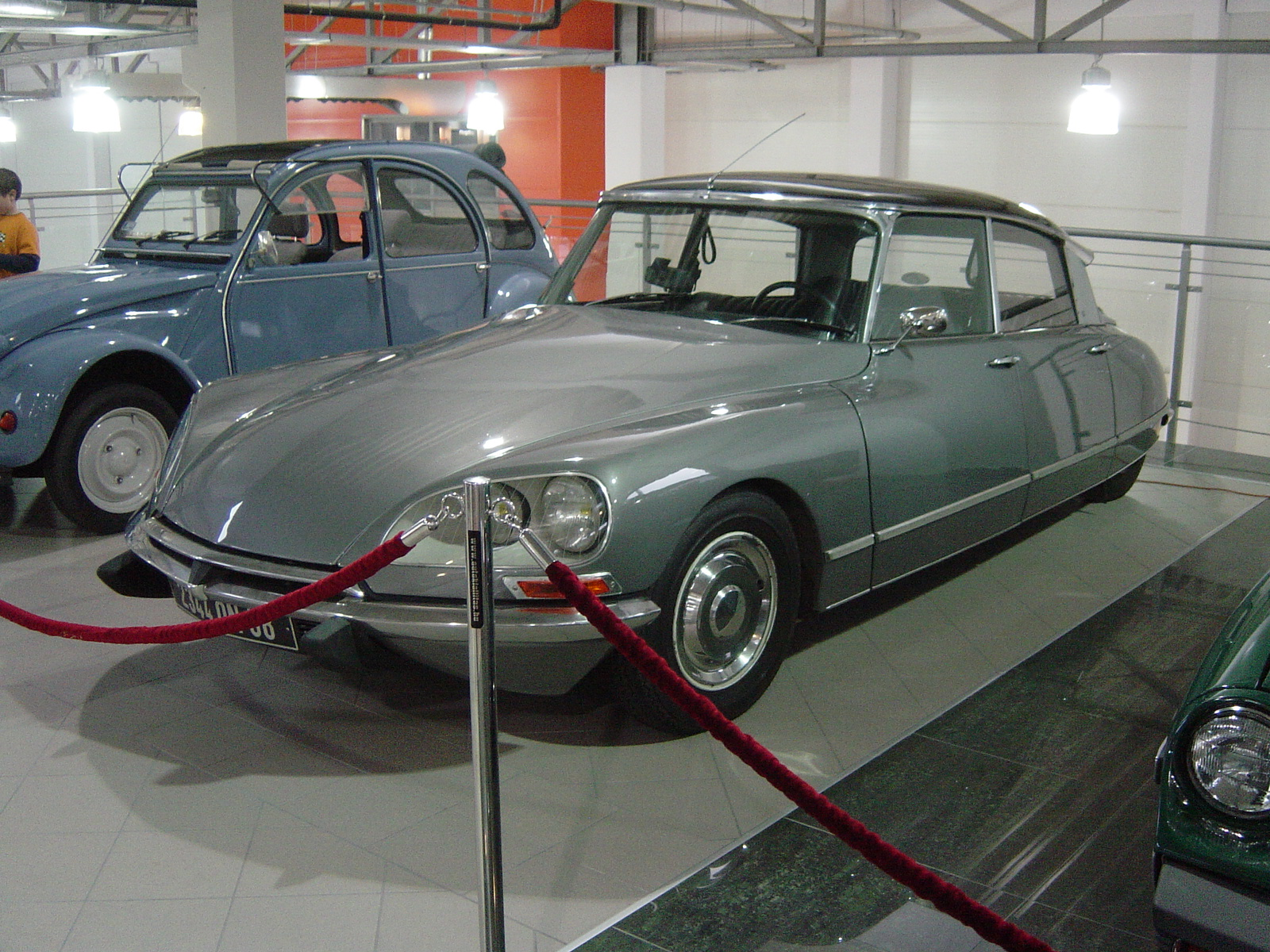
De nombreux ingénieurs IDN ont fait partie de l'équipe de conception de la Citroën DS vers 1950.
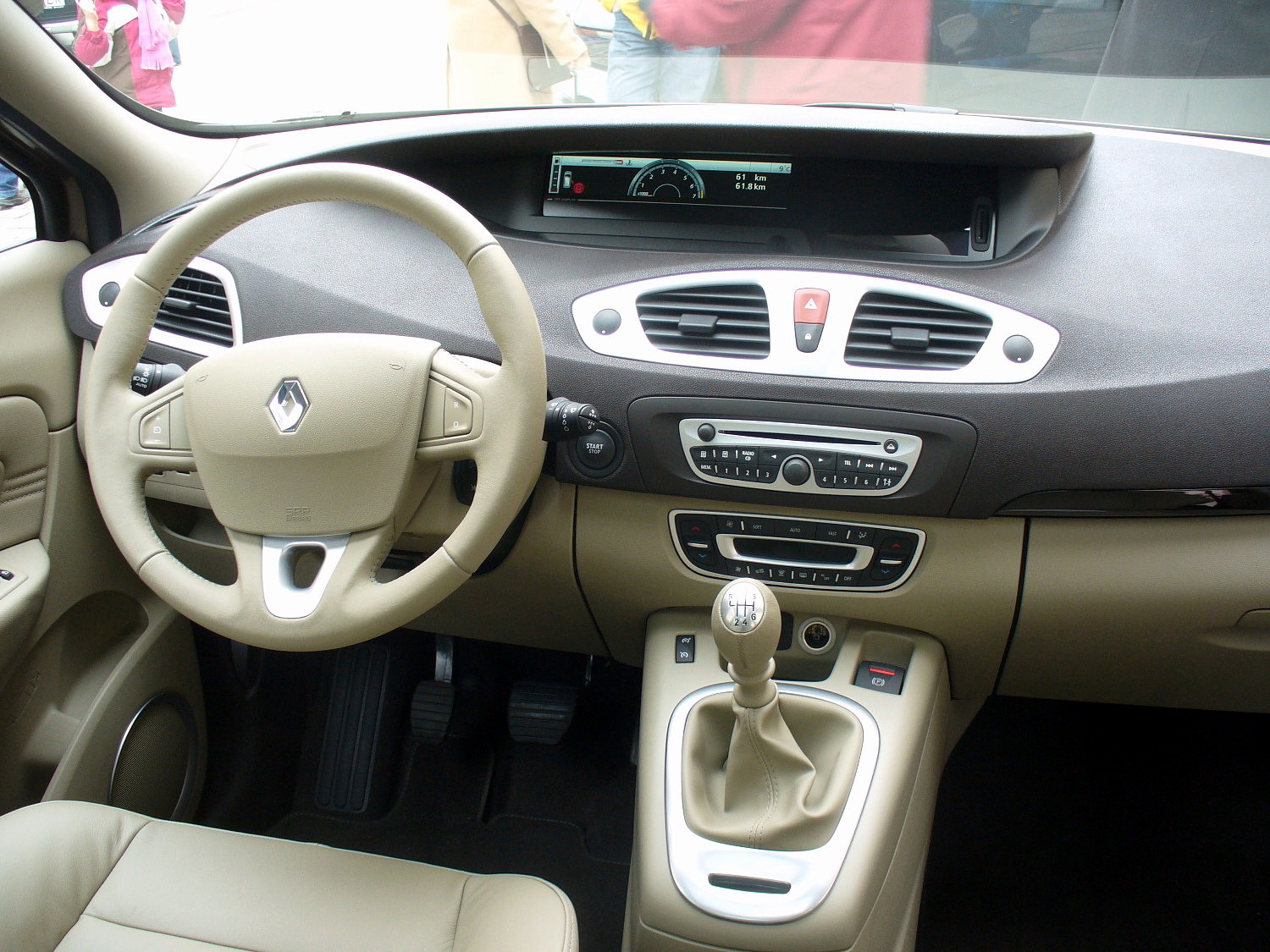
Alain Sarignac (1969), directeur du programme Renault Carminat de navigation par satellites GPS en 1994
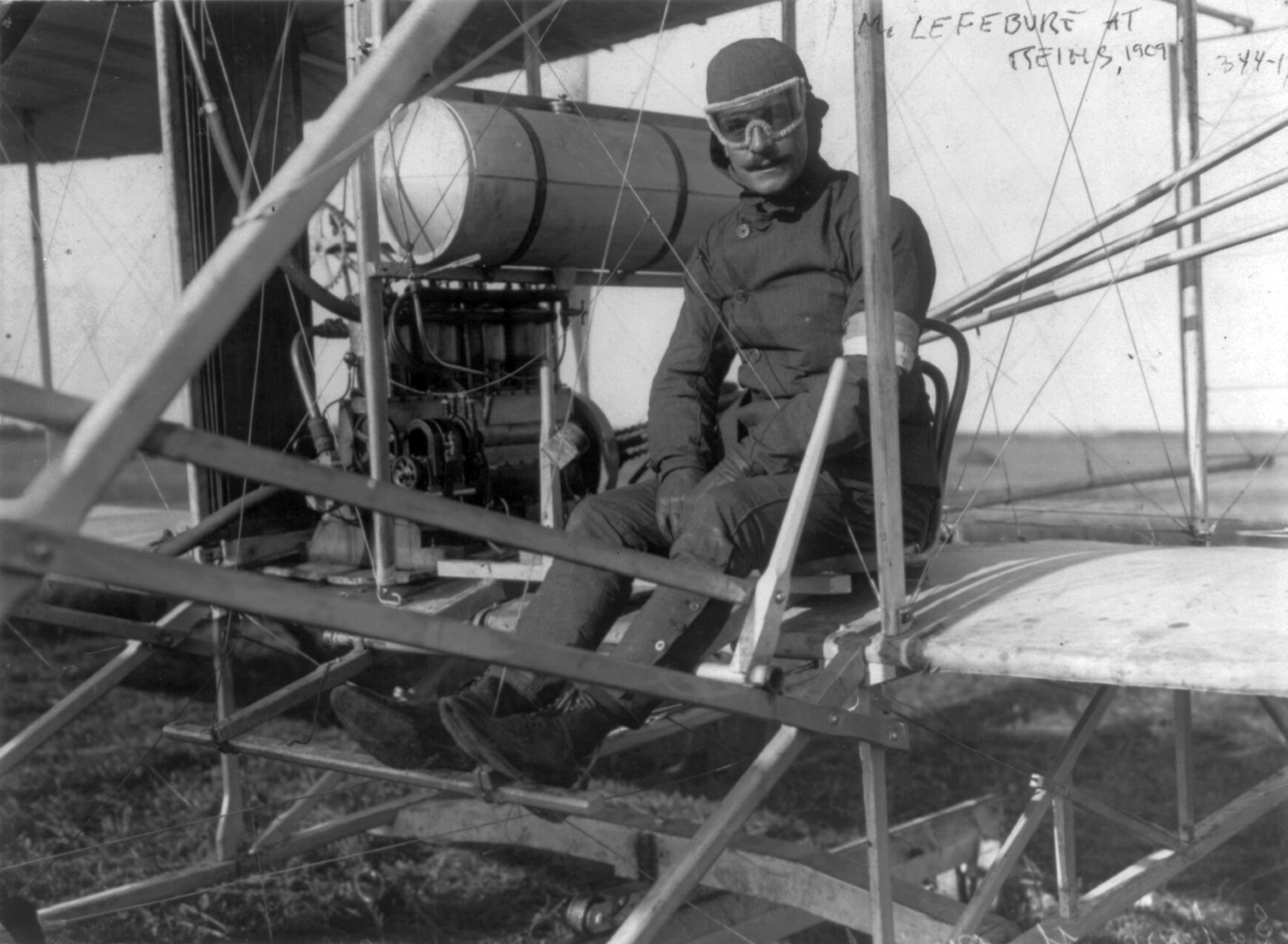
Eugène Lefebvre (1898), pilote d'essais et pionnier de l'aviation, premier pilote au monde à mourir aux commandes d'un avion motorisé en 1909.
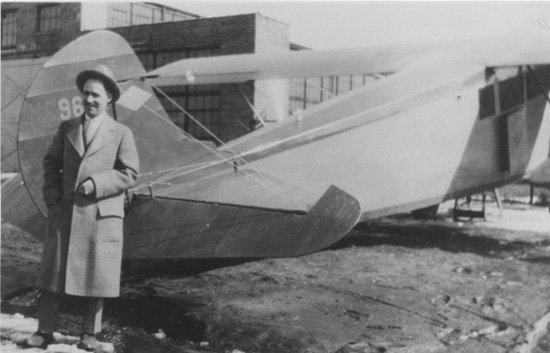
Étienne Dormoy (1906), concepteur du premier avion à obtenir une certification aéronautique américaine.
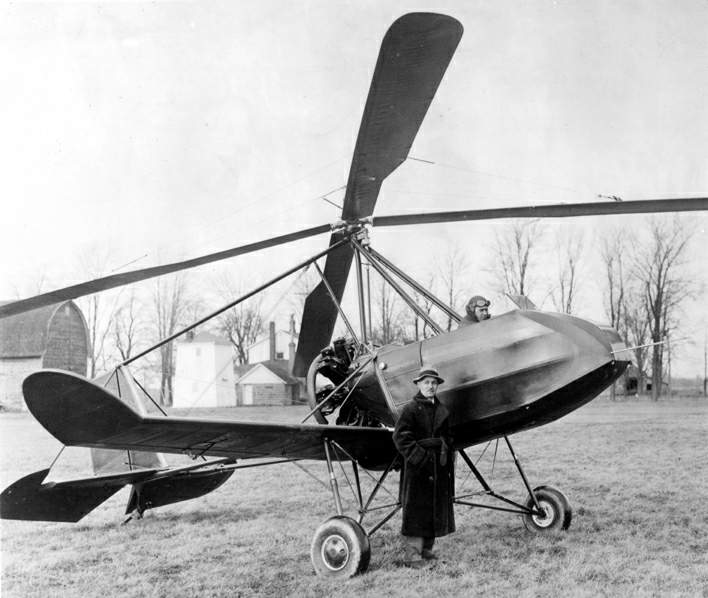
Étienne Dormoy devant son autogire à hélice propulsive en 1931.
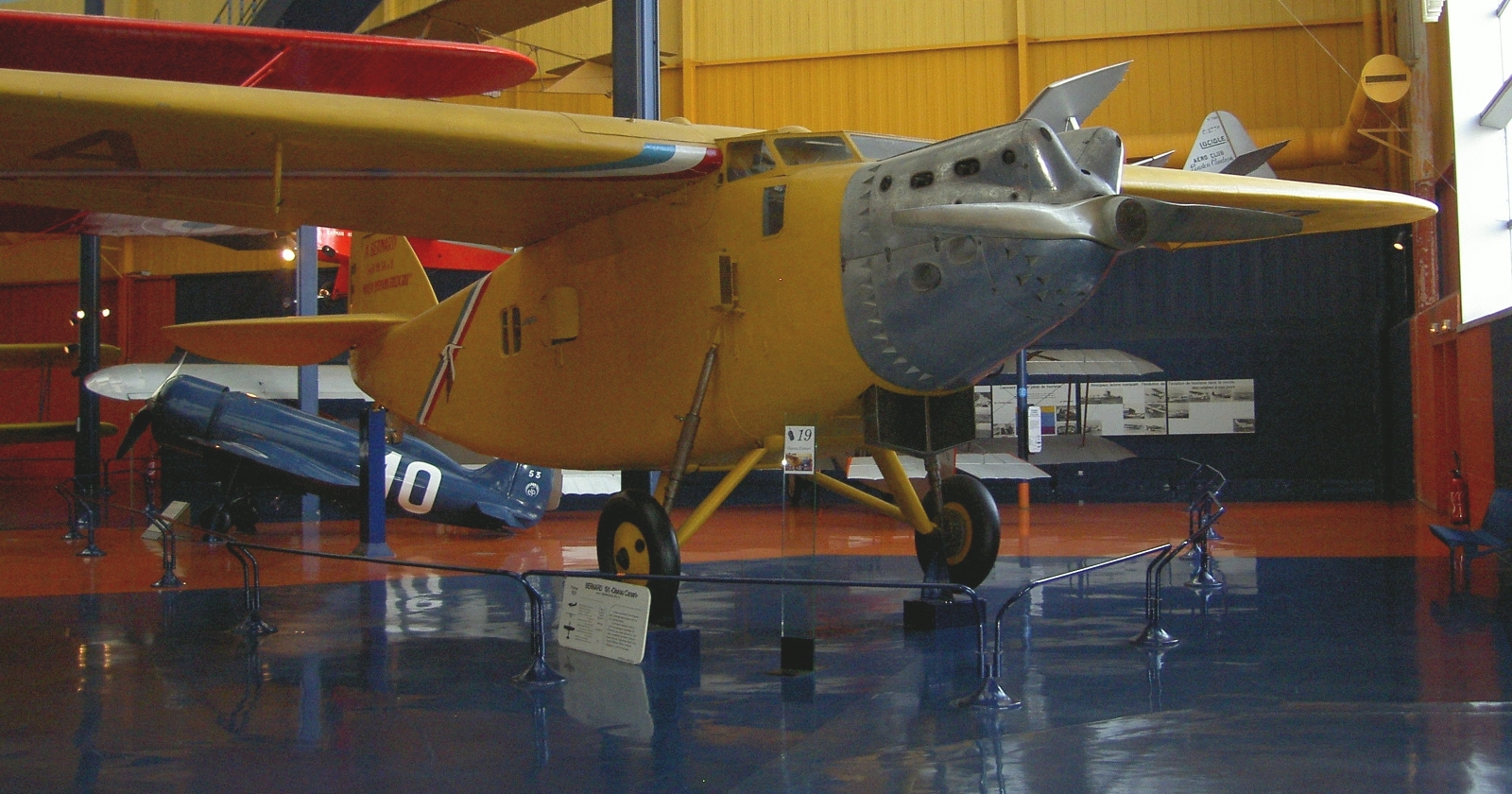
Oiseau Canari, avion de la 1re traversée française de l'Atlantique Nord, conçu par Jean Hubert (1906), ingénieur en chef de la Société des Avions Bernard (Matra).
Jean Hubert et son équipe du record de vol devant le Bernard-Hubert 18T "Oiseau Tango" en 1927.
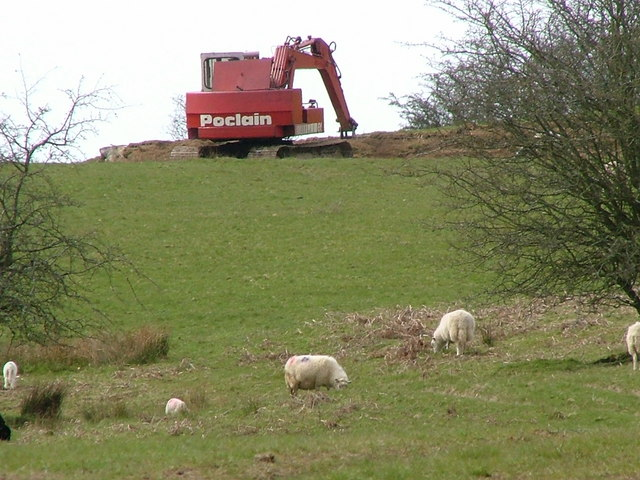
Pelle hydraulique Poclain, invention de Pierre Bataille (1946), Jacques Bataille (1944) et Gérard Coolen (1937).
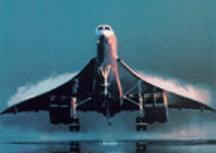
Écoulements aéronautiques supersoniques à l'ONERA Lille d'André Fauquet (1934) à Francis Dupriez (1964) et Jean-Jacques Philippe (1967)[186].
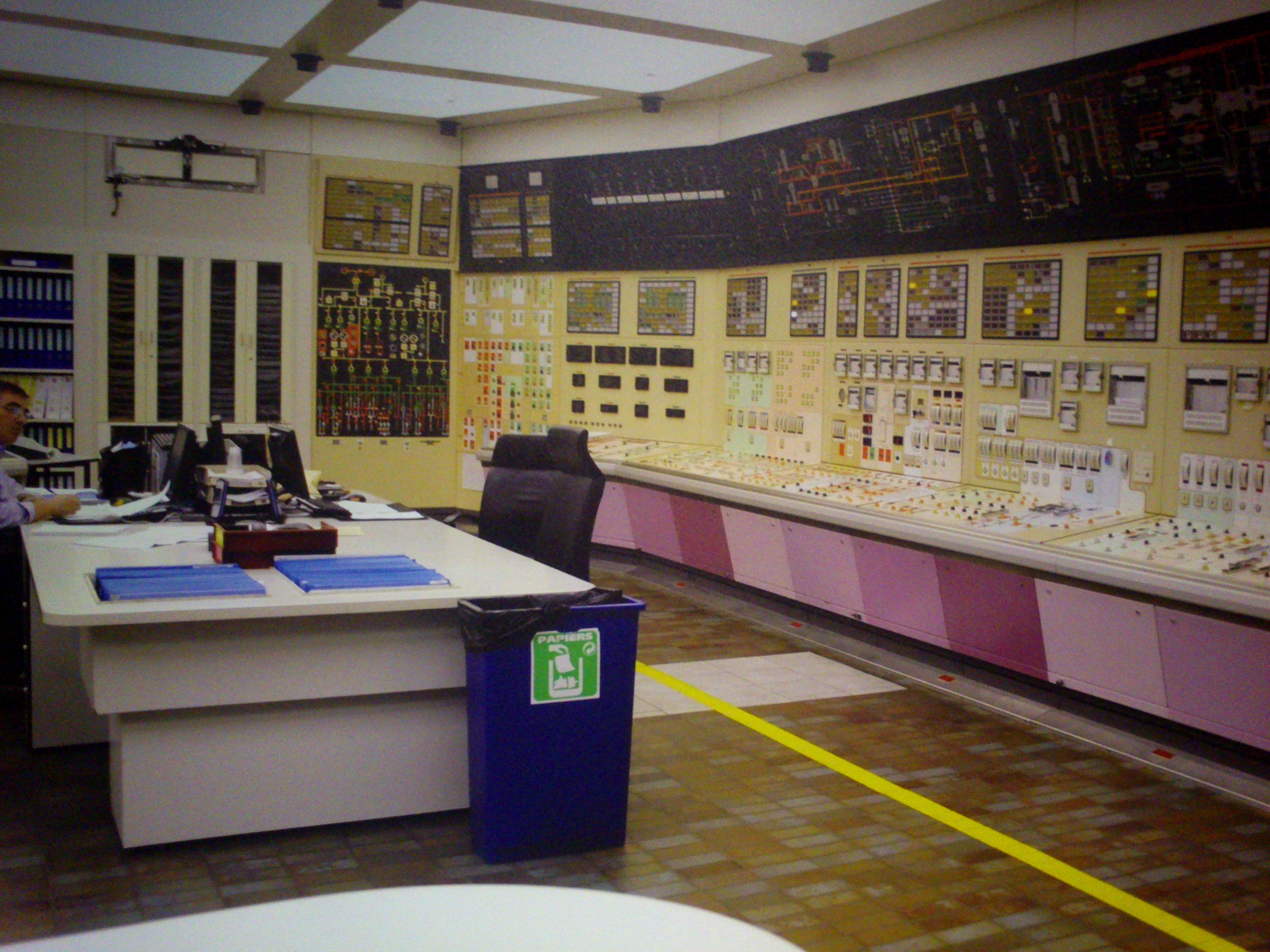
Automatique théorique, informatique et sûreté de fonctionnement : applications à la centrale nucléaire de Gravelines (1979).
Pont à haubans Rion-Antirion réalisé par Gilles de Maublanc (1964), Grand prix national de l'ingénierie en 2006.
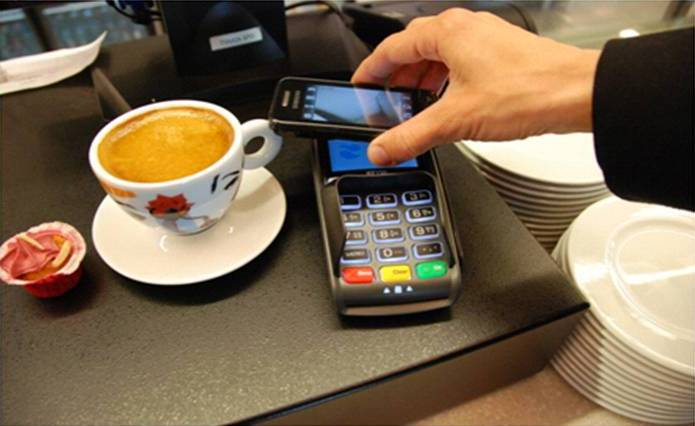
Rémy de Tonnac (1981), pdg d'Inside Secure, spécialiste du payement mobile sans contact

#### Monde des affaires

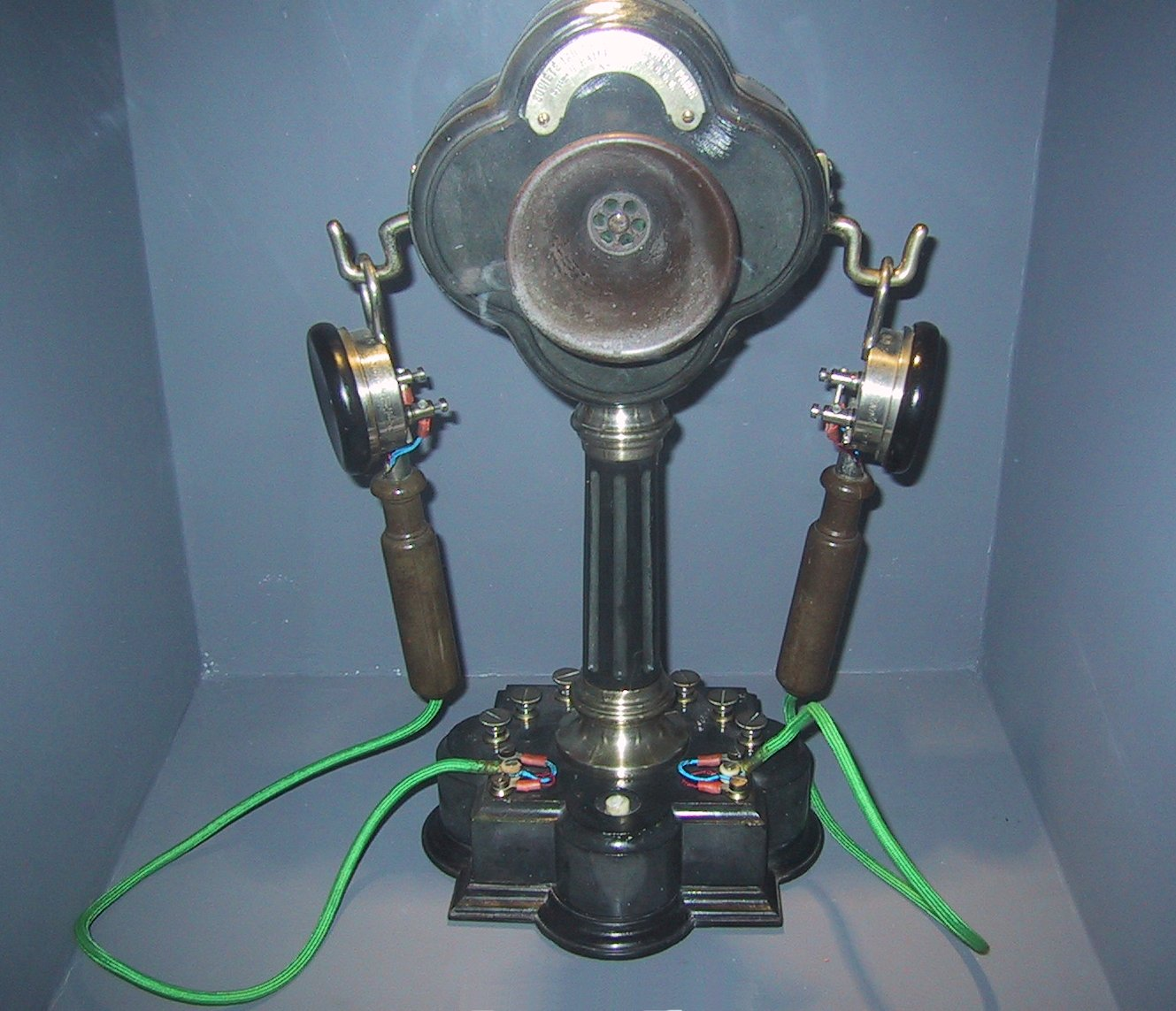
Alfred Meunier (1871), directeur du réseau téléphonique de la Société générale des téléphones (SGT devenue CIT-Alcatel)
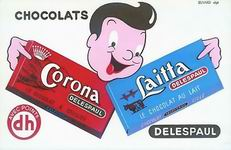
Société du Chocolat Delespaul-Havez dirigée par Hector Franchomme (1879)
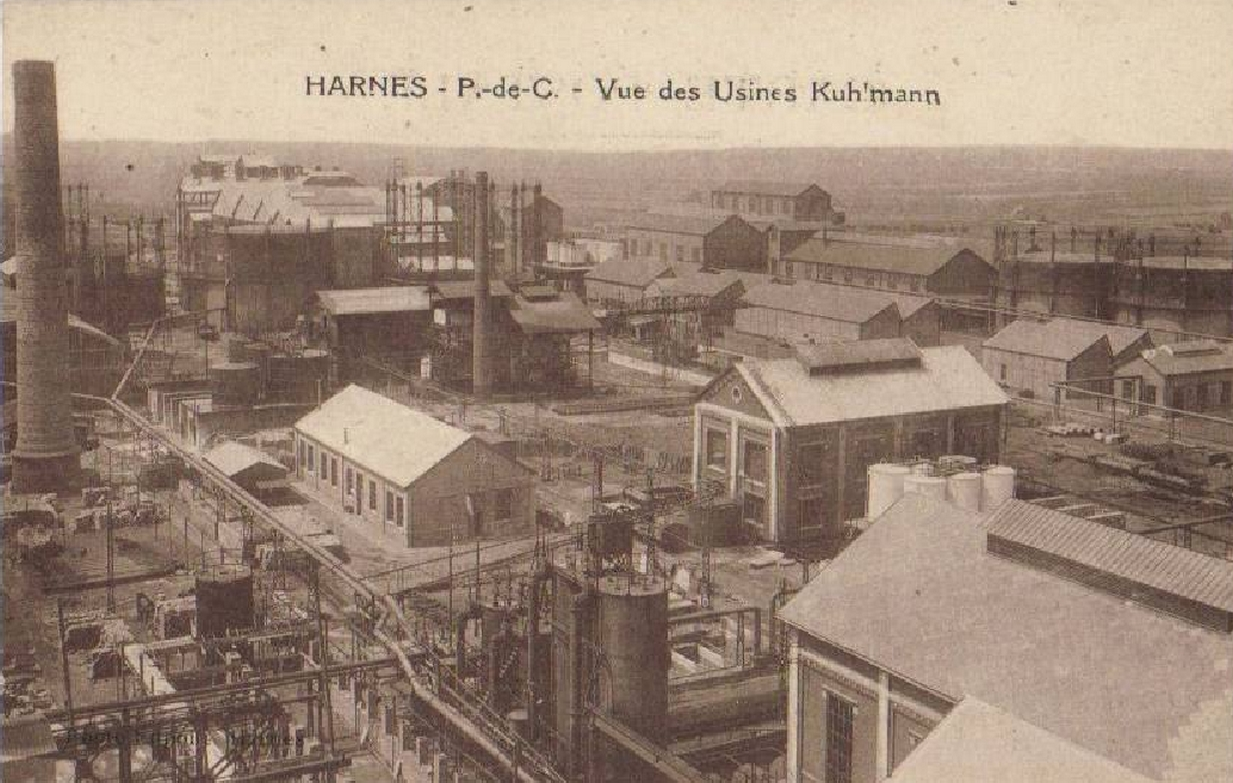
Charles Deldique (1890) est ingénieur en chef et fondé de pouvoir des Établissements Kuhlmann, directeur de la Manufacture des produits chimiques du nord
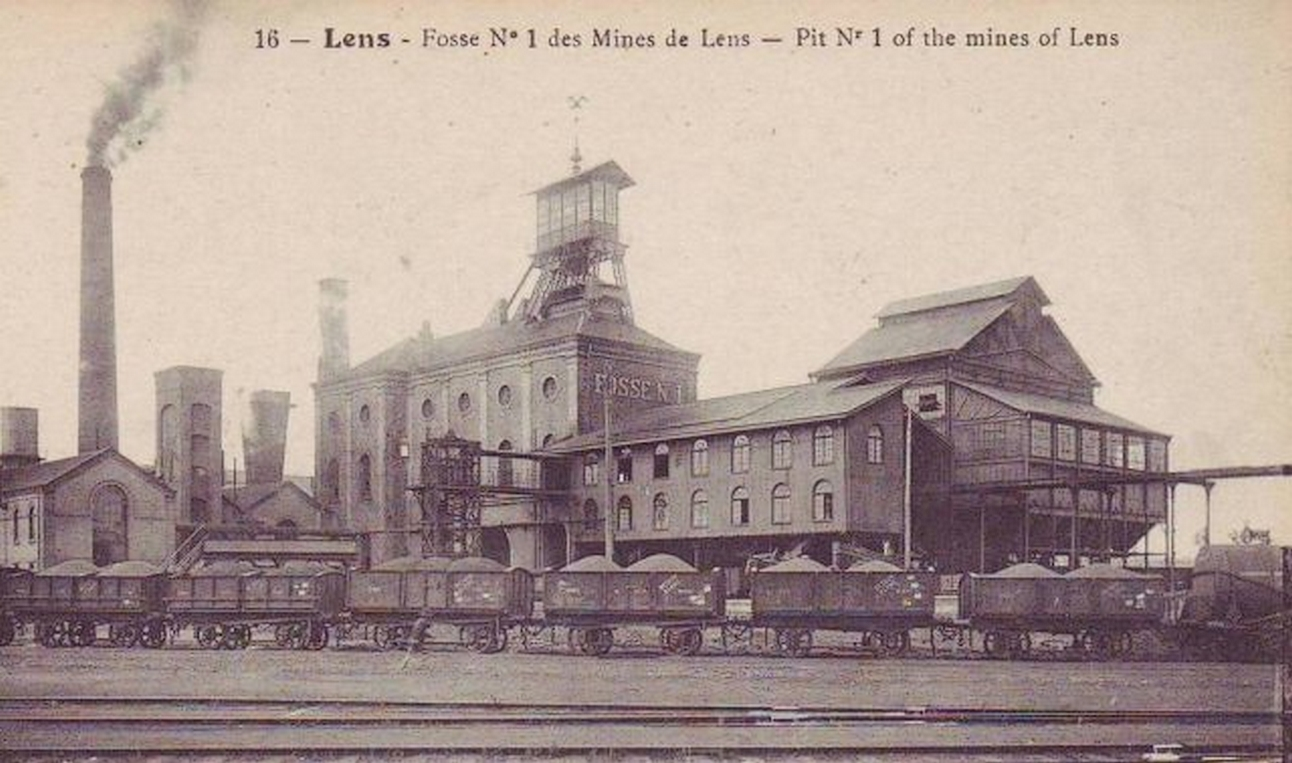
Omer Bigo (1892), administrateur de la Compagnie des mines de Lens et des Forges et aciéries du Nord et de l'Est (Usinor)
Émile Degrémont (1897), fondateur du groupe Degrémont de filtration et de traitement des eaux, de production d'eau potable
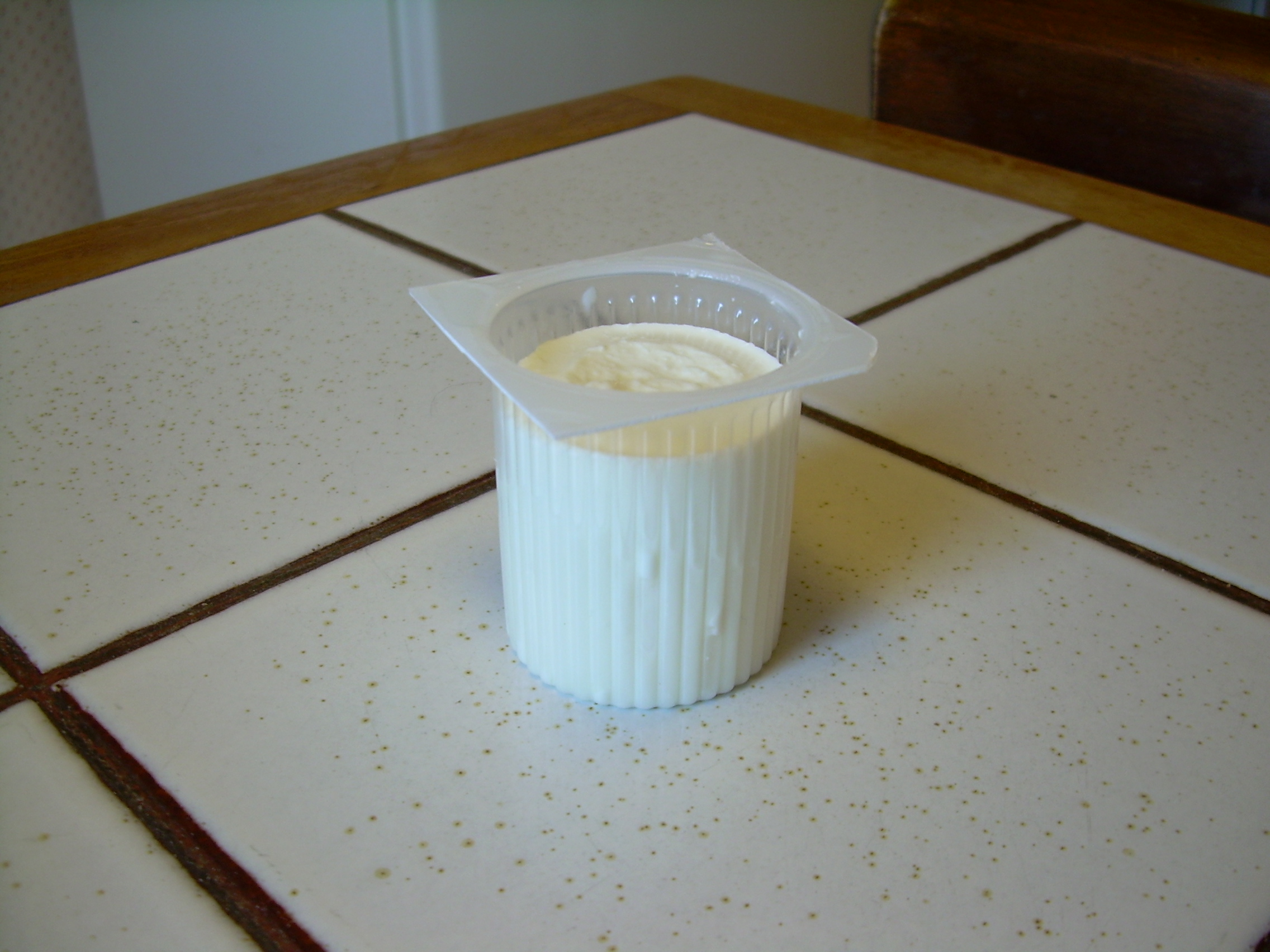
Fromageries Gervais (Petit-suisse Gervais) dirigées par Joseph Ducoulombier (1921).
Groupe Bel (La vache qui rit), dirigé par Robert Fiévet (1929) de 1936 à 1996.
Henri Rabot (1905), fondateur du groupe éponyme de constructions industrielles en béton armé
Louis Fontaine (1923), actionnaire et pdg de la chaîne de grands magasins Prisunic, cofondateur de la maison de haute couture Givenchy
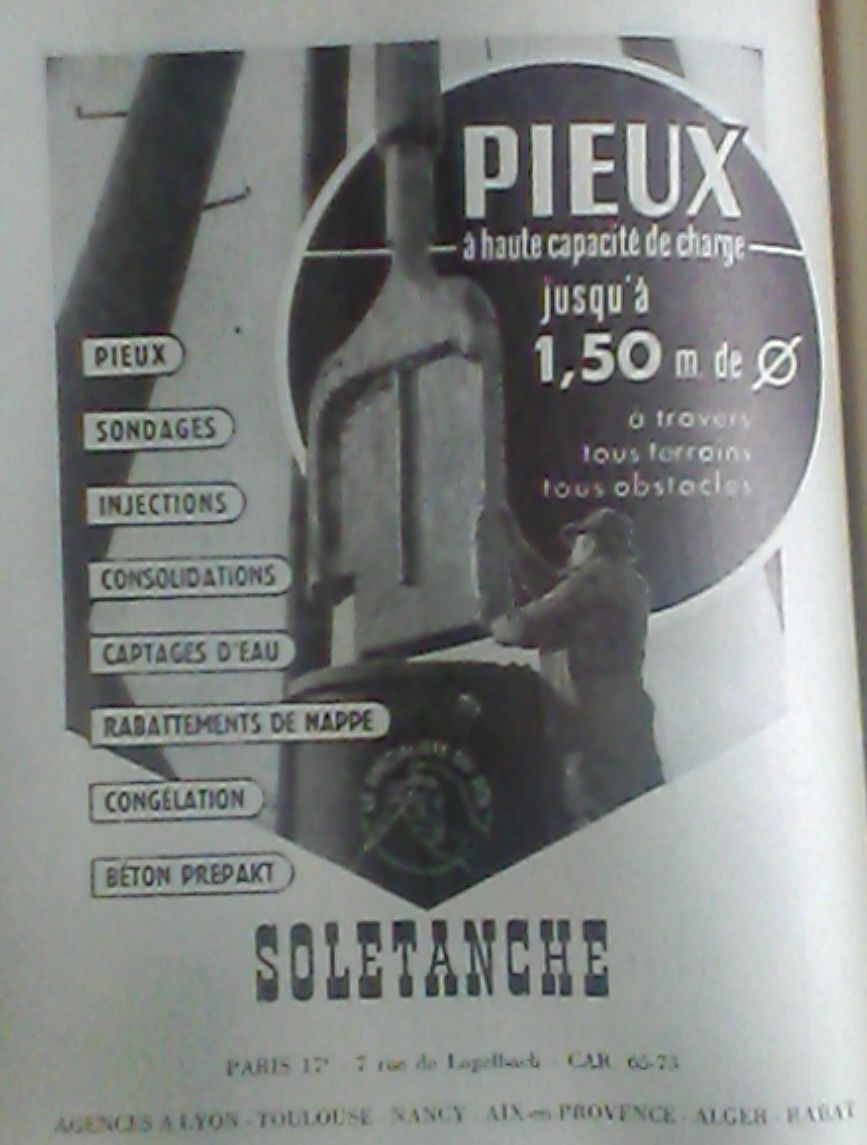
Solétanche géotechnique d'étanchement de fondations inventée par Henri Giron (1927).
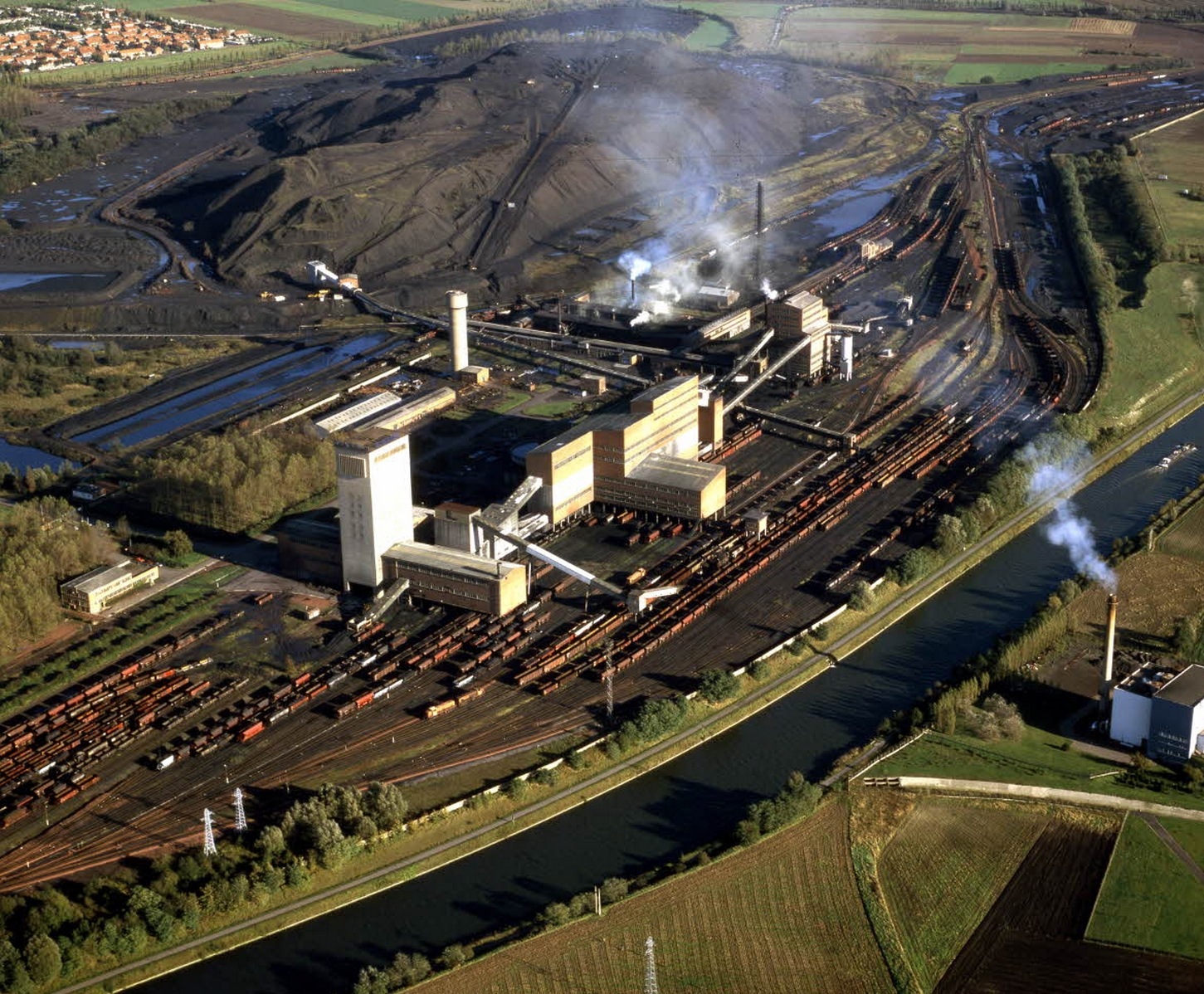
Jack Verlaine (1950), directeur général des Houillères du bassin du Nord et du Pas-de-Calais
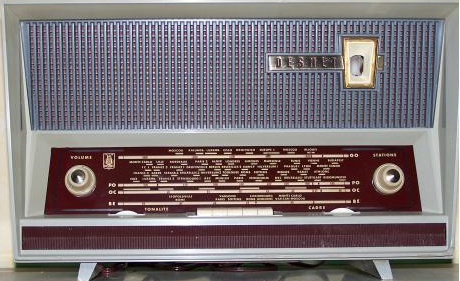
Poste radio T.S.F. Desmet, de la gamme créée par Maurice Desmet (1909) et Marcel Desmet (1911), constructeurs de récepteurs radio et télévisions commercialisés de 1927 à 1975.
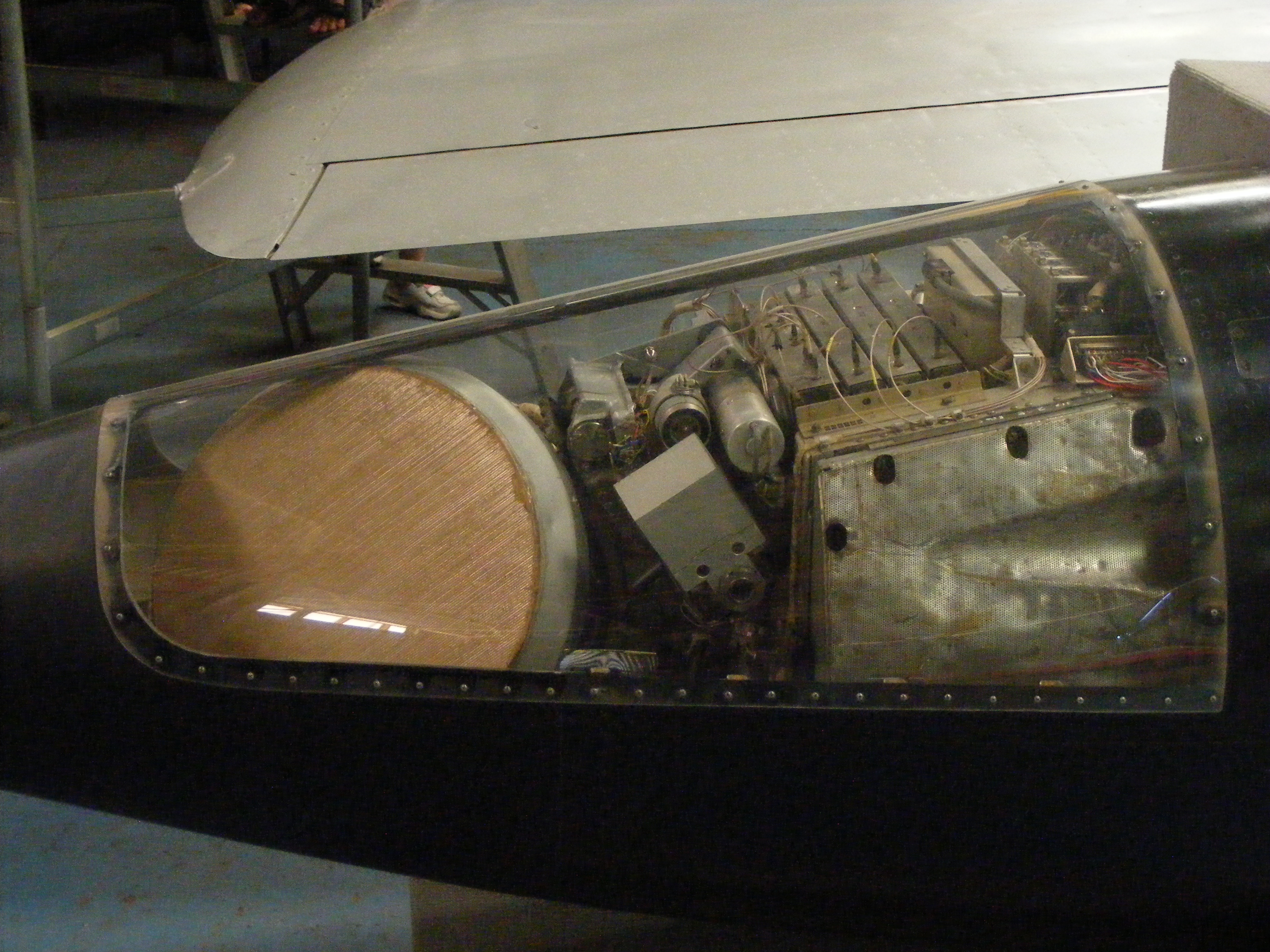
Bernard Cambier (1956), directeur des affaires internationales et membre du conseil d'administration de Thomson-CSF (devenu Thales)
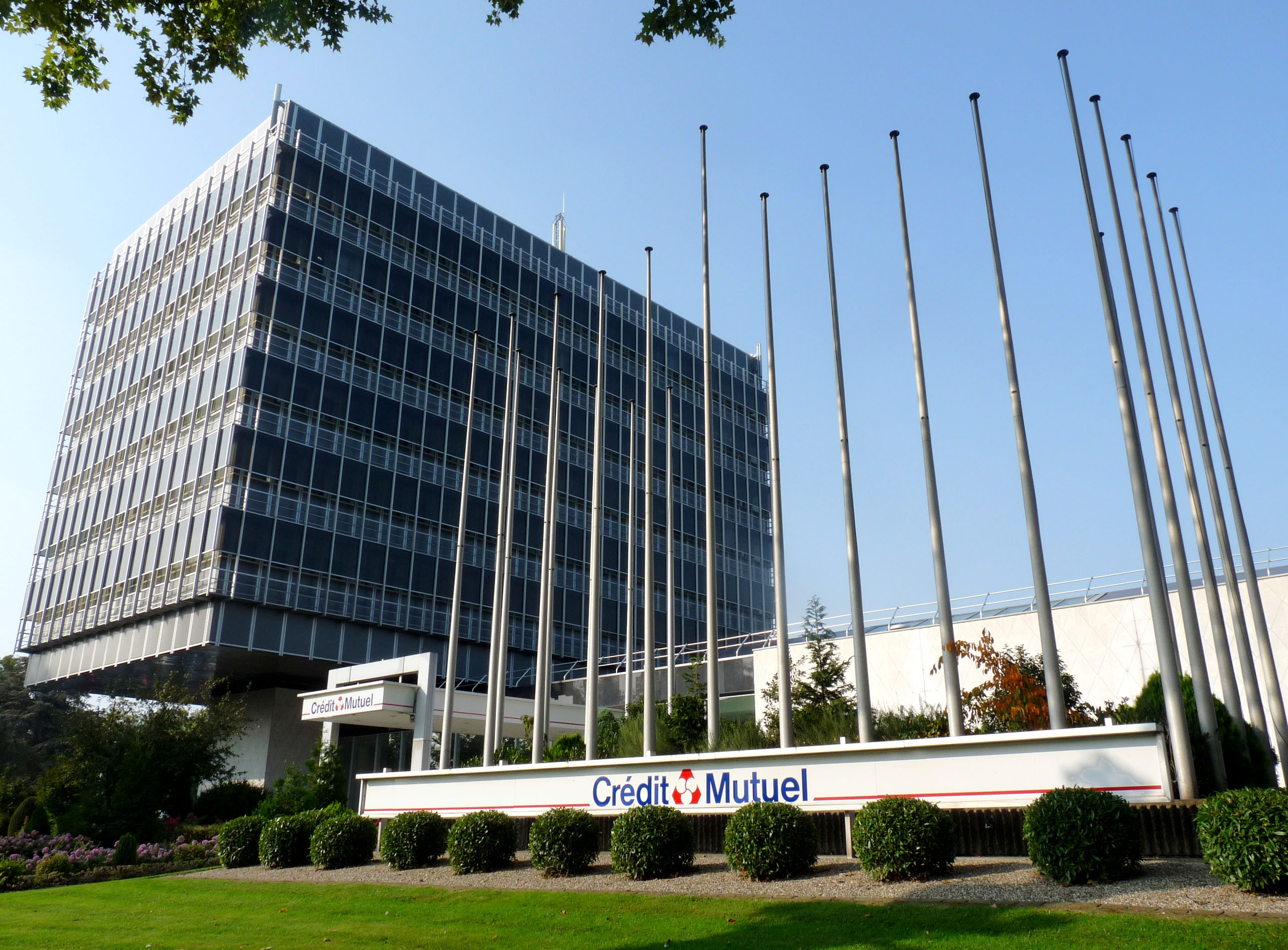
Informatique bancaire par Michel Lucas (1965), président du Crédit mutuel.
Alain Fradin (1970), directeur général du Crédit industriel et commercial (CIC).
Philippe Bonnave (1977), pdg de Bouygues Construction
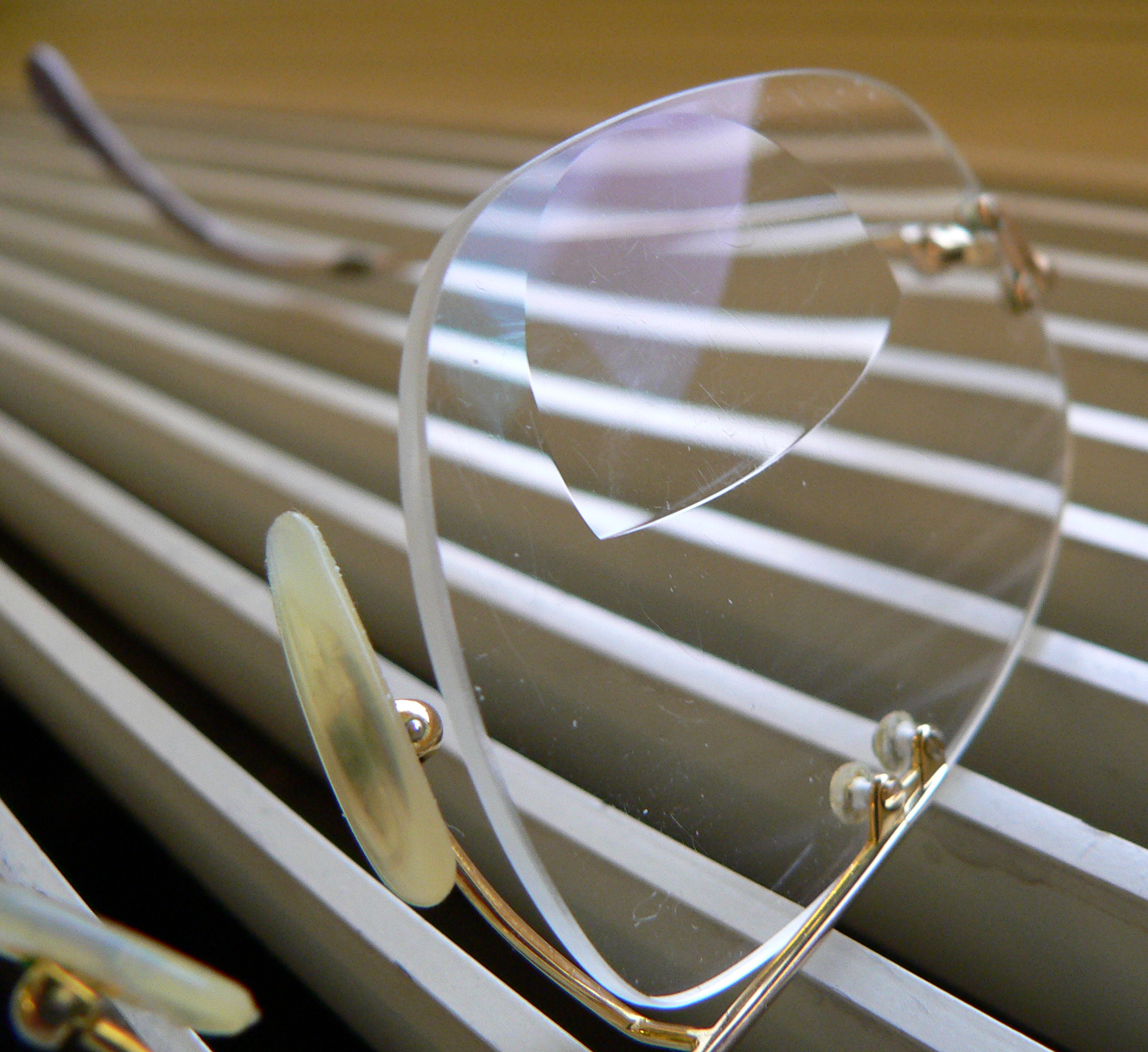
Hubert Sagnières (1980), pdg d'Essilor, industriel de l'optique.
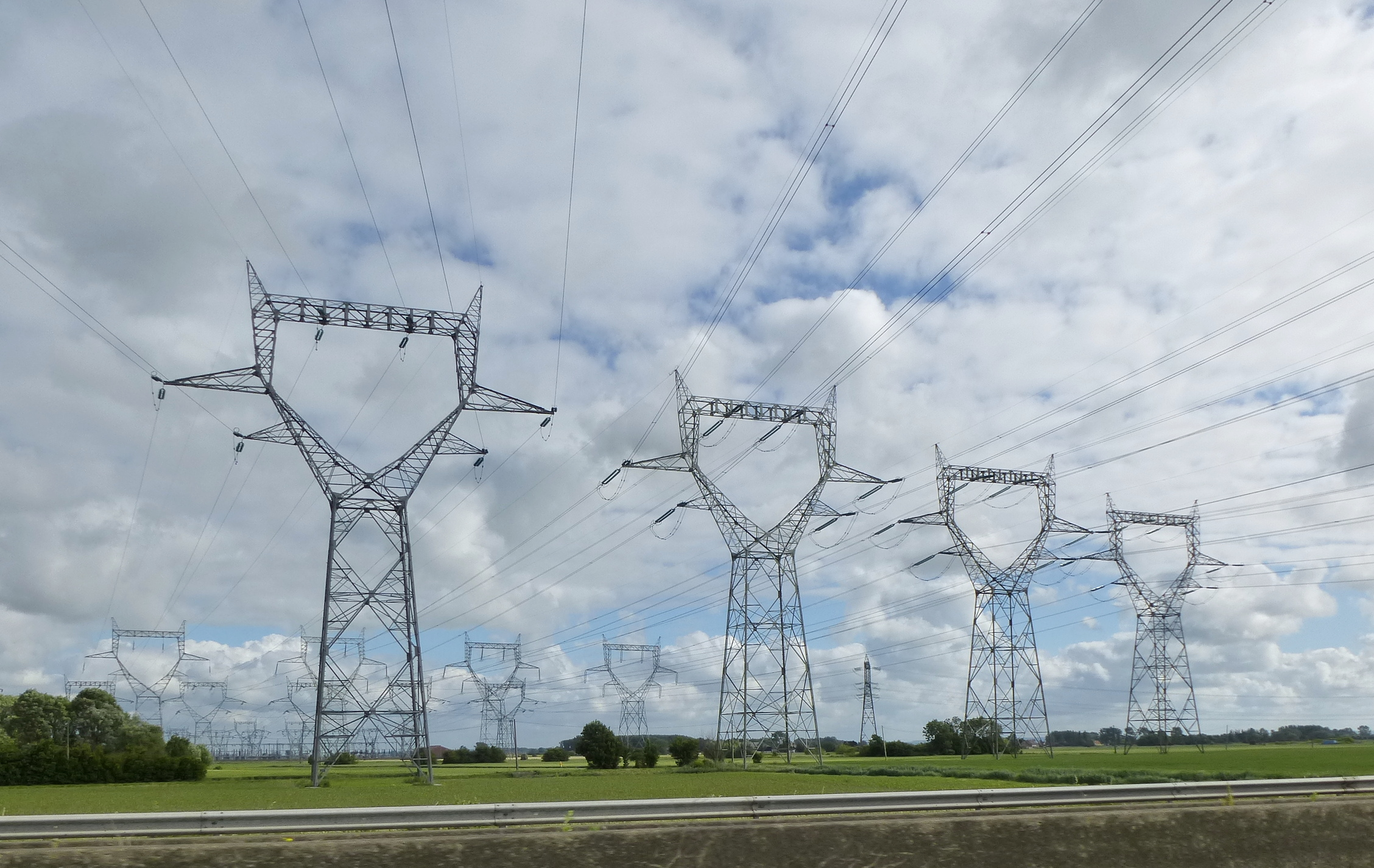
Gilles Galléan (1985), directeur technique d'ERDF, membre du directoire d'Enedis

#### Scientifiques
Parmi les scientifiques issus de l'École, notons Louis Dollo (1877), boursier en année préparatoire en 1873-1874, major de la promotion d'ingénieurs IDN 1877 et qui devient un paléontologue, connu pour ses travaux sur les dinosaures et pour une conjecture sur l'irréversibilité de l'évolution des espèces (Loi de Dollo) ; Léon Lhomme (1887), éditeur d'ouvrages de sciences naturelles, entomologiste, spécialiste des microlépidoptères, fondateur de la revue "L'Amateur de papillons" en 1912 devenue en 1938 la "Revue française de lépidoptérologie" ; Charles David (1896), pionnier de l'électrotechnique, membre de la première Commission électrotechnique internationale en 1906, chef de travaux au laboratoire central d'électricité puis professeur à l'École supérieure d'électricité ; Jean Groff (1914), directeur à la société Texaco, chef du département des lubrifiants à l'Institut français du pétrole, auteur de livres, d'abaques de référence sur le graissage et la tribologie ; Antoine Bonte (1932), géologue ; André Fauquet (1934), chercheur en aéronautique et directeur-adjoint de l'Institut de mécanique des fluides de Lille (ONERA Lille), modélisateur de la portance des ailes d'avions et des spoilers ; Jean-Claude Charpentier (1964), chercheur en génie des procédés, médaille d'argent du CNRS ; Francis Dupriez (1964), directeur de l'ONERA Lille de 1995 à 2001 ; Pierre Borne (1968) professeur-chercheur en automatique, IEEE Fellow et « IEEE-SMC Norbert Wiener Award » (1998) ; Christian Vasseur (1970), directeur de l'École nationale supérieure des arts et industries textiles de 1988 à 1997, fondateur du laboratoire GEMTEX; Geneviève Dauphin-Tanguy (1979) professeur-chercheur en modélisation mécatronique par Graphe de liaisons ; Jean-Pierre Richard (1979) - Chercheur en systèmes complexes non linéaires

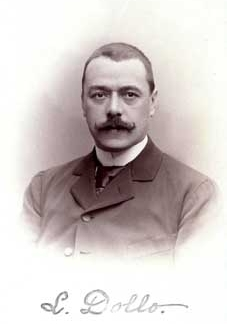
Louis Dollo (1877), paléontologue découvreur d'iguanodons et de l'irréversibilité de l'évolution des espèces (Loi de Dollo).
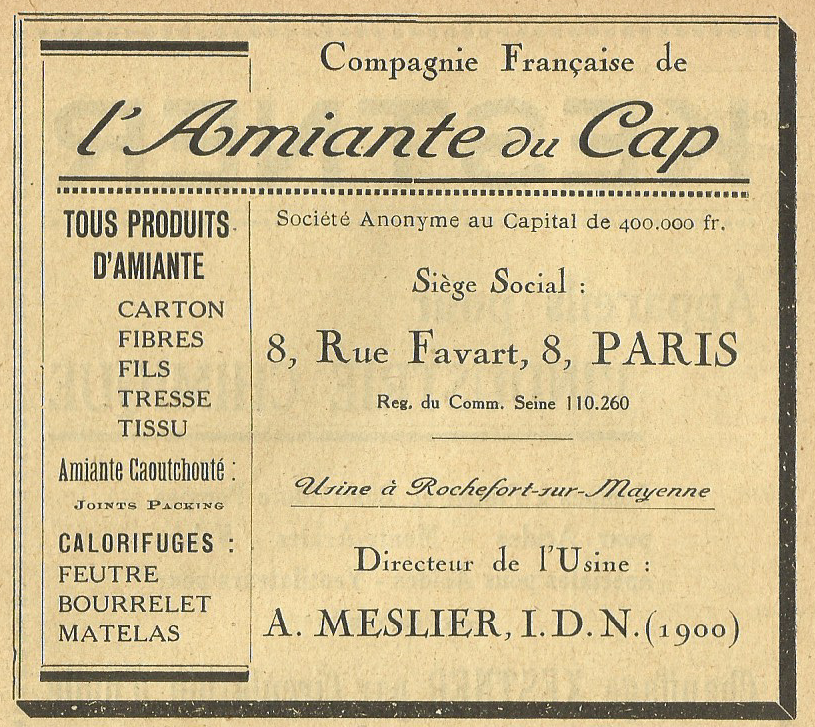
Frédéric Chaplet (1879), industriel de l'électrométallurgie des métaux réfractaires, inventeur du four à arc électrique 'Moissan et Chaplet', correspondant de l'Académie des sciences
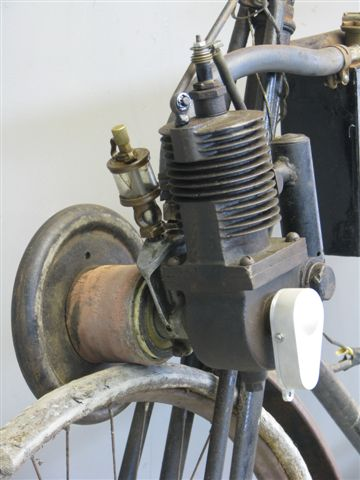
Léon Cordonnier (1892), inventeur du moteur Ixion (moteur à deux temps à distributeur rotatif), et constructeur de motocyclettes.
Charles David (1896), pionnier de l'électrotechnique, membre de la première Commission électrotechnique internationale (CEI) en 1906
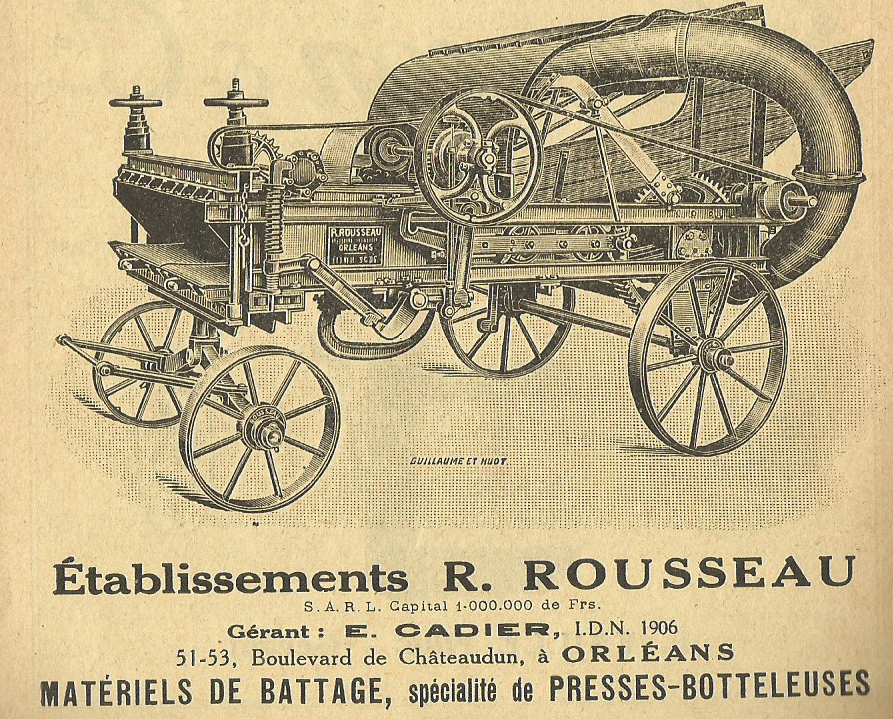
Publicité de 1929 des établissements Rousseau de machinisme agricole, dirigés par Édouard Cadier (1906), pdg, et Paul Cadier (1940) directeur général.
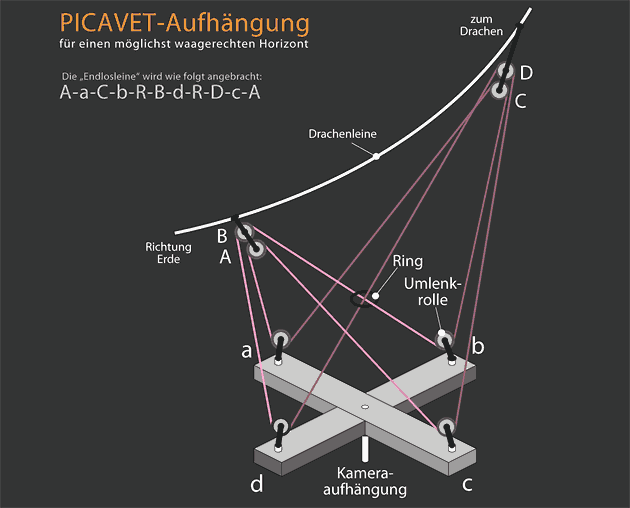
Pierre Picavet (1912), inventeur de la suspension Picavet couramment utilisée en photo cervolisme.
Robert Bollard (1920), directeur technique à la société Air liquide
André Pierrot (1926), ingénieur en chef à la société des Lignes Télégraphiques et Téléphoniques (LTT-Thomson-CSF) à Conflans Sainte Honorine, auteur de 47 brevets d'invention sur les matériaux ferromagnétiques et diélectriques.
Claude Boyeldieu (1951), vice-président Schlumberger wireline and testing.
Jean-Claude Charpentier (1964)[302], directeur de recherches en génie des procédés, médaille d'argent du CNRS.
Jean-Jacques Philippe (1967), expert de l'aérodynamique des voilures tournantes et de la conception d'hélicoptères, conseiller émérite à l'Office national d'études et de recherches aérospatiales.
Olivier Jacquesson (1973), directeur général de Roussel-Uclaf et senior vice-président de Sanofi Aventis.
Olivier Horaist (1981), pdg d'Hispano-Suiza, puis directeur aux relations européennes et internationales de Safran et administrateur de Safran Electrical & Power.

#### Artistes
Des anciens élèves de l'IDN sont connus comme artistes, tels que Paul Œttly, acteur et metteur en scène, Jean Hélion (Jean Bichier à l'état civil), peintre figuratif qui introduisit l’Art abstrait aux États-Unis,, Cyril Collard, acteur, auteur et réalisateur du film Les Nuits fauves, qui a gagné quatre Césars, notamment celui du meilleur film, au festival de Cannes en 1993.

#### Acteurs gouvernementaux
Des ingénieurs sont devenus des hommes politiques, tels que Jules Sirot (1860), député et conseiller général du Nord, maître de forges à Saint-Amand-les-Eaux qui, avec Georges Vancauwenberghe (1875), était l'un des quatre conseillers généraux du Nord qui soient membres en 1892 du conseil d'administration de l'IDN.
Édouard Roussel (1873) est filateur et maire de Roubaix, conseiller général du Nord.
Louis Boyaval (1885), administrateur-directeur de la Société française des distilleries de l'Indochine, président du conseil d'administration de la Société des chaux hydrauliques du Lang Tho et de la Compagnie de commerce et de navigation d'Extrême-Orient,, supervise le développement des provinces de Phú Yên à Bình Thuận.
Vincent Boyer de la Giroday (1900), est conseiller général et maire de Sainte-Marie (La Réunion) de 1908 à 1942.
Edmond Hordoir (1901) est un industriel lillois, membre du groupe Le Sillon et résistant du mouvement La Voix du Nord de 1941 à 1944.
Daoud Ben Saïd dit Mohand Achour (1910), industriel et administrateur délégué de l’union commerciale et industrielle de la grande Kabylie à Tizi Ouzou (Algérie), est député de l'Algérie et membre de la première et de la seconde assemblée nationale constituante (1945-1946) de la Quatrième République française.
Jean Lozier (1911), ingénieur en moteurs électriques, est membre de la mission Tardieu pour coordonner la coopération militaire et économique avec les États-Unis durant la Première Guerre mondiale (Haut-commissariat de la République française aux États-Unis) entre 1917 et 1919. Étienne Dormoy (1906) est membre de la mission de l’aviation aux États-Unis de 1917 à 1919. Albert Brissaud (1914) est membre de la mission militaire française d'aéronautique au Japon en 1918-1920.
Hoàng Văn Ngọc est un ancien élève, présent à l'École jusqu'en 1914, ingénieur électricien, notable indochinois, fondateur d'entreprises industrielles et de centrales électriques.
Nghiêm Xuân Thiện (1932) est un homme politique nationaliste vietnamien, ingénieur à la distillerie française de l'Indochine à Hai Duong, puis ministre d'État, membre du Gouvernement central provisoire du Viêt Nam et gouverneur du Viêt Nam du Nord en 1948-1949, rédacteur en chef du quotidien « Thời Luận » de Saïgon, directeur de l'imprimerie Thoi-Su, des journaux et de l'agence de presse Thoi-Su.
Kazimierz Głębicki (1933), ingénieur à la société de constructions aéronautiques polonaise PZL à Okęcie à partir de 1934, membre de la résistance polonaise (Związek Walki Zbrojnej, puis Armia Krajowa), fait transmettre à Londres des informations cruciales sur la production d'armes V1 et V2 à Peenemünde en 1943 ; il devient ingénieur en chef à la société d'état Wytwórnia Sprzętu Komunikacyjnego (WSK) de 1947 à 1960, puis professeur d'aéronautique à l'université de Varsovie (Institut de mécanique appliquée Wawelberg et Rotwand à partir de 1948 et école polytechnique de Varsovie de 1951 à 1971).
Marc-Philippe Daubresse (1976) est ministre et député du Nord de la France, maire de Lambersart, puis sénateur du Nord.

#### Journalistes
Des journalistes sont anciens élèves de l'École, tels que Maurice Pefferkorn (1907), journaliste spécialisé dans le football, Augustin Rousseau (1909), directeur général de la revue professionnelle La Machine moderne (L'Usine nouvelle) à Paris, Bernard Wouts (1963), ancien administrateur général du quotidien Le Monde, ancien PDG de l'hebdomadaire Le Point, Jean-Pierre Caffin (1967), directeur général du groupe Prisma Presse, président de la coopérative de distribution de la presse et gérant de Presstalis.

#### Autres parcours
D'autres anciens élèves ont eu des parcours atypiques, tels qu'Artus Bris (1876), élève d'Alfred Giard en section d'agronomie en 1872-1873 et connu comme découvreur d'une anémone sauvage (anémone sylvestris) rare dans le biotope nordique en 1873, qui fera carrière comme ingénieur puis directeur des établissements de la Société des mines et fonderies de zinc de la Vieille-Montagne à Chênée et à Angleur (Liège) tout en restant correspondant de sociétés savantes de botanique ; Abel Leuillieux (1882), docteur en médecine, auteur d'un ouvrage de référence sur le soja ; Eugène Lefebvre (1898), pionnier de l'aviation, auteur du premier vol acrobatique de l'histoire (18 juillet 1909) et premier pilote au monde à mourir aux commandes d'un avion motorisé (7 septembre 1909), ; Louis Danel (1880) directeur de la plus grande imprimerie et maison d'édition du Nord de la France de 1884 à 1936 ; Henri Auterbe (1904), président de la Compagnie d'assurance l'Union (Union-Vie), président d'honneur de l'Institut des actuaires français ; Paul Béard (1912), originaire d'une famille nombreuse et modeste de Grez-en-Bouère (Mayenne), bachelier à Laval puis ingénieur IDN (1912), directeur de la Manufacture lilloise de chaînes, professeur à l'École d'organisation scientifique du travail de Paris et de Lille, assure des cours de méthode industrielle à l'IDN,, est le vice-président fondateur de l'ordre des conseils en organisation en 1938 et membre du Comité national de l'organisation française,, apôtre du taylorisme, président de l'association des ingénieurs IDN de 1940 à 1951 ; Jean Prugnot (1929), syndicaliste et écrivain antimilitariste ; Marcel Dufay (1936), sous-préfet, puis préfet jusqu’en 1980 ; Claude Bonnet (1963), ingénieur EDF et secrétaire général adjoint de la Fédération CGT de l’Énergie ; Bernard Convert (1974) sociologue ; Pierre Saglio (1975), président d’ATD Quart monde France de 2002 à 2010.
Trois ingénieurs IDN, Nestor Quoirez (1891), ingénieur civil à Béthune en 1902 et à Saint-Germain-en-Laye en 1929 et décédé à Bougival en 1931, Pierre Quoirez (1921), directeur de la société des fours Rousseau à Argenteuil et habitant Boulevard Malesherbes à Paris (notamment en 1954), Paul Laubard (1922), pdg des Messageries Routières Paris-Lille à Aubervilliers depuis 1934 et président de la chambre de commerce de Paris (1971-1977), sont respectivement les grand-père paternel, père et oncle maternel de l'écrivain Françoise Sagan, qui évoque l'atmosphère familiale dans le roman Bonjour tristesse publié en 1954. Dans le film biographique Sagan sorti en 2008, le rôle de Pierre Quoirez est joué par l'acteur Bernard Crombey.

## Tableau chronologique
La dénomination Institut industriel du Nord a été choisie pour l’École d’ingénieurs de Lille,, au début de la Troisième République et succède à l'École des arts industriels et des mines de Lille créée en 1854,. Cette dénomination fut remplacée par celle d’École centrale de Lille en 1991 lors de la formation de l'intergroupe des Écoles centrales. La dénomination officielle de l’École a donc varié selon la période historique :
- École professionnelle du Nord (École des arts industriels et des mines), de 1854 à 1860, sous la tutelle du ministère de l'instruction publique ;
- École des arts industriels et des mines de Lille, de 1860 à 1862[337], sous la tutelle du ministère de l'instruction publique ;
- École impériale des arts industriels et des mines de Lille, de 1862 à 1871, sous la tutelle du ministère du commerce et des travaux publics ;
- École spéciale des arts industriels et des mines de Lille, en 1871-1872[R 1], sous la tutelle du ministère du commerce et des travaux publics ;
- Institut industriel agronomique et commercial du Nord de la France (IDN) de 1872 à 1874[R 4], sous la tutelle du conseil général du Nord ;
- Institut industriel du Nord de la France (IDN), de 1875 à 1975, sous la tutelle du conseil général du Nord[R 13] ;
- Institut industriel du Nord de la France (IDN), de 1975 à 1991, en tant qu'établissement public national à caractère administratif sous la tutelle du ministère de l'éducation nationale[E 15] ;
- École centrale de Lille, de 1991 à 1993, en tant qu'établissement public national à caractère administratif sous la tutelle du ministère de l'éducation nationale[338],[L 1].
- École centrale de Lille, depuis 1993, en tant qu'établissement public à caractère scientifique, culturel et professionnel sous la tutelle du ministère de l'éducation nationale[339].

## Image et communication

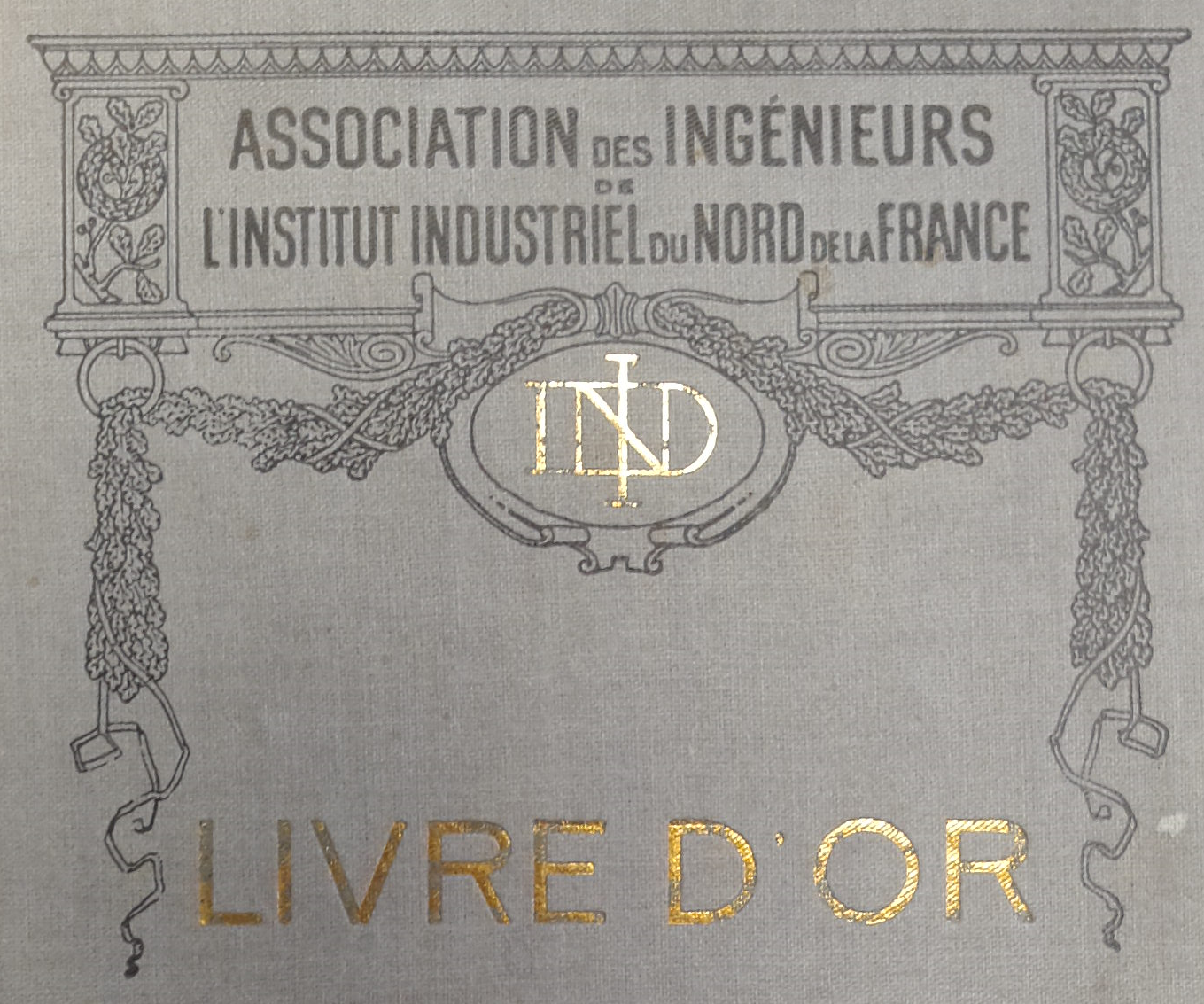
Livre d'or de l'Association des ingénieurs de l'Institut industriel du Nord de la France (IDN)

Le logo de l'École au XIXe siècle comprend une roue dentée soutenue par deux branches de laurier surélevée par deux outils. Le logo évolue vers 1920 en une composition géométrique des lettres I D N superposées. Une variante ultérieure après la Seconde Guerre mondiale juxtapose les trois lettres selon une police de caractères stylisés spécifiquement créée pour cet usage. La couleur associée à l'IDN est le violet dès le début du XXe siècle, la même couleur violette que le blason de l'université de Lille ; c'est notamment la couleur utilisée pour les maillots d'équipes IDN lors de compétitions sportives. Dans la seconde partie du XXe siècle jusqu'en 1991, le logo est le sigle IDN à l'intérieur d'une forme oblongue de couleur violette.
L'Institut industriel du Nord participe aux expositions universelles en Europe ; il reçoit une grande médaille d'or à l'exposition universelle de 1878 à Paris ; à l'exposition universelle de Paris de 1889, il doit lutter avec l'École centrale de Paris et le jury lui décerne la grande médaille d'or,. L'institut industriel du Nord obtient un diplôme d'honneur et trois médailles d'or de collaborateurs à l'exposition universelle de 1885, il est classé hors concours à l'exposition universelle de 1894. À l'exposition universelle de 1900 à Paris, il obtient des médailles d'or pour les travaux de ses professeurs et des anciens élèves sont aussi récompensés pour leurs activités professionnelles,.
L'École communique auprès des entreprises et organismes susceptibles de lui affecter une part de leur taxe d'apprentissage ou de participer à des activités de recherche conjointes. Le vecteur de communication est le magazine IDN entreprises.
L'École communique auprès des candidats au concours d'entrée : cela se traduit de 1896 à 1971 par la diffusion du programme d'admission et organisation du concours IDN, cette tâche étant déléguée ensuite à l'administration du concours Centrale-Supélec ; une plaquette alpha est distribuée aux admissibles ; enfin en 1990, l'École a suscité la création de l'association Oraux'scope chargée de la publication annuelle de la brochure éponyme à destination de plus d'une dizaine de milliers d'élèves de classes préparatoires afin de les aider à passer les oraux des concours.